# Tyrannosaurus
Tyrannosaurus is een geslacht van uitgestorven vleesetende theropode dinosauriërs. Tyrannosaurus behoort tot de groep van de Tyrannosauridae en leefde ongeveer zeventig tot zesenzestig miljoen jaar geleden, tijdens het Laat-Krijt, in het westelijk deel van het huidige Noord-Amerika.
Het eerste fossiel van Tyrannosaurus werd ontdekt in 1874. In 1905 werd de typesoort van het geslacht benoemd: Tyrannosaurus rex, de 'koning-tiransauriër'. Er zijn later nog andere soorten binnen het geslacht benoemd, maar meestal wordt T. rex als de enige echte soort gezien. De laatste jaren zijn tientallen skeletten van T. rex gevonden, zodat wetenschappers een goed beeld kregen van hoe het dier eruitzag.
Tyrannosaurus was een reusachtige vleeseter, die tot veertien meter lang en acht ton zwaar kon worden. Hij liep op sterke, hoge achterpoten waarbij de horizontale, brede romp in evenwicht gehouden werd door een korte, zware staart. De voorpoten waren heel klein. De prooi werd aangevallen met de grote, zwaargebouwde kop. Uitgerust met lange tanden en zware spieren konden de kaken een enorme bijtkracht uitoefenen. Tyrannosaurus joeg op grote plantenetende dinosauriërs, waarvan sommige, zoals Triceratops en Ankylosaurus, zich goed wisten te verdedigen zodat ze snel met enkele krachtige beten uitgeschakeld moesten worden.
T. rex was warmbloedig en ademde met behulp van luchtzakken die voortdurend verse lucht in één richting door de longen persten. Hoewel de volwassen dieren schubben hadden, bezaten de jongen waarschijnlijk een primitief verenkleed om warm te blijven. Tyrannosaurus kon vrij snel stappen, maar de geleerden zijn het er niet over eens of hij gezien zijn hoge gewicht ook kon rennen. De meesten denken dat hij wel een echt roofdier was en geen aaseter, zoals soms wordt gesteld. Tyrannosaurus werd uitgeroeid tijdens het massale uitsterven op het eind van het Krijt. Hij was daarmee een van de laatste dinosauriërs van het Mesozoïcum.
Tyrannosaurus is de bekendste van alle dinosauriërs geworden doordat hij in boeken werd voorgesteld als het grootste landroofdier uit de wereldgeschiedenis. De in 1915 ontdekte Spinosaurus uit Egypte is echter groter. Ook de in 1993 in Argentinië opgegraven Giganotosaurus was vermoedelijk iets langer.

## Ontdekkingsgeschiedenis en naamgeving

### Eerste vondsten

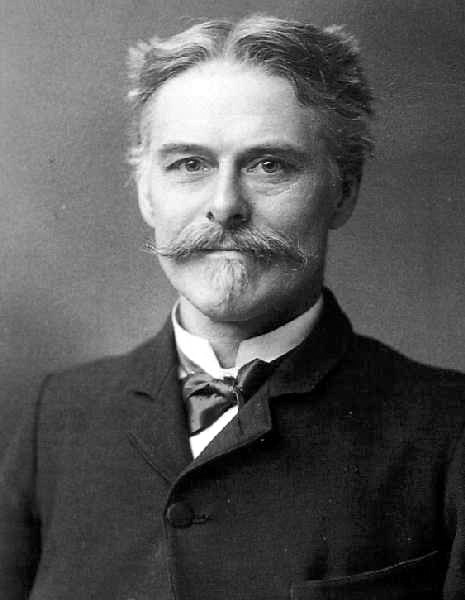
Cope vond de eerste botten van Tyrannosaurus

De eerste resten van Tyrannosaurus werden vermoedelijk in 1874 gevonden door Arthur Lakes bij Golden in Colorado. Het betrof hier echter slechts een tand, specimen YPM 4192, die foutief toegeschreven werd aan Deinodon en nooit is beschreven. Edward Drinker Cope vond in 1892 de eerste zekere skeletdelen, specimen AMNH 3982 bestaande uit twee wervels, in South Dakota en benoemde ze als Manospondylus gigas waarvan hij overigens dacht dat het een plantenetende ceratopide betrof. Dit zou de geldige naam moeten zijn, maar omdat de vondst voor 1899 gedaan werd en de naam nooit meer gebruikt is voor andere restanten, wordt ze gezien als een niet geldige nomen oblitum, een 'vergeten naam'. In 1890 werden nog meer resten van een grote theropode, specimen USNM 2110 bestaande uit een aantal voetbeenderen, opgegraven door John Bell Hatcher bij de Cow Creek in Wyoming, maar deze werden dat jaar door Othniel Charles Marsh foutief toegeschreven aan Ornithomimus, als een O. grandis. In 1896 wees hij er nog een achterpoot, USNM 8064, en een bekken, USNM 6183, aan toe. Deze fossielen zijn later kwijtgeraakt; hoewel ze er vaak mee in verband zijn gebracht, is het onzeker of ze aan Tyrannosaurus toebehoorden, want ze stamden uit het Campanien.

### Tyrannosaurus rexwordt benoemd

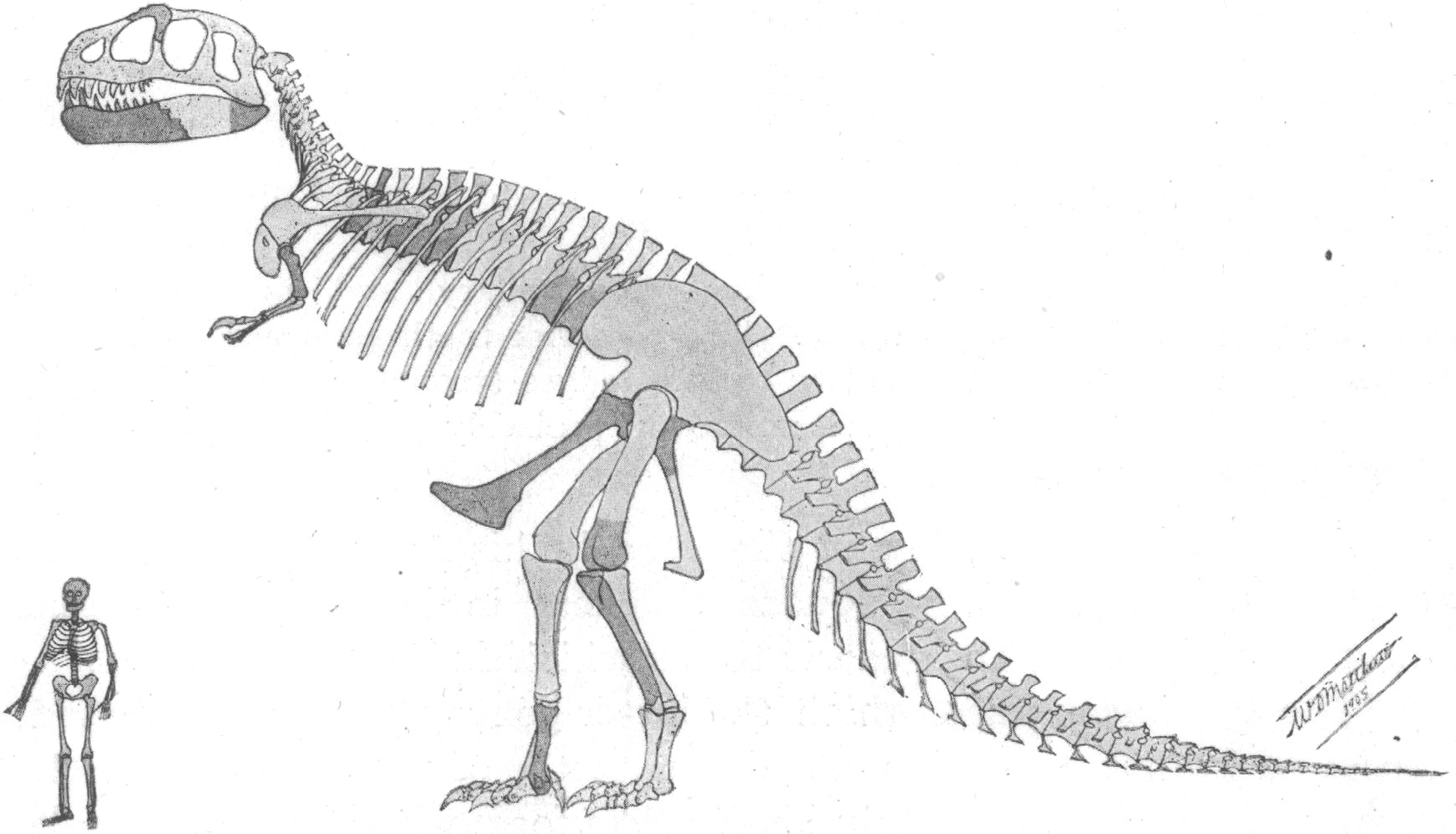
De eerste illustratie van het skelet, uit 1905, door William Diller Matthew

De soort Tyrannosaurus rex werd in 1905 benoemd en beschreven door Henry Fairfield Osborn, directeur van het American Museum of Natural History, op basis van holotype CMN 9380 (eerst AMNH 973), een gedeeltelijk skelet in juli 1902 in Montana gevonden door Barnum Brown op de Sheba Mountain bij Fort Peck in Garfield County. Brown was eigenlijk, samen met Richard Swann Lull, door Osborn uitgestuurd om in de Hell Creek-formatie een volledig skelet van Triceratops te zoeken. De beenderen bevonden zich in zeer harde zandsteen die eerst met dynamiet werd gebroken. De botten werden daarna met schellak en gips beschermd om op een door vier paarden getrokken houten slede naar de dichtstbijzijnde weg te worden gesleept. In dezelfde publicatie werd een tweede fossiel van Tyrannosaurus beschreven, specimen AMNH 5866, een iets completer skelet met zwaar beschadigde schedel door Brown begin oktober 1900 bij de Seven Mile Creek, een zijwater van de rivier de Cheyenne, in Weston County, Wyoming, gevonden dat als de soort Dynamosaurus imperiosus benoemd werd. Vaak is gesteld dat alleen doordat de naam Tyrannosaurus op een eerdere pagina van het artikel voorkomt, het de geldige naam is. In werkelijkheid maakte Osborn in 1906, toen hij besefte dat beide vormen identiek waren, zelf de keuze voor Tyrannosaurus; als eerste die de naamgeving herzag, had hij daartoe het recht. Osborn had eerst gedacht dat Dynamosaurus met pantserplaten op de rug was uitgerust, maar later bleek dat Brown 77 losse beenschubben van vermoedelijk Ankylosaurus, AMNH 5866/BM R8001, bij vergissing met het theropodenskelet in verband gebracht had, hoewel Osborn tot 1917 zou volhouden dat ze toch bij Tyrannosaurus hoorden. Een andere oorspronkelijke misvatting was dat Osborn een deel van de lange voorpoot van een plantenetende ornithopode aan Tyrannosaurus toewees. Brown had de echte arm al gevonden, maar Osborn kon eerst niet geloven dat die zo kort was. Zelfs toen die fout hersteld was, werd een tijd lang abusievelijk aangenomen dat de hand drie vingers droeg in plaats van twee.
De geslachtsnaam Tyrannosaurus betekent: 'tiranhagedis' of 'tiransauriër', een combinatie van het Klassiek Griekse τύραννος (tyrannos), 'alleenheerser', en σαῦρος (sauros), 'hagedis'; de soortaanduiding rex is Latijn voor 'koning'. 'Saurus' is een algemene aanduiding voor alle sauriërs en wijst niet op een, in feite niet aanwezige, speciale verwantschap met de hagedissen. De soortnaam was bedoeld om als één geheel gelezen te worden, dus als 'Koning van de Tiransauriërs'. Net als Dynamosaurus imperiosus, 'heersende krachtsauriër', was het een opzettelijk grandioze beschrijving. Osborn was namelijk een aanhanger van de indertijd populaire leer van de orthogenetica, die meende dat in de erfelijke eigenschappen van diergroepen 'evolutionaire trends' ingebouwd waren die richting gaven aan hun evolutie. Tyrannosaurus zou volgens hem het eindpunt en hoogtepunt geweest zijn van een trend tot toenemende lichaamsgrootte bij de theropoden.

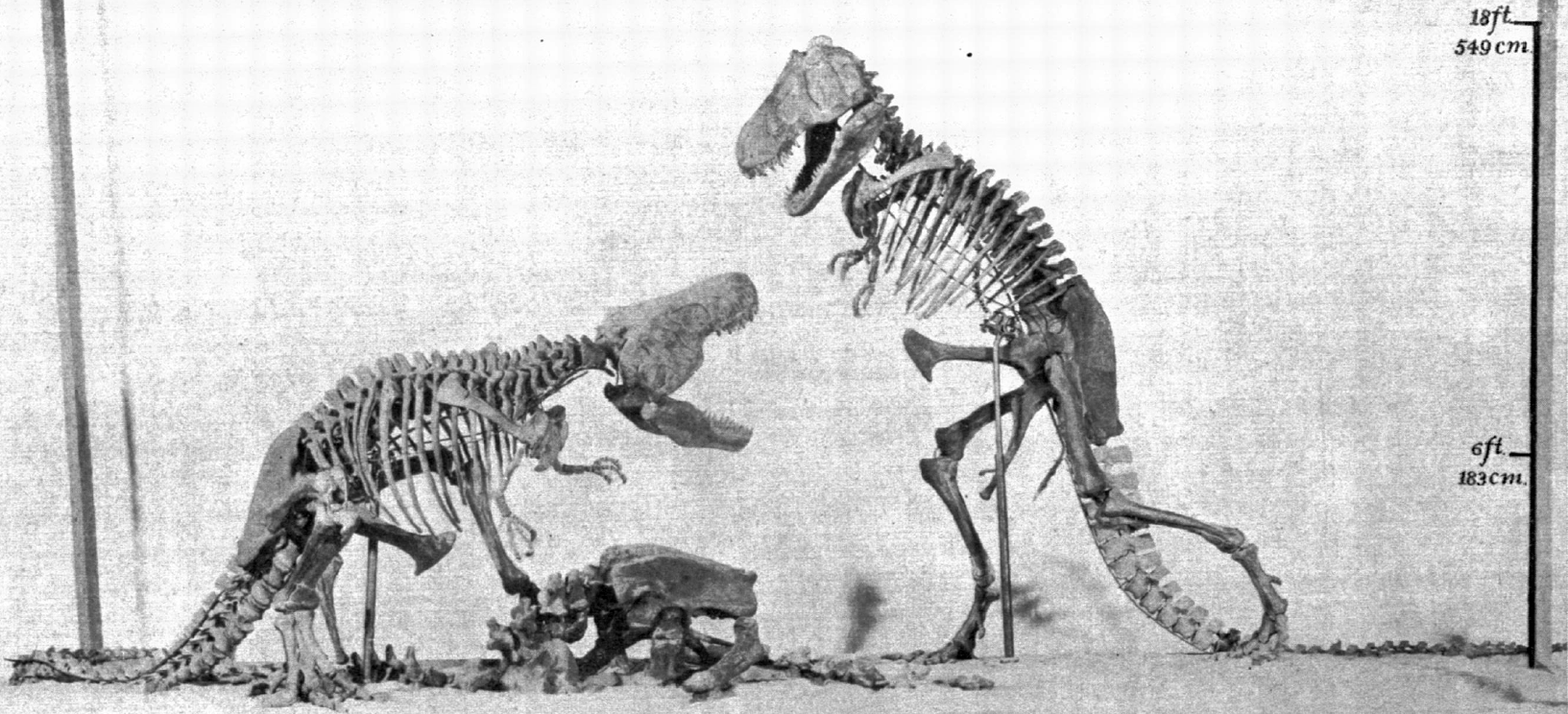
Het eerste ontwerp, door Erwin S. Christman, voor een opstelling bij het AMNH

Osborn had zich gehaast de soort te benoemen, zelfs nog voordat zijn medewerkers Paul Miller en Peter Kaisen het holotype geprepareerd hadden, omdat hij wist dat in 1902 een team van het Carnegie Museum onder leiding van Olaf Peterson bij de Schneider Creek in Niobrara County, Wyoming, een derde gedeeltelijk skelet gevonden had, CMNH 1400, en hij vreesde dat men hem voor zou zijn. In 1908 vond Brown bij Near Dry Creek een vierde skelet in McCone County, Montana, AMNH 5027, dat voor bijna de helft compleet was. Voor het eerst had men nu een goed beeld van het dier en vooral van de schedel. Bijna alle beschrijvingen en afbeeldingen van Tyrannosaurus in de twintigste eeuw zijn op dit skelet gebaseerd. Vanwege deze vondst plande Osborn in 1913 een spectaculaire opstelling in zijn museum van een vechtend paar tyrannosauriërs, het holotype in een ineengedoken houding en AMNH 5027 daarbovenuit torenend, maar geldgebrek dwong hem de opstelling in 1912 van een enkel skelet, AMNH 5027, te handhaven. Dat was echter al indrukwekkend genoeg en Tyrannosaurus werd onmiddellijk populair bij het grote publiek als 'grootste roofsauriër'. De opstelling toonde Tyrannosaurus in een sterk opgerichte positie. Dat was niet omdat men niet wist dat de normale positie meer horizontaal was, maar om de belasting te beperken van de stalen beugels die het skelet overeind hielden. Veel illustraties namen de onjuiste houding echter over die ook overeenkwam met de toen gangbare wijze van afbeelden van tweevoetige dinosauriërs.

### Latere vondsten

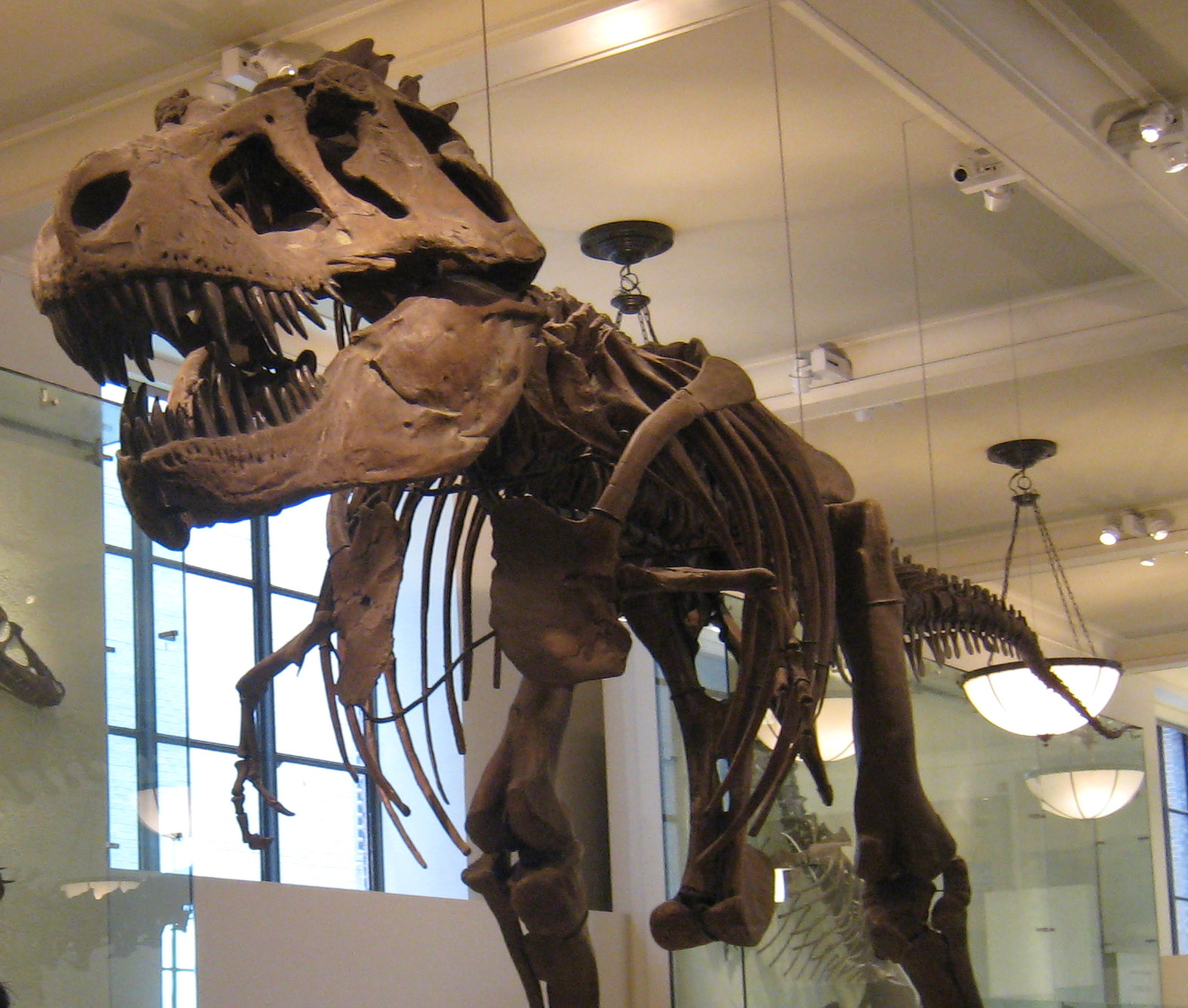
Het meest complete exemplaar van Brown: AMNH 5027, in zijn in 1996 verbeterde horizontale opstelling. De schedel is een afgietsel

In de tijd van Brown werden er, naast wat losse beenderen, in totaal vier min of meer complete skeletten ontdekt, maar daarna vertraagde de vondstfrequentie sterk. Instellingen waren er niet zo happig op om een plaats te zoeken voor dergelijke onhandelbare geraamten en misten ook het geld om nieuwe expedities op touw te zetten. Het AMNH verkocht het holotype zelfs in december 1941 aan het Carnegie Museum in Pittsburgh – overigens niet zoals Brown later beweerde uit vrees voor bombardementen op New York – en AMNH 5866 na de oorlog aan het British Museum of Natural History te Londen, waar het nu het inventarisnummer BMNH R7994 heeft. In 1942 werd in Montana een klein specimen ontdekt, CMN 7541, maar dit werd voorlopig gezien als een exemplaar van Gorgosaurus. Een vrij gaaf exemplaar in 1946 door Charles Mortram Sternberg in Canada ontdekt, RTMP 81.2.1, de Huxley T. rex, werd niet eens door hem opgegraven.
Aan het gebrek aan interesse voor Tyrannosaurus kwam een eind door de 'dinosauriërrenaissance': de sterk toegenomen belangstelling voor dinosauriërs in het algemeen, vanaf het begin van de jaren zeventig. Musea en andere instituten willen nu juist heel graag een echt exemplaar hebben als publiekstrekker. Een fossiel van Tyrannosaurus is tegenwoordig een zeer aanzienlijk bedrag waard en commerciële bedrijven zijn actief op zoek naar nieuwe skeletten. Deze situatie is geleidelijk zo gegroeid. In 1966 ontdekte loodgieter Harley Garbani een zeer grote schedel, LACM 23844, en in 1967 archeoloog William McMannis schedel MOR 008, maar dat bleven geruime tijd de enige belangrijke als zodanig onderkende vondsten. LACM 23844 zou later gedetailleerde informatie verschaffen over de afzonderlijke schedelbotten omdat die los bewaard waren gebleven.

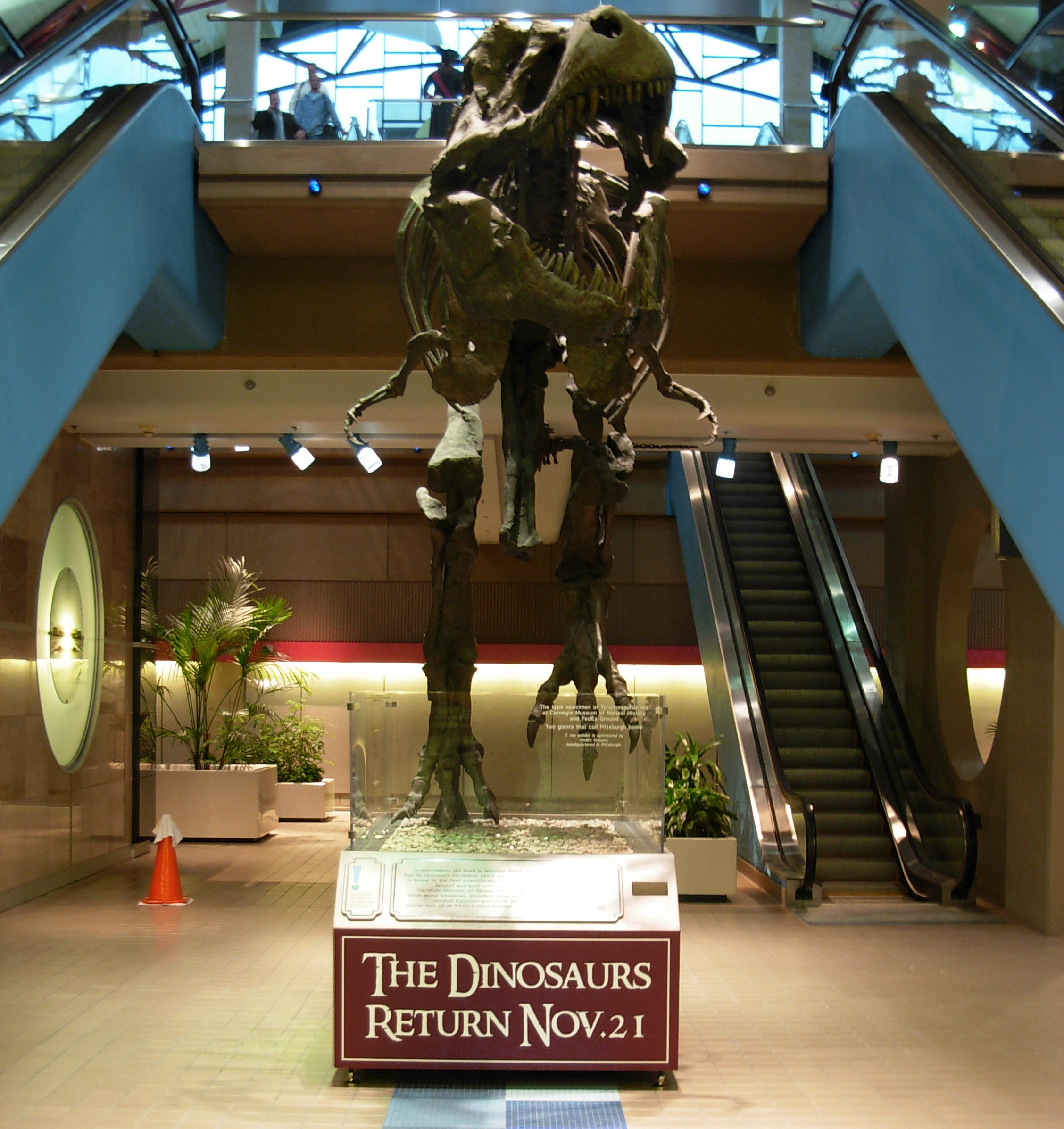
MOR 555, Wankel rex

In 1980 begon echter een reeks belangrijke ontdekkingen toen door rancher Jennings Floden SDSM 12047 gevonden werd. Datzelfde jaar ontdekte scholier Jeff Baker tijdens een vistochtje RTMP 81.6.1. Dit exemplaar kreeg als bijnaam Black Beauty wegens de zwarte glans van de botten. Hiermee ontstond de traditie om ieder relevant tyrannosaurusskelet met zo'n bijnaam te onderscheiden. In 1981 vond Michael W. Hager het specimen MOR 009, later bekend als de Hager rex. Deze eerste vondsten uit de jaren tachtig kregen nog niet zulke grote publiciteit. Dat lag anders voor de ontdekkingen uit het eind van dat decennium. In 1987 werd door amateurpaleontoloog Stan Sacrison BHI 3033 gevonden in Harding County. Het exemplaar, op het moment van de vondst het meest complete ofschoon dat niet meteen duidelijk was omdat het voor een triceratops werd aangezien, kreeg als bijnaam die van de ontdekker: Stan. Hetzelfde jaar vond Mike Zimmerschied, de zoon van een rancher, Z-rex. Dit exemplaar kwam in het bezit van de zakenman Graham Lacey die de bijnaam wijzigde naar Samson. Eind 2009 verkocht die het weer aan een anonieme koper voor vijf miljoen dollar. Het ontbeert dus een inventarisnummer, een extra reden om een bijnaam te gebruiken. In 1988 ontdekte Kathy Wankel MOR 555, een nog vollediger skelet dan 'Stan' dat de bijnaam Wankel-rex ontving.

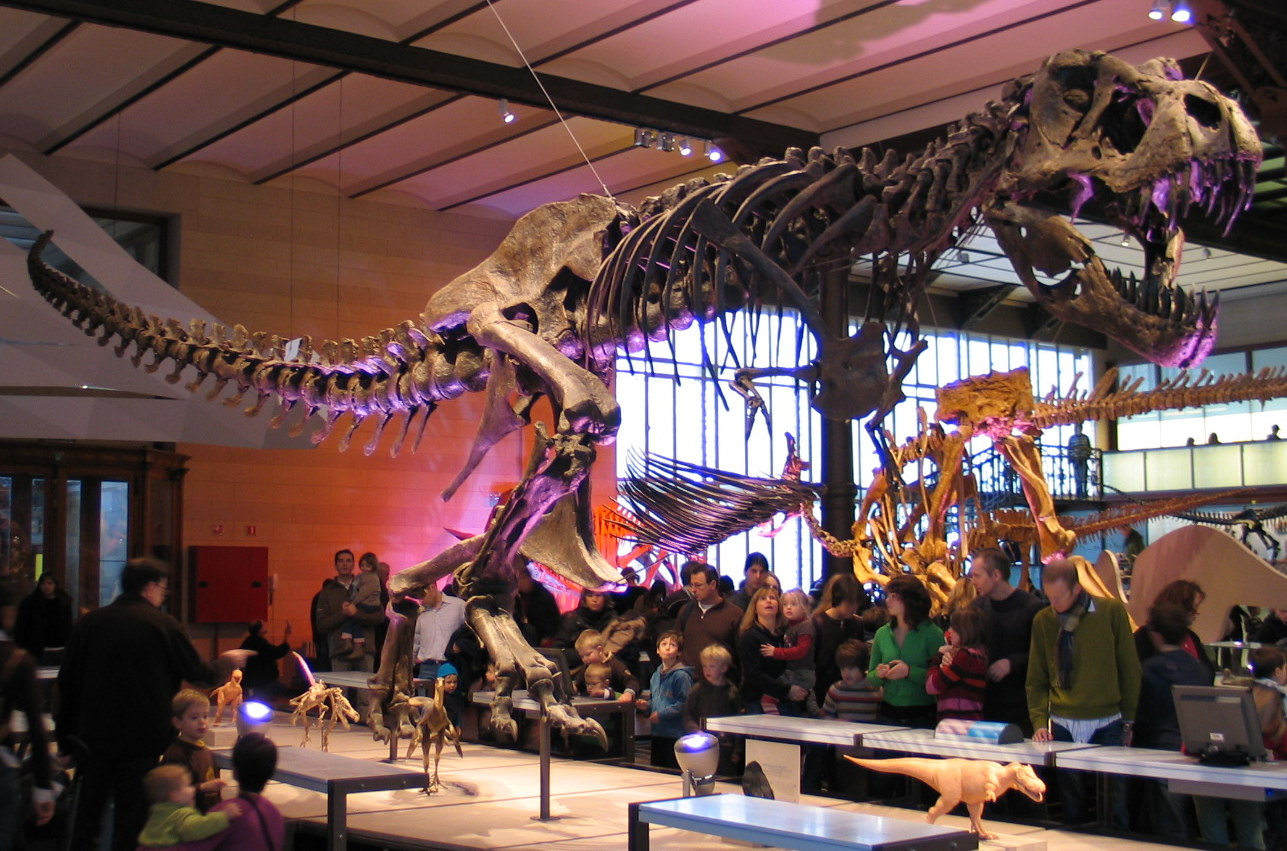
Een replica van Stan te Brussel

In de jaren negentig kwam het tot een ware 'tyrannosaurusbonanza'. De oorzaak daarvan was de vondst in 1990 in Ziebach County door Sue Hendrickson van FMNH 2085 (eerst BHI 2033) ofwel Sue. Dit skelet is voor drieënzeventig procent compleet. Over de eigendom ervan ontstond een felle juridische strijd tussen Peter Lars Larson van het Black Hills Institute, de federale overheid, een indianenstam en de grondgebruiker. Uiteindelijk werd het voor acht miljoen dollar geveild. Het besef dat zulke kapitalen in de grond verborgen lagen, trok vele schatzoekers aan. Veel vondsten werden echter nog steeds door wetenschappers gedaan, of althans hun vrijwilligers: op 16 augustus 1991 vond leraar Robert Gebhardt in Saskatchewan RSM 2523.8 ofwel Scotty. Andere ontdekkingen waren het resultaat van toeval zoals DMNH 2827 in 1992 gevonden door de hond van Charlie Fickle op een bouwterrein in Littleton. Behalve de enige tyrannosaurus door een huisdier opgespoord is het ook de enige uit Colorado; de beenderen zijn door de bouwwerkzaamheden ernstig beschadigd. In november van hetzelfde jaar vond amateurpaleontoloog Dean Pearson in Bowman County een fragmentarisch skelet dat wel geborgen is door het Pioneer Trails Regional Museum maar nooit is geprepareerd.

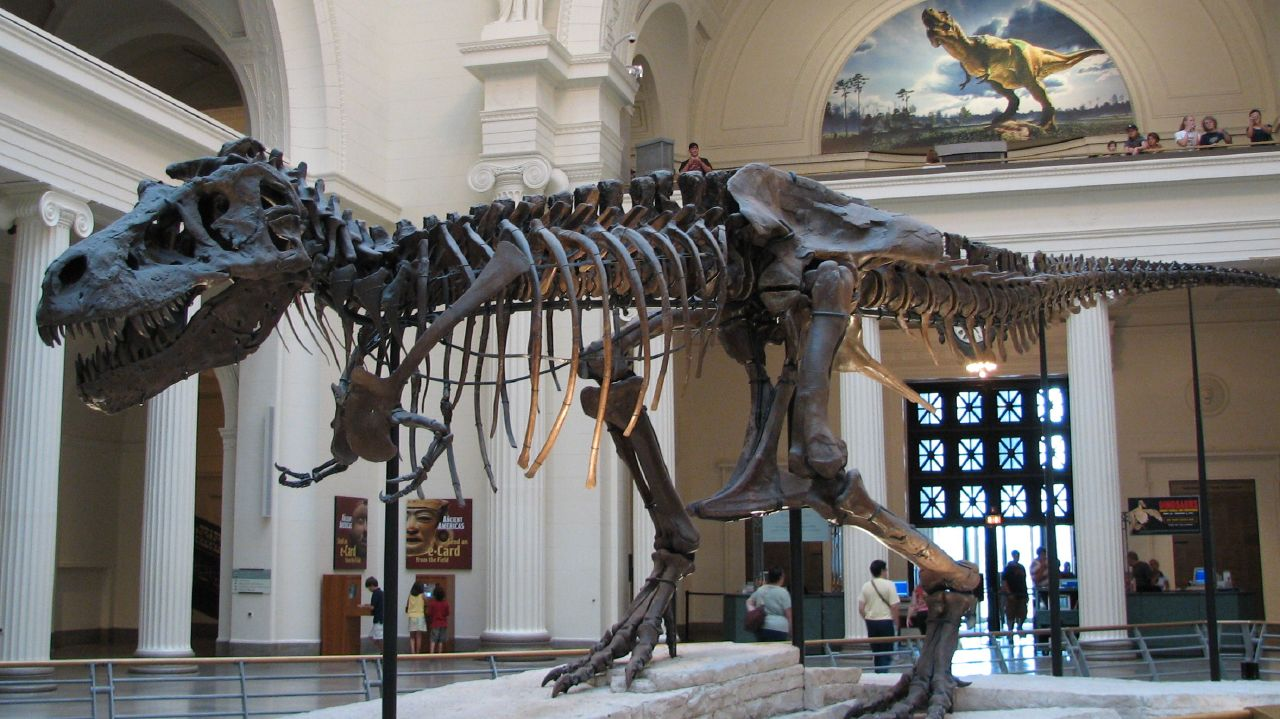
FMNH 2085, Sue

In 1993 vond Sacrison opnieuw een exemplaar, BHI 4100, bijgenaamd Duffy naar advocaat Pat Duffy die Larson verdedigde in zijn strafzaak wegens de Sue-affaire. Dat jaar ontdekte geologiestudent Mike Palett in Carter County UWGM 181. In 1994 trof commercieel verzamelaar Bill Gartska in Slope County, North Dakota, een fragmentarisch skelet aan dat hij in drie partijen aan evenzovele klanten verkocht. Een daarvan was het Black Hills Institute zodat wat delen van de ledematen nu het inventarisnummer BHI 6219 hebben; de bijnaam is 007 of Double-O-Seven. Dat jaar ontdekte leraar Lloyd Fox BHI 4182, bijgenaamd Foxy Lady of County rex. In 1995 vond Steve Sacrison, de tweelingbroer van Stan, BHI 6249, bijgenaamd Steven. De botten toonden sporen van kannibalisme. Hetzelfde jaar ontdekte student Rob Patchus in Niobrara County LDP#977-2, bijgenaamd Pete naar Patchus' grootvader. Een derde exemplaar, bijgenaamd Barnum en zestien procent compleet, werd dat jaar door de rock hounds Bruce Hamilton en Leon Theisen aangetroffen. Ze verkochten informatie over de vindplaats, nabij de plaats waar het holotype vandaan kwam, aan de R.J.B. Rock Shop van Japheth Boyce die het door een van zijn teams liet opgraven waarna hij het in mei 2004 voor $90.000 verkocht aan een anonieme koper. In 1997 vond Lou Tremblay MOR 980, bekend als Peck's rex naar het Fort Peck Visitor's Center waar het tentoongesteld wordt. Hetzelfde jaar stuitte fossielenjager Mark Eatman op een jong dier, Tinker. Hij verkocht de informatie aan Ron Frithiof, die groef het skelet op onder een lease van Harding County in ruil voor tien procent van de verkoopwaarde. Toen echter onderhandelingen met het Children’s Museum of Indianapolis op een bedrag van 8,5 miljoen dollar uitkwamen, vond Harding County het percentage wat te weinig; de rechtszaken zijn nog lopende. Bij de botten van Tinker zou een tweede jong dier ingesloten zijn, Belle. In 1998 trof Craig Pfister rex A aan, ofwel Ollie, die verkocht zou worden aan de Great Plains Paleontology-fossielenhandel. Dat jaar vond cowboy Bucky Derflinger TCM2001.90.1, bijgenaamd Bucky, het eerste skelet met een vorkbeen. Een derde skelet, rex B, werd opgespoord door William Alley en later verkocht aan het BHI. Derflinger vond in 1999 zijn tweede specimen, BHI-6248, bijgenaamd E.D. Cope omdat dit naar verluidt het oorspronkelijke Massospondylus-skelet was, en rancher Alley ontdekte rex C. In hetzelfde jaar werd in Wyoming Monty ontdekt, die nu in handen is van een fossielenhandel, het zogenaamde Babiarz Institute of Paleontological Studies. In 2000 vond preparateur Bob Harmon MOR-1125, Bob ofwel B-rex, en een team van Jack Horner ontdekte MOR 1126, C-rex of wel Celeste, genoemd naar Celeste Horner.

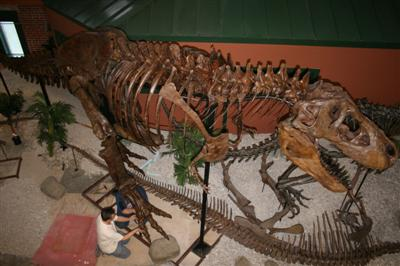
Ivan

Begin 21e eeuw nam het tempo van de vondsten eerst nog toe. Andere in deze periode door teams van Horner gemelde exemplaren omvatten MOR 1127 (L-rex gevonden door Larry Boychuk) en MOR 1131 (J-rex gevonden door Horner persoonlijk); verder zijn door deze nog drie fragmentarische specimina opgegraven: MOR 1156 (J-rex-2, ook gevonden door Horner), MOR 1198 (Jen-rex gevonden door Jennifer Flight) en MOR 2701 ofwel Fisk, een jong dier. In 2001 werden vijf exemplaren ontdekt: student Greg Wilson vond MOR-1128 ofwel G-rex; Frank Stewart vond MOR 1152 ofwel F-rex, Pfister trof Otto aan die bij de Great Plains Paleontology belandde; student Rose Difley vond in Carbon County, Utah, UMNH 110000 en excentriekeling Nathan Myhrvold N-rex die door het National Museum of Natural History bewaard wordt, maar een inventarisnummer ontbeert omdat dit instituut de eigendom niet heeft. In 2002 werd door politieagent Dan Wells op het land van rancher Don Wyrick BHI-6230 gevonden, Wyrex. In 2003 vond Robert Curry een tamelijk compleet skelet: LACM 7509/10167 ofwel Thomas, genoemd naar diens broer. In 2004 ontdekte Gary Olson Wayne en in 2005 Ivan; beide zijn in privébezit. Vondsten na 2005 zijn nog niet alle bekendgemaakt en hun vondstomstandigheden zijn vaak nog onduidelijk. Ze omvatten onder andere MOR 2600 ofwel de F&H Theropod; de in 2008 gevonden F-2 Rex; Petey, een juveniel exemplaar vernoemd naar een eekhoorn dat in 2008 bekendgemaakt werd; LDP 977-2, ofwel Pete, Lee Rex, aangekondigd in 2011, Tristan gevonden in 2011 en in het bezit van Prehistoric Journeys, en Cupcake en King Kong die getoond worden door The Amazing Traveling Dinosaur Show. In 2013 groef een Nederlands team een exemplaar op in Montana om het in 2016 in Naturalis tentoon te stellen onder de naam Trix.

### Het fossiel materiaal als kennisbron

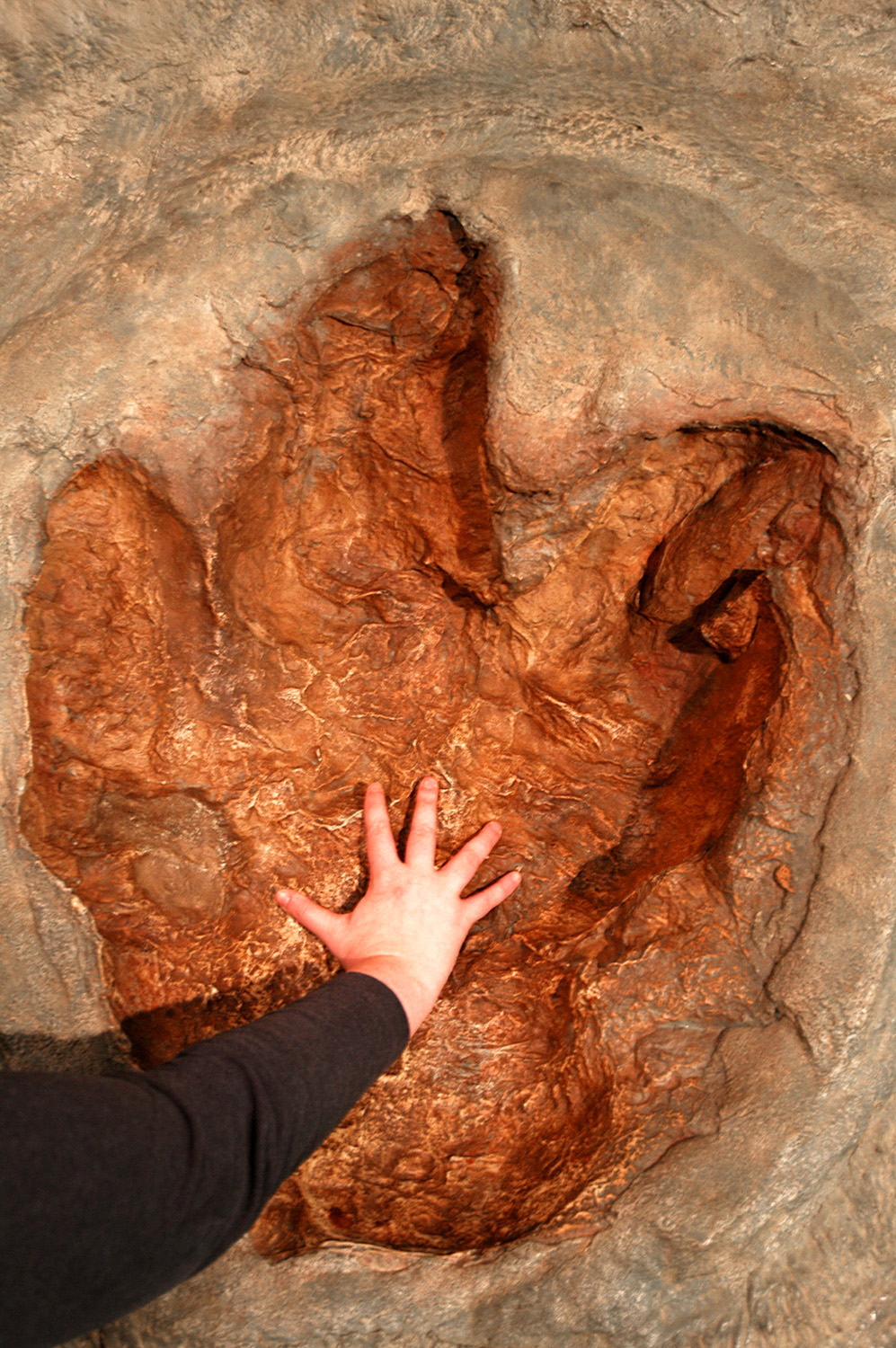
Mogelijke prenten van Tyrannosaurus krijgen een eigen ichnospecies

Vroeger was het gebruikelijk te stellen dat resten van Tyrannosaurus zeldzaam waren en die bewering duikt nog wel op in populair-wetenschappelijke boeken. De recente vondsten hebben de situatie echter fundamenteel gewijzigd. Er zijn nu, nog afgezien van vele losse botten, een kleine vijftig gedeeltelijke skeletten ontdekt wat Tyrannosaurus tot een van de best bekende dinosauriërs maakt. Hoewel geen enkel exemplaar op zich meer dan driekwart compleet is, kan door combinatie van ongeveer vijfennegentig procent van het skelet de vorm bepaald worden. Bij Tyrannosaurus zijn de beenderen daarbij vaak niet helemaal versteend (vervangen door andere stoffen) zodat het oorspronkelijke botmateriaal nog aanwezig is. Een speciaal exemplaar in dit verband is B-rex, MOR 1125, waarvan zelfs het beenmerg bewaard is gebleven en waarvan de verhouding van de elementen de identificatie als authentiek bot bevestigt. Een analyse van de eiwitten toonde opnieuw aan dat vogels tot de Tyrannoraptora behoren, als relatief nauwe verwanten van de Tyrannosauroidea. Dezelfde B-rex had ook medullair been waaraan kalk onttrokken wordt voor de leg: zij was dus een wijfje. Naast botten zijn er ook eierschalen, versteende uitwerpselen (coprolieten) en pootafdrukken aan de soort toegewezen, hoewel de identiteit in dit soort gevallen altijd onzeker is. De ichnologie benoemt voor de sporen een eigen ichnospecies; in 1994 benoemde Martin Lockley Tyrannosauripus pillmorei. Volgens anderen klopt deze identificatie echter niet en is er maar een enkel spoor bekend uit de Hell Creek-formatie; weer anderen erkennen drie sporen als echt. In 2021 werd een afdruk gemeld van de voorpoten.
Zelfs de nieuwe vondsten zijn niet voldoende om in de behoefte aan tyrannosaurusskeletten te voorzien en daarom is een veelvoud aan afgietsels gefabriceerd; meestal zal men in een natuurhistorisch museum een replica tegenkomen in plaats van een origineel. Zo waren er van 'Stan' in 2004 al 35 volledige skeletafgietsels gemaakt en vijftig schedels. Een groot probleem is dat de nieuwe vondsten meestal nog niet gedetailleerd beschreven zijn – een proces dat inclusief opgraving en preparatie steeds pas vele jaren na de ontdekking voltooid is; het gebruik als decoratie belemmert een langdurige studie en veel paleontologen beschrijven geen fossielen in particulier bezit omdat er geen vrije toegang gegarandeerd kan worden aan collegae die de resultaten zouden willen controleren. In 2025 werd geschat dat er 61 belangrijke exemplaren in wetenschappelijke collecties aanwezig waren en 71 in privéverzamelingen. Commerciële fossielenjagers bleken zeer overwegend uit op het vermeerderen van hun winst, niet van kennis. Desalniettemin is Tyrannosaurus rex de laatste decennia intensief bestudeerd. Tientallen wetenschappelijke artikelen en verschillende symposia en boeken zijn aan de aansprekende soort gewijd.
Door het grote aantal vondsten is het mogelijk geworden de soort statistisch te analyseren. Dit stelt de wetenschappers in staat een begin te maken met het beantwoorden van vragen over de populatie als geheel: waar zij voorkwam, in welke tijd, hoeveel seksuele dimorfie er is, hoe de rijping verliep, of er een evolutionaire ontwikkelingsreeks waar te nemen is, welke samenhangende variaties in de lichaamsbouw (morfen) er zijn en of er reden is aan te nemen dat er eigenlijk niet één populatie is maar meerdere zodat er ook meerdere soorten onderscheiden zouden moeten worden.

### Bereik in ruimte en tijd
Alle skeletten zijn gevonden in een vrij beperkt gebied, de oostkust van het toenmalige subcontinent Laramidia dat grensde aan de zich toen ver naar het noorden uitstrekkende Golf van Mexico, onder de naam Western Interior Seaway. De grote massa van de vondsten concentreert zich nog sterker. Meer dan de helft stamt uit een aaneengesloten zone die het noordoosten van Wyoming, het zuidoosten van Montana, het zuidwesten van North Dakota en het noordwesten van South Dakota omvat. Daarnaast is er een tweede, nog sterkere, verdichting ten zuiden van Fort Peck in het midden van Montana. Buiten die twee gebieden zijn alleen geïsoleerde vondsten gedaan die het verspreidingsgebied echter in oppervlakte verveelvoudigen: naar het noordwesten toe de twee skeletten uit Canada en in het zuiden DMNH 2827 uit Colorado, het fragmentarische skelet UMNH 110000 uit Utah en het zuidelijkst wat beenderen in 1982 in New Mexico opgegraven, NMMNH PR 1081. Tanden aan Tyrannosaurus toegewezen zijn zo zuidelijk aangetroffen als Mexico.
In de tijd bekeken stammen de met zekerheid te identificeren fossielen alle uit het bovenste Maastrichtien, 68,5 - 66 miljoen jaar geleden en Tyrannosaurus is daarmee een van de laatste grote dinosauriërs: vermoedelijk is hij uitgeroeid door de catastrofe van de K-T-overgang. De meeste vondsten zijn daarbij in de allerbovenste lagen aangetroffen: voornamelijk de bovenste Hell Creek-formatie en de Lanceformatie. Slechts een beperkt aantal stamt uit diepere, oudere lagen: de onderste Hell Creek. Wat fragmenten uit de Judith River-formatie, wellicht uit het late Campanien, meer dan 70 miljoen jaar oud, doen vermoeden dat toen een voorloper van Tyrannosaurus rex voorkwam, die wel met Tyrannosaurus sp. wordt aangeduid. De zuidelijke en rond de 71 miljoen jaar oude Tyrannosaurus mcraeensis, later gebaseerd op NMMNH PR 1081, is ook gezien als zo een voorloper, hoewel de datering onzeker is.

### Andere soorten en geslachten
Tyrannosaurus vormt hierin een uitzondering dat in de volksmond meestal de volledige soortnaam gebruikt wordt: Tyrannosaurus rex, soms correct afgekort tot T. rex of incorrect tot 'T-Rex'. Dit gebruik wordt meestal verklaard vanuit de aansprekende naam. De reden ervoor is zeker niet het bestaan van andere soorten binnen het geslacht want dat werd lange tijd als monotypisch, bestaande uit slechts één soort, beschouwd. De suggestie van Oliver Perry Hay uit 1930 om met de soortaanduiding van Deinodon amplus een Tyrannosaurus amplus te vormen, werd snel vergeten.

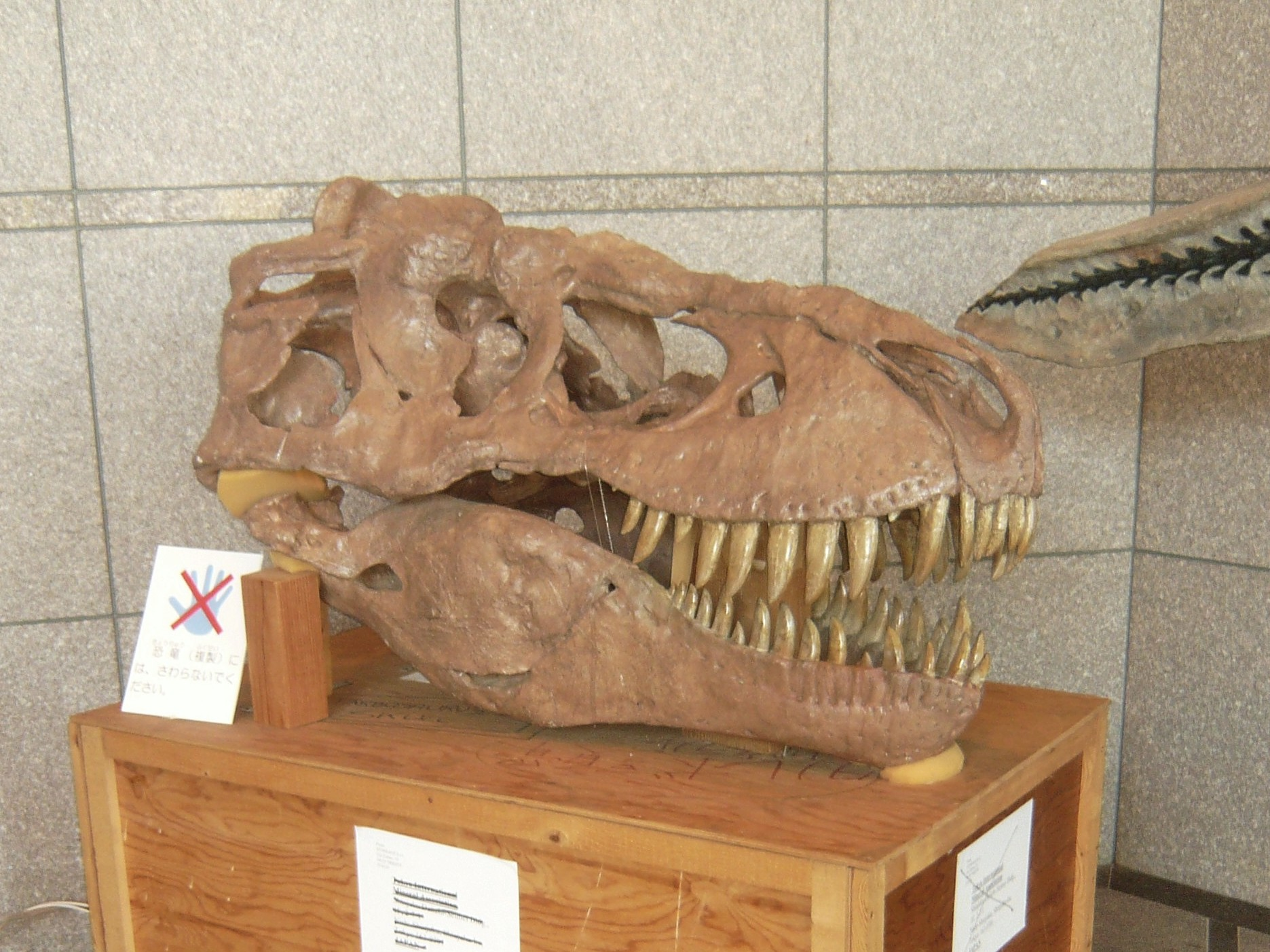
Tarbosaurus wordt meestal als een eigen geslacht gezien

Daar kwam pas verandering in door de benoeming door Evgeni Malejew uit 1955 van Tyrannosaurus bataar, een andere grote tyrannosauride die tezelfdertijd in Azië leefde. Meestal wordt deze soort echter als een eigen geslacht Tarbosaurus of soms Jenghizkhan gezien. Toch is herhaalde malen gesteld dat Tarbosaurus onder Tyrannosaurus zou moeten vallen, omdat de twee genera weinig verschillen. Of daartoe werkelijk reden is, hangt af van de vraag of Tyrannosaurus en Tarbosaurus inderdaad zustertaxa vormen binnen de Tyrannosaurinae. Het zou bijvoorbeeld ook kunnen dat een van de twee in feite nauwer verwant is aan de eerder voorkomende Daspletosaurus of Alioramus. De meest recente exacte cladistische analyses hierover spreken elkaar op dit punt tegen. Zelfs als ze zustertaxa zijn, is dit geen dwingende reden ze in één geslacht onder te brengen: eenieder staat het vrij die indeling te gebruiken die hem het best bevalt en de meeste paleontologen gebruiken de naam Tarbosaurus. Nog eens twee soorten werden door Malejew in 1955 benoemd, binnen de geslachten Tarbosaurus en Gorgosaurus; die zijn later door respectievelijk Anatoli Konstantinowitisj Rozjdestwenski en Donald Glut hernoemd tot Tyrannosaurus efremovi en Tyrannosaurus novojilovi. In beide gevallen gaat het om exemplaren van Tarbosaurus bataar. Ook de Chinese Tyrannosaurus turpanensis uit 1978, een nomen nudum, en Tyrannosaurus luanchuanensis, gebaseerd op NIGP V.4733, behoren wellicht aan Tarbosaurus toe.
Behalve Tarbosaurus bataar bestaat er ook nog een aantal andere recente soorten dat als Tyrannosaurus benoemd is. In 1975 werd uit China een T. lanpingensis gemeld. Dit is echter een onbeschreven naam, een nomen nudum, die daarbij vrijwel zeker geen echte soort van Tyrannosaurus aanduidt, want het fossiel, een enkele tand, stamt uit het vroege Krijt. In 1987 meende Gregory S. Paul dat ook Daspletosaurus bij Tyrannosaurus gerekend moest worden als een Tyrannosaurus torosus. In 2001 werd Tyrannosaurus zhuchengensis uit China gemeld, een middenvoetsbeen dat uit een te oude laag stamt om werkelijk van Tyrannosaurus te zijn.

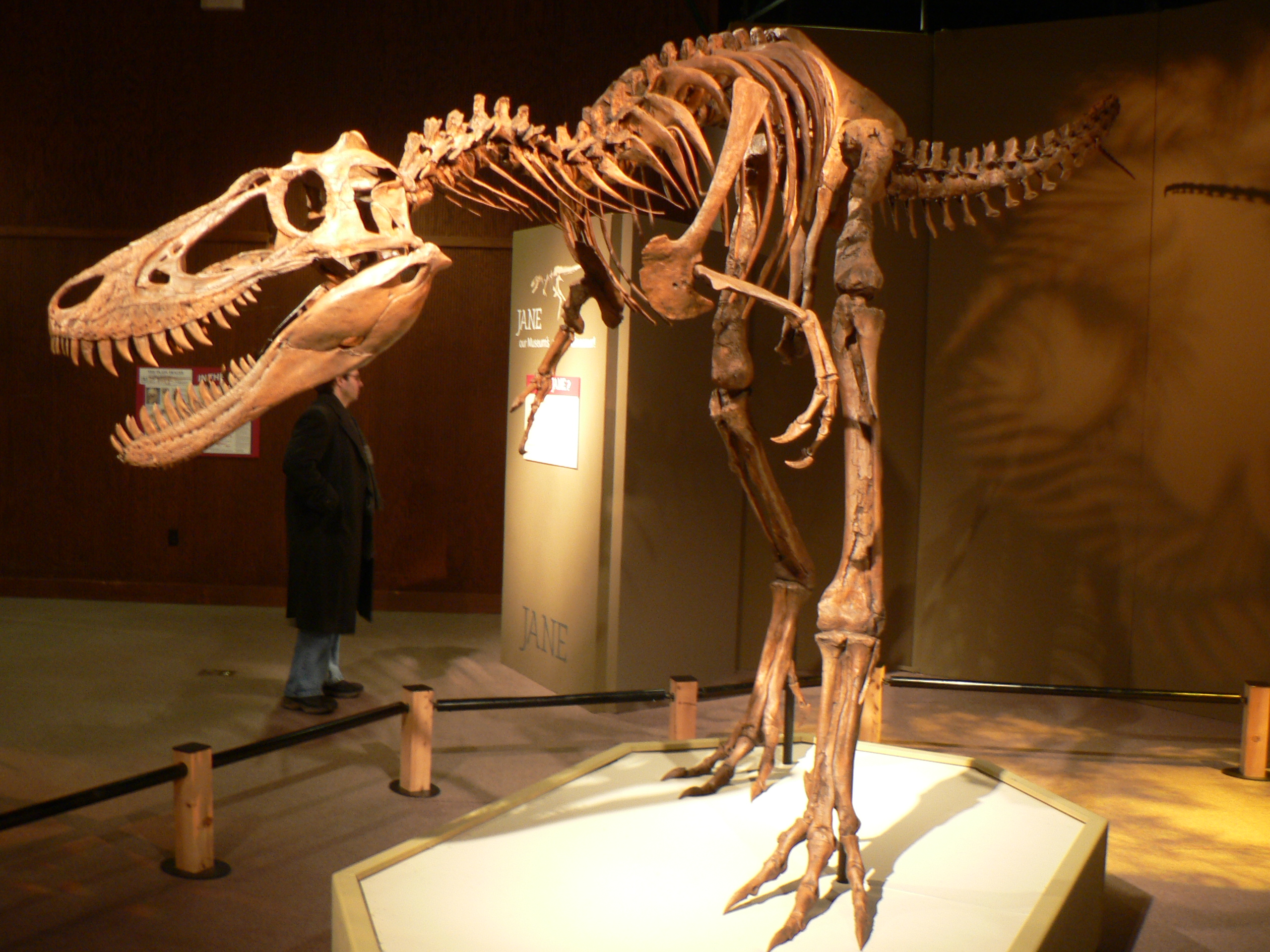
Jane: jonge Tyrannosaurus of volwassen Nanotyrannus?

Naast het toewijzen van soorten en geslachten die niet op het traditionele tyrannosaurusmateriaal gebaseerd zijn, komt het ook voor dat voorgesteld wordt dat materiaal zelf in meerdere soorten of zelfs geslachten op te splitsen. Een enkele keer gebeurt dat op futiele gronden: in 1995 vernoemde Stephan Pickering Tyrannosaurus stanwinstonorum – in feite 'Sue' – tegen betaling naar Stan Winston, een expert op het gebied van special effects, in het bijzonder animatronica. Sue had al eerder een tyrannosaurussoort opgeleverd toen in het 1 oktober 1990-nummer van Newsweek ervoor de naam Tyrannosaurus gigantus opdook; ook dit was een nomen nudum. Soms vindt men op grond van kleine verschillen dat het geslacht Dynamosaurus wel een jonger synoniem is maar de soort D. imperiosus niet: zo sprak William Elgin Swinton in 1970 van een Tyrannosaurus imperiosus. Ook een excentriek gelegen vindplaats kan een reden zijn van een aparte soort te spreken; zo vermeldde Douglas Lawson op basis van TMM 41436-1, in 1970 gevonden fragmenten uit Texas, in 1972 een Tyrannosaurus vannus, zij het slechts in een master thesis, zodat de naam een nomen nudum bleef; in 1976 concludeerde hij dat het slechts een jong exemplaar van T. rex betrof. Uitzonderlijke grootte is ook een keer reden geweest een aparte soort te suggereren; zo sprak Michael Melbourne in een nummer uit 1998 van Prehistoric Times Magazine over een Tyrannosaurus imperator omdat hij meende dat MOR 980 een lengte bezat van 21 meter. Al deze soorten worden algemeen als niet-valide beschouwd. Meent men dus dat Tarbosaurus een eigen geslacht waard is, dan is Tyrannosaurus rex de enige benoemde soort binnen Tyrannosaurus. Een nog niet benoemde soort of morfe is Tyrannosaurus "x", een door Robert Thomas Bakker in 1970 vermoede variant die zich zou kenmerken door het bezit van twee kleine tanden, in plaats van een, voor in de onderkaak en een kleiner pneumatisch foramen in het traanbeen. Dit zou echter een geval kunnen zijn van individuele variatie. In 2022 benoemden G.S. Paul e.a. een graciele en een robuuste vorm, beiden met één kleine tand in de onderkaak en uit jongere lagen, tot respectievelijk een Tyrannosaurus regina, 'de koningin', met MOR 555 als holotype en een Tyrannosaurus imperator, 'de keizer', met Sue als holotype. De geldigheid van beide soorten werd onmiddellijk betwijfeld door andere onderzoekers.

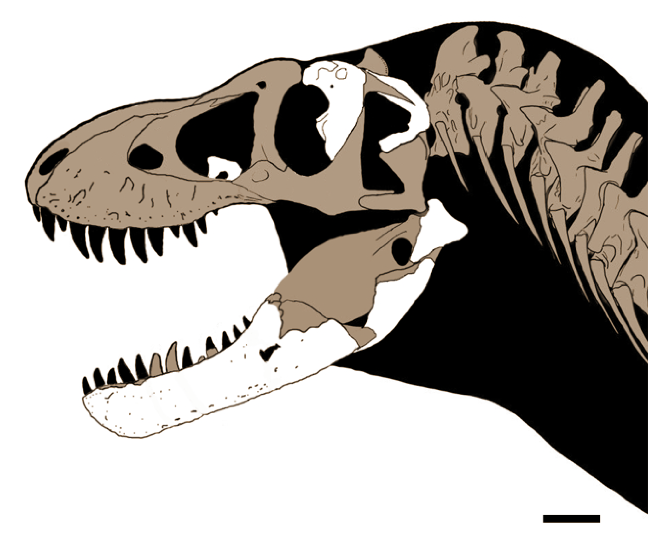
NMMNH P-3698

Een groot strijdpunt is de laatste decennia het vraagstuk of bepaalde exemplaren jongen van Tyrannosaurus vertegenwoordigen of daarentegen aparte geslachten. In 1942 werd in Montana CMN 7541 ontdekt en oorspronkelijk beschreven als Gorgosaurus lancensis. In 1988 stelde Bakker dat het om een dwergvorm van Tyrannosaurus zou gaan: Nanotyrannus lancensis. Later werd duidelijk dat het een juveniel dier betreft, maar het bleef omstreden of dit een jong van Tyrannosaurus is of van Nanotyrannus. In 2001 werd er een tweede juveniel exemplaar ontdekt: BMRP 2002.4.1 ofwel Jane dat in bouw met CMN 7541 overeenkomt. Eenzelfde soort problematiek creëerde het in 1967 gevonden LACM 23845. Eerst als een jong van Tyrannosaurus beschouwd, werd het door Ralph Molnar in 1980 beschreven als Albertosaurus lancensis, een alternatieve naam van Gorgosaurus lancensis. In 1988 echter maakte Gregory S. Paul er een aparte soort van, Albertosaurus megagracilis en in 1995 George Olshevsky een apart geslacht: Dinotyrannus. Tegenwoordig wordt het algemeen weer als een jonge tyrannosaurus gezien. Een derde geval betreft LACM 28471, een in 1966 opgegraven snuit. In 1988 werd dat door Paul benoemd tot Aublysodon molnaris, in 1995 door Olshevsky tot Stygivenator molnari. Opnieuw gaat het om een juveniel exemplaar, van Tyrannosaurus of wellicht Nanotyrannus.
In 2024 werd een Tyrannosaurus mcraeensis benoemd. De soortaanduiding verwijst naar de McRaegroep die 72 tot 71 miljoen jaar oud is. Deze soort zou dus zes miljoen jaar ouder zijn dan Tyrannosaurus rex. De soort is gebaseerd op specimen NMMNH P-3698, een fragmentarische schedel met onderkaken uit New Mexico.

### Soortenlijst
Het naamgevingsproces kan worden samengevat in de volgende soortenlijst:
- Manospondylus gigas Cope 1892: nomen oblitum, vermoedelijk synoniem van Tyrannosaurus rex
- Aublysodon amplus Marsh 1892: nomen dubium, vermoedelijk synoniem van Tyrannosaurus rex; = Deinodon amplus (Marsh 1892) Hay 1902; = Tyrannosaurus amplus (Marsh 1892) Hay 1930; = Manospondylus amplus (Marsh 1892) Olshevsky 1978; = Stygivenator amplus (Marsh 1892) Olshevsky 1995
- Aublysodon cristatus Marsh 1892: nomen dubium, vermoedelijk synoniem van Tyrannosaurus rex; = Deinodon cristatus (Marsh 1892) Hay 1902; = Stygivenator cristatus (Marsh 1892) Olshevsky 1995
- Tyrannosaurus rex Osborn 1905: valide typesoort van Tyrannosaurus
- Dynamosaurus imperiosus Osborn 1905: synoniem van Tyrannosaurus rex; = Tyrannosaurus imperiosus (Osborn 1905) Swinton 1970
- Gorgosaurus lancensis Gilmore 1946: wellicht jonger synoniem van Tyrannosaurus rex, misschien eigen geslacht Nanotyrannus; = Deinodon lancensis (Gilmore 1946) Kuhn 1965; = Aublysodon lancensis (Gilmore 1946) Charig 1967; = Albertosaurus lancensis (Gilmore 1946) Russell 1970; = Nanotyrannus lancensis (Gilmore 1946) Bakker, Williams & Currie 1988
- Tyrannosaurus bataar Maleev 1955: = Tarbosaurus bataar (Maleev 1955) Rozhdestvensky 1965
- Tyrannosaurus vannus Lawson 1972: nomen ex dissertatione, jonger synoniem van Tyrannosaurus rex
- Tyrannosaurus lanpingensis Yeh 1975: nomen nudum, non Tyrannosaurus, = Tyrannosaurus lanpingi Zhao 1986
- Tyrannosaurus efremovi (Maleev 1955) Rozjdestwenski 1977: jonger synoniem van Tarbosaurus bataar, = Tarbosaurus efromovi Maleev 1955
- Tyrannosaurus turpanensis Zhai, Zhang & Tong 1978: nomen nudum, non Tyrannosaurus
- Tyrannosaurus luanchuanensis Dong 1979: wellicht jonger synoniem van Tarbosaurus bataar
- Albertosaurus megagracilis Paul 1988: jonger synoniem van Tyrannosaurus rex; = Dinotyrannus megagracilis (Paul 1988) Olshevsky 1995
- Aublysodon molnaris Paul 1988: wellicht jonger synoniem van Tyrannosaurus rex, misschien jonger synoniem Nanotyrannus; = Aublysodon molnari (Paul 1988) Paul 1990; = Stygivenator molnari (Paul 1988) Olshevsky 1995
- Tyrannosaurus gigantus Harlan 1990: nomen nudum, jonger synoniem van Tyrannosaurus rex
- Tyrannosaurus stanwinstonorum Pickering 1995: nomen nudum, jonger synoniem van Tyrannosaurus rex
- Tyrannosaurus novojilovi (Maleev 1955) Glut 1997: jonger synoniem van Tarbosaurus bataar, = Gorgosaurus novojilovi Maleev 1955
- Tyrannosaurus imperator Melbourne 1998: nomen nudum, jonger synoniem van Tyrannosaurus rex
- Tyrannosaurus zhuchengensis Hu, Cheng, Pang & Fang 2001: nomen dubium, non Tyrannosaurus
- Tyrannosaurus regina Paul, Persons & Van Raalte 2022: wellicht geldige soort, wellicht jonger synoniem van Tyrannosaurus rex
- Tyrannosaurus imperator Paul, Persons & Van Raalte 2022: wellicht geldige soort, wellicht jonger synoniem van Tyrannosaurus rex
- Tyrannosaurus mcraeensis Dalman, Loewen, Pyron, Jasinski, Malinzak, Lucas, Fiorillo, Currie & Longrich 2024: wellicht geldige soort

## Beschrijving

### Algemene bouw en grootte

#### Lichaamsbouw

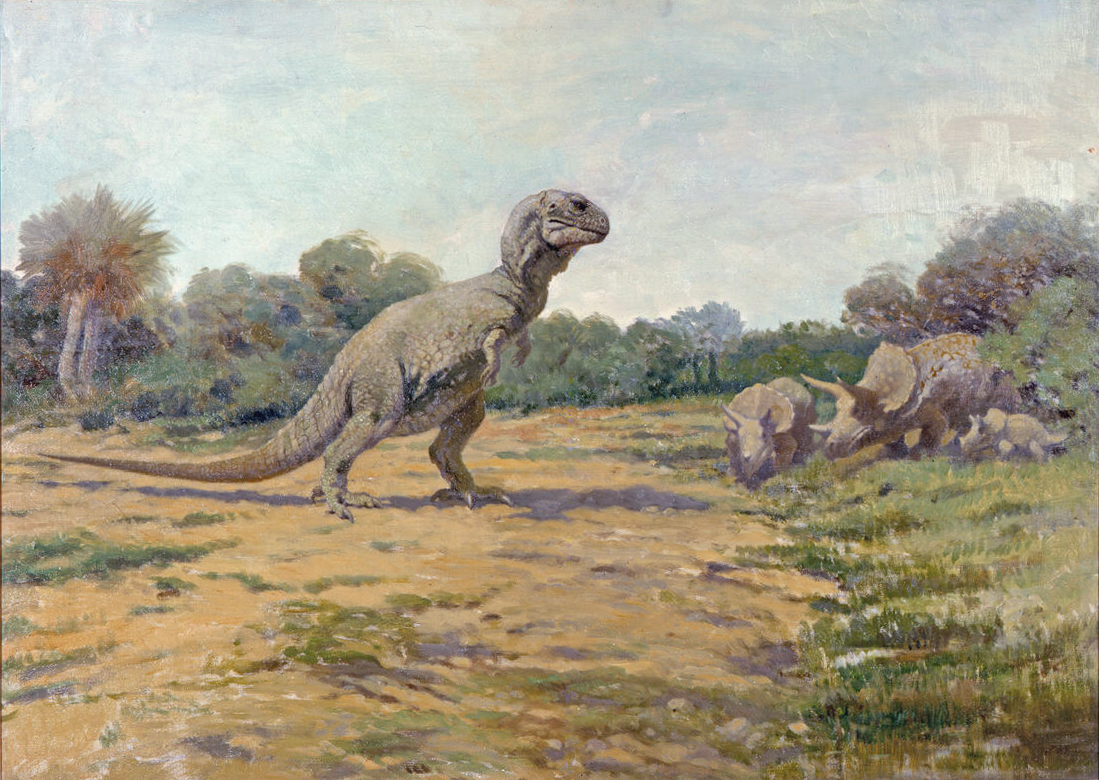
De afbeelding van Tyrannosaurus door Charles Knight die talloze malen geïmiteerd zou worden

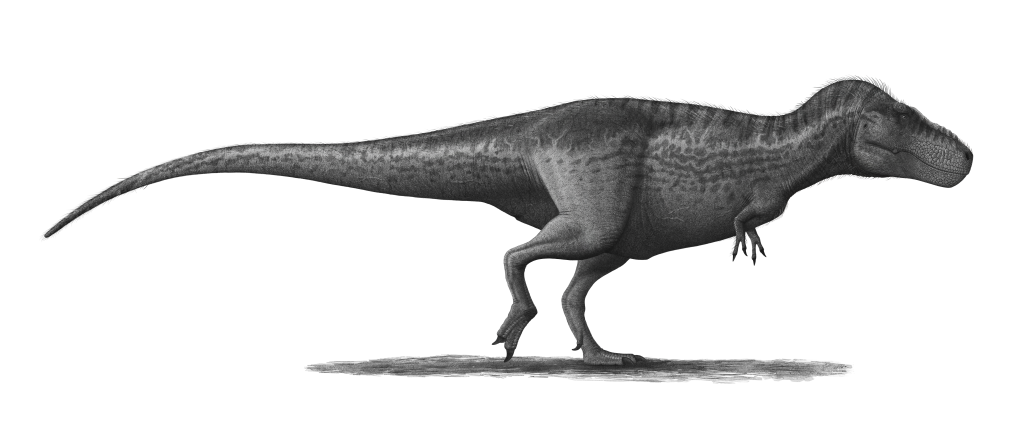
De houding volgens moderne inzichten

Over de lichaamsbouw van Tyrannosaurus zijn door vroegere publicaties veel misverstanden ontstaan. De eerste reconstructies voor het grotere publiek werden gegeven door William Diller Matthew in zijn The Dinosauria en door de schilder Charles Knight. Latere illustratoren kopieerden hun werk en werden zelf weer als voorbeeld genomen. Door het herhaald natekenen, zonder veel begrip van de anatomie, ontstond een soort karikatuur van het dier. De illustraties in populair-wetenschappelijke boeken gaven zo tot ver in de jaren zeventig een heel fout beeld van Tyrannosaurus. Nog steeds wordt hij soms op de oude wijze afgebeeld met een opgerichte lichaamshouding, de staart over de grond slepend terwijl de knieën wijd uiteen staan alsof het dier een kozakkendans uitvoert. Vaak wordt ook de snuit breed als bij een pad en de nek erg recht gereconstrueerd, ontspruitend uit een smalle, taps toelopende borstkas. In 2013 bleek uit onderzoek dat dit beeld bij de meeste mensen, jong of oud, nog steeds dominant is, ondanks dat populair-wetenschappelijke publicaties zich aan nieuwe inzichten hebben aangepast. Dit werd verklaard uit de invloed van speelgoed en stripverhalen die een grotere culturele traagheid zouden hebben.
In werkelijkheid heeft Tyrannosaurus de algemene bouw van de theropoden: hij loopt wel op de achterpoten, maar de rug wordt horizontaal gehouden waarbij de lange horizontale staart het lichaam in evenwicht brengt. De knieën liggen tegen de romp aan en de achterpoten kunnen niet gespreid worden. De nek heeft een S-vorm die nog versterkt wordt door de dikke bovenste nekspieren. De schedel is langwerpig. De borstkas is breed.
Tyrannosaurus bezit echter ook eigenschappen waarin hij van de meeste theropoden afwijkt. Zijn skelet is erg zwaargebouwd, meer nog dan nodig zou zijn om zijn grote gewicht te dragen. Hij is ook gedrongen van postuur: nek, romp en staart zijn voor een theropode tamelijk kort en relatief breed en hoog. De voorpoten zijn zeer kort maar de achterpoten juist lang.

#### Omvang

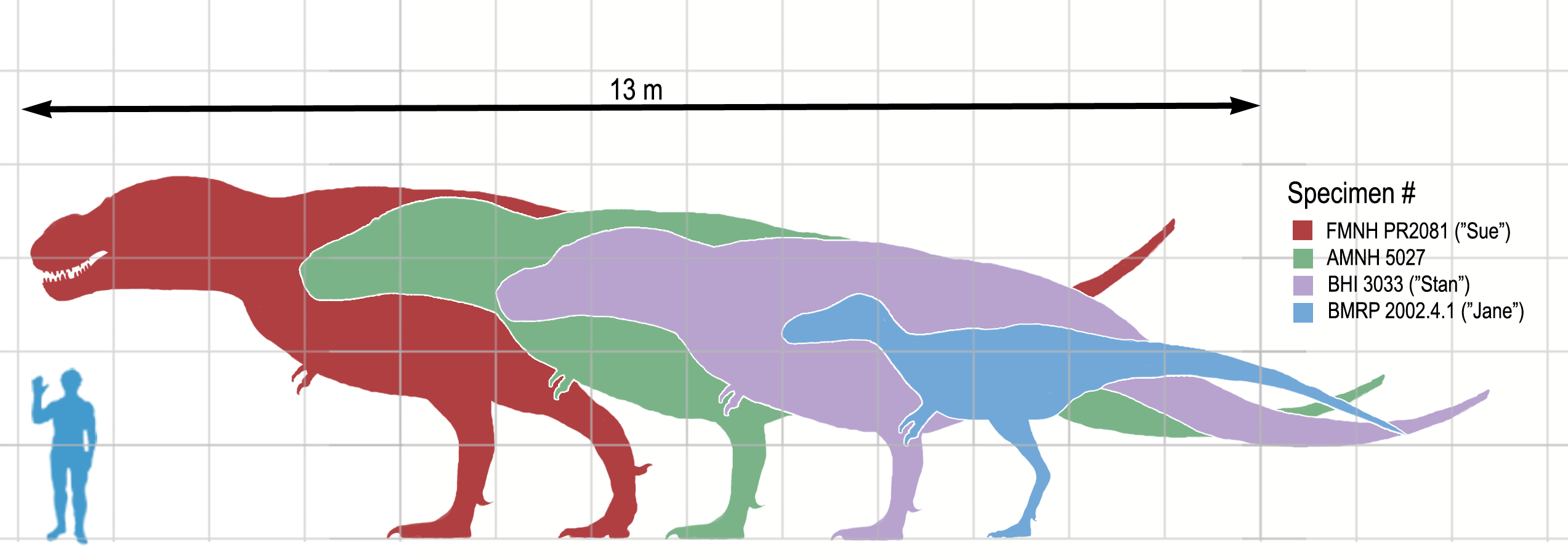
Verschillende bekende skeletten van Tyrannosaurus in grootte vergeleken met een mens; "Sue" in rood

Tyrannosaurus was een reusachtig dier: de meest complete skeletten hebben een heuphoogte van rond de 3,50 meter. De kop stak nog eens een halve meter boven de horizontaal gehouden rug uit. De precieze lengte was lang onbekend door het ontbreken van de achterste staartwervels, schattingen voor de skeletten door Brown opgegraven liepen uiteen van elf tot veertien meter. De hoge schatting kwam voort door een extrapolatie vanuit de verhoudingen bij Allosaurus, die een relatief langere staart heeft. Tegenwoordig weten we — hoewel het uiterste puntje van de staart nog steeds onbekend is — dat de lagere schattingen de waarheid dichter benaderden: CMN 9380, het holotype, had bij leven een lengte van ongeveer 12,4 meter en een gewicht van 4,7 ton. De latere vondsten omvatten echter nog grotere skeletten: Sue (FMNH PR2081) en Peck's rex (MOR 980) zijn ongeveer 12,8 meter lang. Hun gewicht lag rond de 5,6 ton. Behalve de skeletten zijn er echter ook nog fragmenten gevonden en de relatief grootste daaronder, een 81 centimeter lang stuk bovenkaak, het in 1977 gevonden maxillafragment UCMP 118742, wijst op exemplaren die een twaalf procent langer zijn. Die zouden dan een lengte bereiken van 14,4 meter en een gewicht van acht à negen ton. Iets kleiner, 14,1 meter, is de geschatte grootte van een skelet dat nog in preparatie is, de in 2000 gevonden C-rex of Celeste. Extrapolatie vanuit fragmenten is bij Tyrannosaurus echter geen erg betrouwbare schattingsmethode doordat het dier in zijn proporties nogal variabel was. Dit leidde bijvoorbeeld bij MOR 980 tot de oorspronkelijke schatting van 21 meter; dit individu had een afwijkend breed bekken. In 2011 publiceerden Hutchinson e.a. een studie die tot typisch hogere massa's van zes tot acht ton concludeerde. Sue zou zelfs negen à tien ton zwaar zijn. De gebruikte methode van het met laserstralen opmeten van opgestelde skeletten is echter bekritiseerd als gevoelig voor het maken van systematische fouten en moest door auteurs zelf in 2014 op verschillende punten gecorrigeerd worden. In 2019 werd een specimen gemeld, het in 1991 gevonden RSM P2523.8, dat afgaande op de omtrek van het dijbeen het zwaarste was van alle gevonden tyrannosaurusexemplaren, met een geschat gewicht van 8870 kilogram. Het individu was niet bijzonder lang maar wel volgroeid en erg robuust. In 2024 stelde een studie dat het waarschijnlijk was dat van de ongeveer 140 miljoen tyrannosauri die ooit geleefd hebben dit individu het 99e percentiel vertegenwoordigde (dus dat 99% lichter was) maar dat het allergrootste individu, in een normaalverdeling 70% zwaarder met zo'n vijftien ton, wel nooit gevonden zou worden.

#### De grootste vleeseter?

Een vergelijking tussen de grootste theropoden, met Tyrannosaurus in het blauw en Spinosaurus in het rood

Toen Tyrannosaurus ontdekt werd, was hij de grootste theropode die bekend was en daarmee het grootste landroofdier uit de wereldgeschiedenis: de perioden voor en na het Mesozoïcum hebben nooit zulke grote rovers voortgebracht. Er was al een vorm ontdekt die hem in grootte benaderde, Epanterias, maar daarvan zou pas later duidelijk worden dat het een theropode betrof. Andere al bekende soorten, zoals Allosaurus fragilis en Megalosaurus, wogen maar een derde van Tyrannosaurus.
Lange tijd leek de positie van Tyrannosaurus onbedreigd en het kwam voor velen als een verrassing en zelfs een schok toen in 1993 een nieuwe soort beschreven werd, Giganotosaurus, die nog groter was. Deze ontdekking leek een trend te zetten: ook van andere in die tijd opduikende theropoden werd graag beweerd dat ze kandidaten waren voor de titel. Soms leidde dat tot gênante situaties, zoals bij Mapusaurus, die al ruim voor de officiële publicatie werd aangekondigd als kampioen, maar achteraf slechts elf meter lang bleek te zijn. Ook Carcharodontosaurus en Tyrannotitan lukte het niet Giganotosaurus weer van de troon te stoten.
Maar eigenlijk was de strijd al tachtig jaar eerder beslecht. Kort na de beschrijving van Tyrannosaurus was er in 1915 namelijk al een nog langere theropode ontdekt: Spinosaurus, met een lengte van zo'n vijftien meter. Dit feit was niet onopgemerkt gebleven, maar werd genegeerd met als excuus dat Spinosaurus vanwege zijn meer langgerekte bouw ook wel lichter geweest zou zijn dan Tyrannosaurus – exacte berekeningen voerde men niet uit. In 2006 kon men zich niet langer achter dit argument verschuilen toen een groter exemplaar van Spinosaurus beschreven werd, met een lengte van zestien à achttien meter.

### Het skelet

#### Schedel en onderkaken

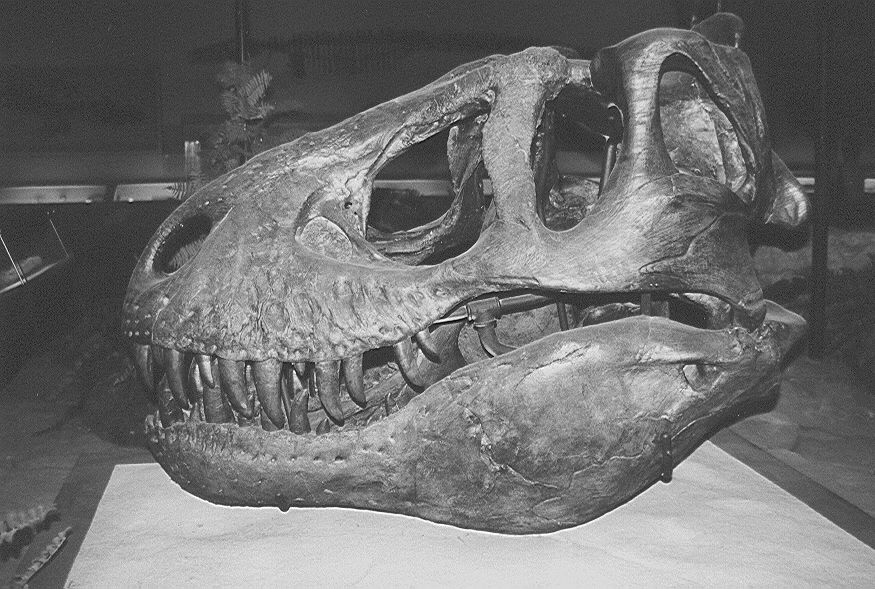
De schedel van het holotype, gerestaureerd met gips naar het model van Allosaurus

De kop van Tyrannosaurus telt 55 beenderen: 41 in de schedel en veertien in de onderkaken. Zoals alle grote Theropoda heeft Tyrannosaurus een grote schedel met veel openingen en holten om hem licht te houden. Alleen de krachtlijnen zijn versterkt. Bij Tyrannosaurus zijn de schedel en vooral de onderkaken – twee, links en rechts, per schedel – echter wel uitzonderlijk robuust. De schedelopeningen zijn voor een theropode relatief klein en verschillende botten, zoals beide neusbeenderen, zijn vergroeid; de luchtholten in de afzonderlijke beenderen zijn echter erg uitgebreid. De schedel van Tyrannosaurus is sterk 'modulair': duidelijk onder te verdelen in verschillende modules. Omdat de kop betrekkelijk fors is voor een op zich al enorm lichaam, is de absolute grootte ervan aanzienlijk. De schedel van Sue is 1394 millimeter lang. De langste enigszins complete schedel is MOR 008 met een lengte van ongeveer 150 centimeter. Het getal van 175 centimeter dat vaak in de populair-wetenschappelijke literatuur opduikt, berust op een oude te hoge schatting voor UCMP 118742: de schedel waartoe dit fragment behoort, zal in feite een lengte gehad hebben van 155 tot 160 centimeter. Er is vaak op gewezen dat de muil voldoende groot is om in één hap een heel mens te verzwelgen.
De hele schedel is aangepast om de bijtkracht te vergroten. Theropoden uit andere groepen hadden vrij kleine tanden waarmee ze hun prooi oppervlakkig konden verwonden en door herhaalde aanvallen uitputten om hem langzaam te laten bezwijken onder bloedverlies. Tyrannosaurus en de overige Tyrannosauridae echter specialiseerden zich in het toebrengen van een beslissende diepere beet. Doordat de muil ver opengesperd kon worden, bracht één hap een enorme en fatale wond toe van wel een meter lang en een voet diep en breed. Dit vergde echter veel meer spierkracht en de schedel moest daarom groter worden om de benodigde spiermassa een plaats te geven en steviger om niet zelf door de reactiekracht ontwricht te worden. De spieren die de kaken sloten, bevonden zich aan de achterkant van de kop. De schedel van Tyrannosaurus is overeenkomstig achteraan uitzonderlijk breed voor een theropode: de breedte bedraagt twee derden van de lengte; zelfs bij andere tyrannosauriden is dat hoogstens de helft. De aan de buitenkant lopende kaakspieren konden dus zeer dik worden. De belangrijkste sluitspieren zaten echter aan de onderkant van de schedel vast. Die hadden vergrote aanhechtingspunten doordat achteraan de onderkaak het holle os surangulare, waarin een van het verhemelte komende spier uitmondde en daaronder het os angulare, waar een andere aan de binnenkant lopende spier van onderen omheen gewikkeld was, extreem breed en hoog waren. De eigenlijke beet kon ondersteund worden door een rukkende beweging van de kop: de S-vormige nek is bijzonder robuust en droeg bovenop krachtige uitpuilende nekspieren die met een ruwe hoge dwarskam aan het achterhoofd verbonden waren. De oriëntatie van het achterhoofd wijst erop dat de kop normaal iets naar beneden gericht was.

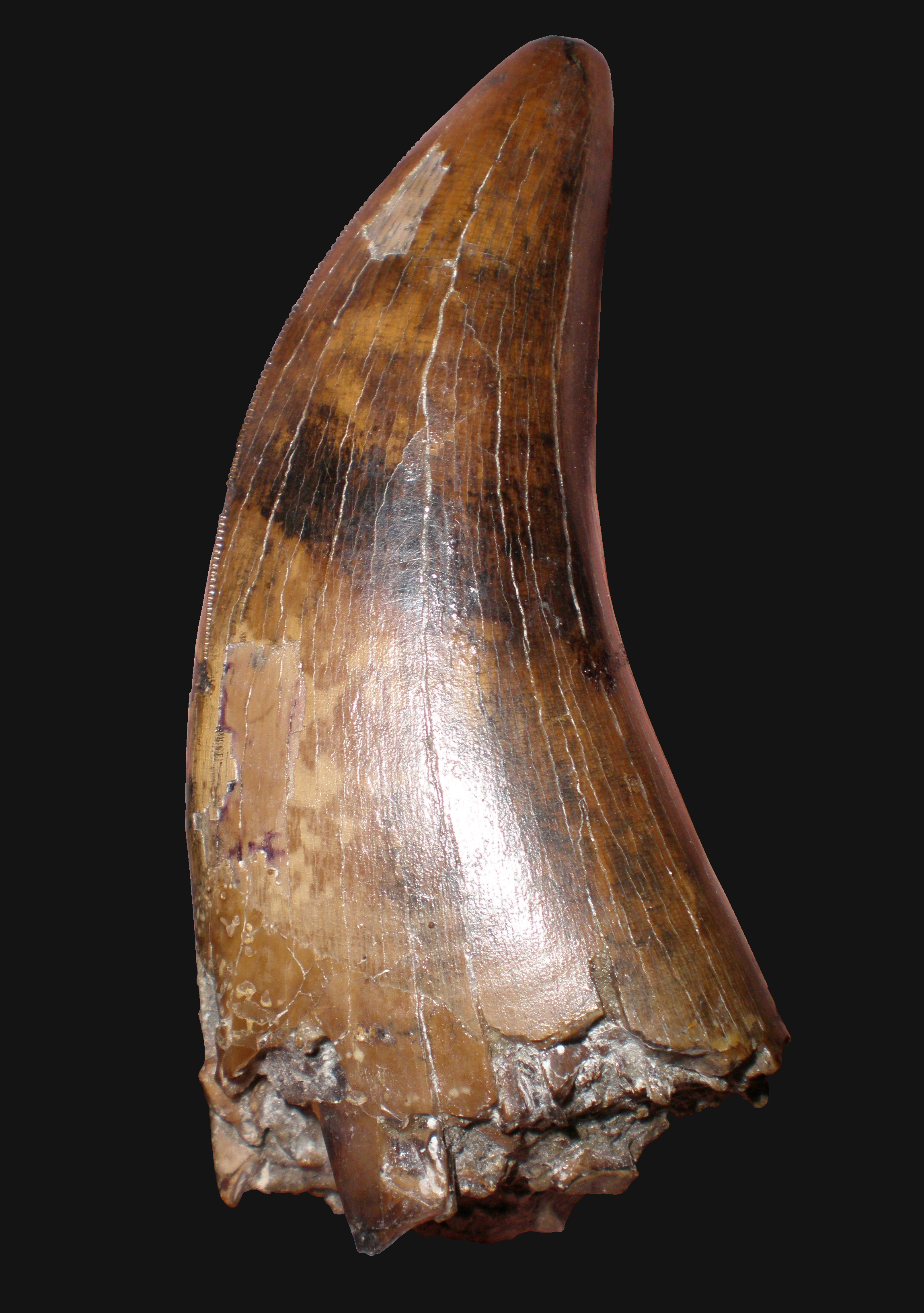
Een tandkroon die de karteling toont

De zware bouw van de schedel leidde tot een verminderde onderlinge beweeglijkheid, kinesis, van de schedeldelen, wat het geheel nog eens extra stevig maakte. Een studie toonde aan dat de schedel in het verhemelte speciaal verstard was om grote bijtkrachten mogelijk te maken, tot over de twee ton. Wel was er vermoedelijk een kapselgewricht tussen het squamosum en de hersenpan. Aangetroffen bijtsporen op de botten van prooidieren tonen aan dat zulke krachten inderdaad uitgeoefend werden. Om de verminderde flexibiliteit van de schedel te compenseren, was bij Tyrannosaurus het bij de theropoden gebruikelijke middengewricht in de zijkant van iedere onderkaak juist beweeglijker zodat de onderkaken daar flink zijwaarts konden openklappen, wat meer vleesmassa naar binnen trok.

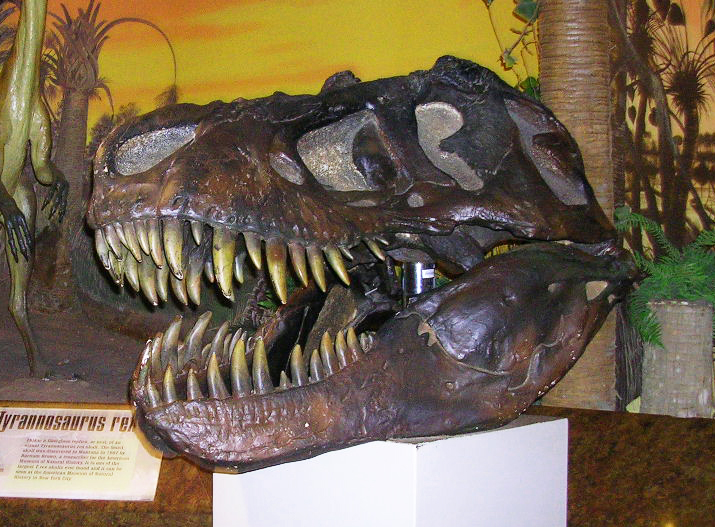
De tanden in de maxilla zijn het langst

Een diepe beet vergde ook lange tanden. Tyrannosaurus bezit in verhouding tot zijn schedel bijzonder grote tanden, de langste van alle bekende theropoden. De grootste in de bovenkaken zijn ongeveer dertig centimeter lang, waarvan achttien centimeter als kroon boven het tandvlees uitstak. Een bijzonder kenmerk van de tyrannosauriden om de effectiviteit van de beet te vergroten is de vorm van de in totaal acht wat kleinere tanden in de voorste bovenkaakbeenderen, de praemaxillae: D-vormig in doorsnede in plaats van erg plat. Dit had als gevolg dat Tyrannosaurus, in tegenstelling tot de meeste andere theropoden, botten kon doorbijten en zelfs vergruizelen. De praemaxillae zijn ook erg bol, wat de snuit in bovenaanzicht een rondere omtrek geeft. Hierdoor kon in een keer een grote vleesmassa uit de wond gerukt worden. Dit effect werd nog versterkt, doordat de voorste tanden van het achterliggende bovenkaaksbeen, de maxilla, het langst zijn. Bij een aanval raakten ze als eerste de huid van het slachtoffer. Zij zijn gevormd als een gebogen dolk en iets platter om het vlees te doorsnijden. Vaak wordt gesteld dat ze 'vlijmscherp' waren, maar de tandranden zijn in feite voorzien van een karteling bestaande uit kleine bolle uitsteeksels. Daarbij zijn de tanden bij volwassen dieren zo gezwollen dat ze niet echt scherp konden zijn. Als de tanden afbraken of uitgerukt werden, was dat niet fataal: steeds groeiden diep in het kaakbeen nieuwe tanden aan om de oude te vervangen. Doordat dit erg onregelmatig gebeurde, zijn de tanden meestal nogal variabel in lengte. Het aantal maxillaire tanden bedraagt minstens elf, evenveel als het minimumaantal in het dentarium van de onderkaak. Een gezond individu had dus minstens 52 tanden. Bij volwassen dieren bedraagt het maximale aantal in de onderkaak veertien, in de maxilla twaalf; bij jongere dieren lag het aantal hoger.
Hoewel de voorkant van de snuit minder spits is dan bij andere theropoden, is die nog steeds vrij hoog en langwerpig. Wel zorgt de brede achterkant ervoor dat de oogkassen iets meer naar voren gericht zijn; er was dus een mate van binoculair zicht, met overlappende gezichtsvelden zodat de afstand tot de prooi beter ingeschat kon worden. Achter de oogkassen — maar niet direct erboven — draagt de schedel kleine, afgeronde uitsteeksels of hoorntjes en er is ook een richel in de lengterichting boven op de neusbeenderen in de snuit. Bij leven waren die kenmerken vermoedelijk nog verlengd door hoornlagen en ze dienden wellicht voor rituele gevechten binnen de soort.
Behalve de grootte en proporties toont de schedel van Tyrannosaurus rex maar weinig kenmerken die ten opzichte van de nauwste verwanten echt uniek zijn voor de soort, zogenaamde autapomorfieën. Bij Tyrannosaurus ontbreekt het hoorntje vóór de oogkas dat veel theropoden op het traanbeen hebben. De voorste rand van het bovenste uitsteeksel van het quadratojugale vertoont een deuk. Het naar boven en achteren gerichte uitsteeksel van het verhemeltebeen is vergroot; de onderkant van de schedel wordt verder gesloten doordat de maxilla het vrij brede ploegschaarbeen raakt parallel aan driekwart van de lengte van de tandenrij. Een laatste nieuw geëvolueerd kenmerk is het lage aantal tanden in de maxilla en onderkaak.
Autapomorfieën van Tyrannosaurus mcraeensis zijn een achteraan laag dentarium met een bolle onderrand, een spleniale met een voorwaarts geplaatste hoogste punt, en een zwak gebogen prearticulare.

#### Postcrania

##### Wervelkolom

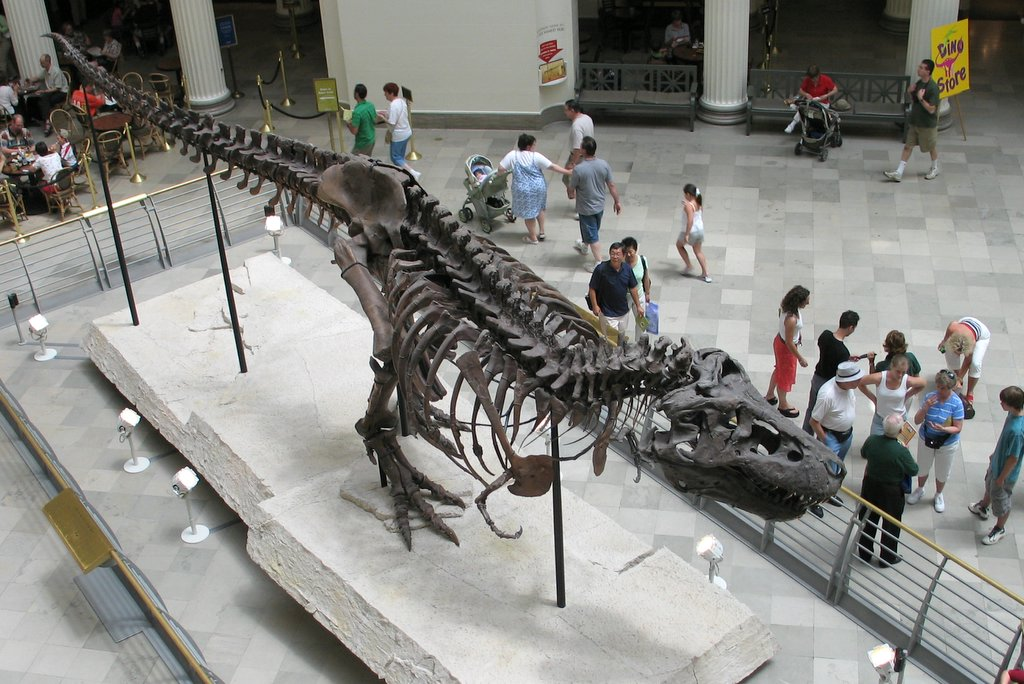
Sue toont de typische tyrannosauriërproporties: een brede borst en smalle heupen

De delen achter de schedel, de postcrania, tonen bij Tyrannosaurus maar weinig kenmerken die ook niet bij de andere tyrannosauriden te vinden zijn — afgezien opnieuw van hun grootte en robuuste bouw. Een mogelijke autapomorfie is het naar voren gedraaid zijn van de binnenste gewrichtsknobbel van het dijbeen. Er zijn tien halswervels, dertien ruggenwervels en vijf sacrale wervels bij het bekken. Het aantal staartwervels bij Tyrannosaurus is onbekend en omstreden. Door Osborn werd het wel zo hoog geschat als 56; tegenwoordig houdt men het op 39 tot 44. De meest complete staart heeft 36 wervels bewaard.

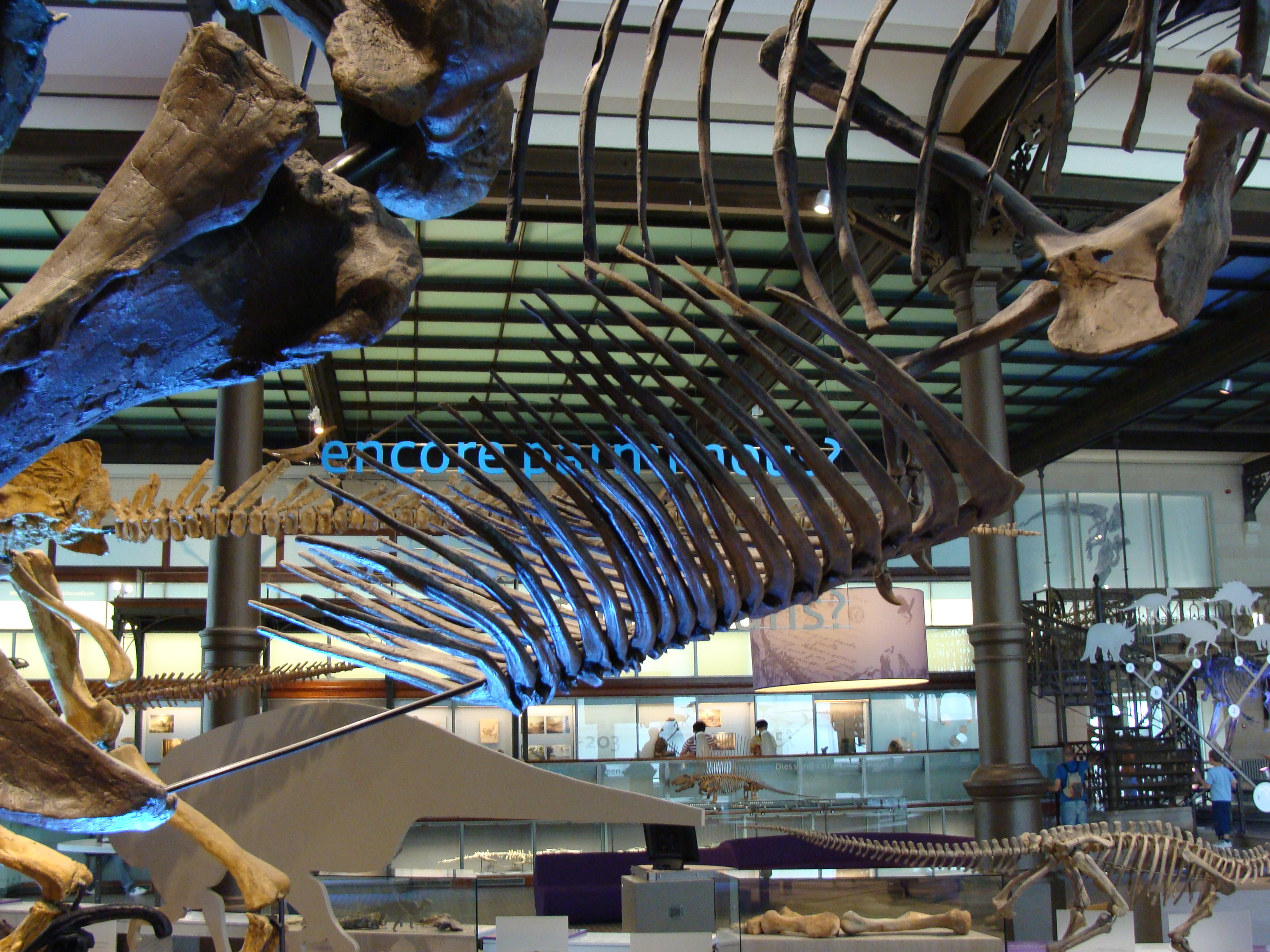
De gastralia op een model van Stan

De nek is kort en stevig om de zware kop te dragen. De doornuitsteeksels boven op de halswervels zijn hoog en vormen een bevestiging voor sterke pezen. Korte en wijd uitstekende nekribben zorgen voor een goede beweeglijkheid en dienen als aanhechtingspunt voor nekspieren die het hoofd een krachtige zijdelingse rukkende beweging kunnen laten maken. Vermoedelijk bevond zich in de bovenhals nog een tongbeen in de vorm van een complex bestaande uit een of meerdere gepaarde verstevigende ceratobranchialia, maar die elementen zijn slecht bekend. Het gewicht van de nek wordt verminderd doordat de halswervels en nekribben gepneumatiseerd zijn: doortrokken van luchtholten die via openingen in de botwand, pneumatoporen, verbonden waren met luchtzakken in de romp. Ook alle ruggenwervels zijn gepneumatiseerd en hebben aan de zijkanten diepe uithollingen, pleurocoelen. Ze zijn vrij kort en hoog. Nauw aaneengesloten vormen ze een starre lage boog waaraan de romp opgehangen is. De voorste elf dragen lange stevige borstribben die wat naar achteren gericht zijn. De lange ribben maken de borstkas vrij kort en hoog en niet naar voren taps toelopend, zoals vaak afgebeeld. De onderkant van de romp wordt bedekt door minstens dertien paar smalle buikribben of gastralia. Dit zijn huidverbeningen die geen deel uitmaken van het eigenlijke skelet. Doordat de borstribben met gewrichten aan de wervels verbonden zijn, kunnen de achterste ribben en gastralia meehelpen met de ademhaling door de achterste luchtzakken van de romp samen te persen. Zelf zijn de borstribben ook met de luchtzakken verbonden en dus gepneumatiseerd.
De vijf sacrale wervels zijn met sacrale ribben vergroeid met het bekken zodat de wervelkolom stevig verbonden is met de achterpoten. De voorste vier sacrale wervels zijn gepneumatiseerd. De staart is relatief kort; samen met de ook relatief korte romp zorgt dit voor tamelijk gedrongen proporties bij Tyrannosaurus, in tegenstelling tot de erg langgerekte vorm van de meeste theropoden. Dit is verklaard als een aanpassing voor vergrote wendbaarheid: een korter lichaam heeft een lager traagheidsmoment en kan dus sneller ronddraaien. Desalniettemin zou het Tyrannosaurus nog twee seconden gekost hebben om vijfenveertig graden te draaien.

##### Ledematen

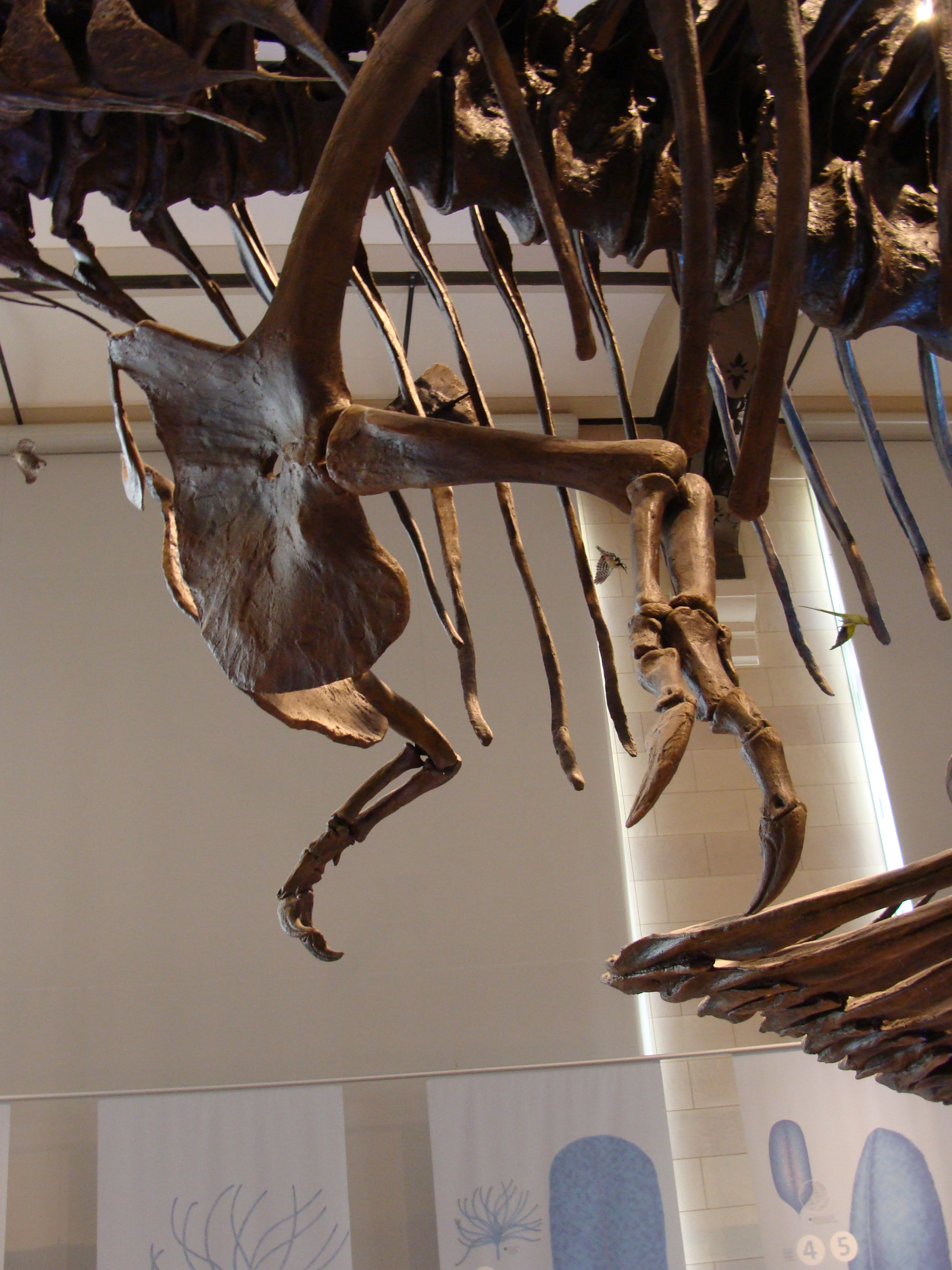
De kleine voorpoten

De ledematen tellen 89 botten wat het totaal aantal beenderen bij Tyrannosaurus op ongeveer 210 brengt. Bij Tyrannosaurus zijn de ledematen zeer ongelijk van proportie. Hoewel het schouderblad nog een vrij normale omvang heeft, zijn de voorpoten zo opvallend klein, niet langer dan een mensenarm, dat het vaak de vraag oproept waartoe ze eigenlijk dienden. Dit is echter een schijnprobleem dat vergeet dat kenmerken binnen een evolutionaire context verklaard moeten worden. De voorouders van Tyrannosaurus hadden veel grotere armen en de voorpoten zijn dus vermoedelijk gedegenereerd doordat ze juist nergens voor gebruikt werden. Hun reductie leidde tot verwijdering van overtollige massa.

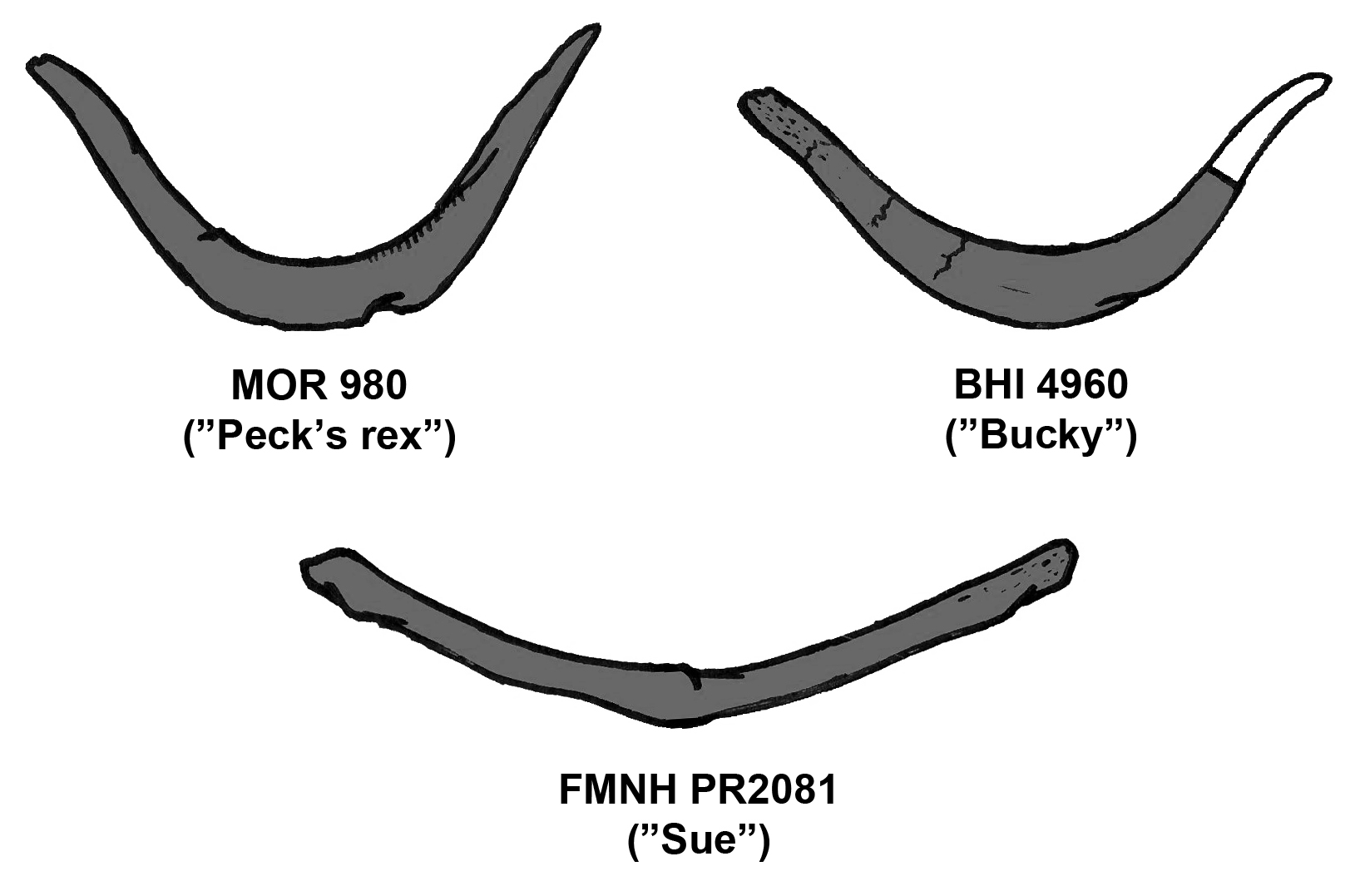
Vermeende (onder) en echte vorkbeenderen (boven)

Toch hebben ook paleontologen serieuze pogingen gedaan een functie vast te stellen: hulp bij het opstaan uit een liggende positie, of, een suggestie nog van Osborn, het vasthouden van het wijfje tijdens de paring. Voor de vondsten uit de jaren tachtig was de onderarm onbekend en te klein ingeschat door af te gaan op de situatie bij verwante soorten. De paleontoloog Kenneth Carpenter heeft er na een nieuwe vondst in 1988 (MOR 555) op gewezen dat de armen althans minder gedegenereerd zijn dan bij de Albertosaurinae en stelt dat dit wijst op een functie bij het vasthouden van de prooi. Hij heeft een hefkracht per arm berekend van ongeveer tweehonderd kilo. Het probleem bij deze interpretatie is dat het niet helemaal duidelijk is waarom Tyrannosaurus eigenlijk een prooi zou willen vasthouden; het past niet in de theropode jachttechniek. Daarbij is erop gewezen dat Tyrannosaurus moeite zou hebben gehad de prooi met de armpjes te bereiken omdat zijn grote kop in de weg zat.
Het schouderblad is vergroeid met het ravenbeksbeen tot een os scapulocoracoideum. Het is de vraag of er zich middenin verbeende borstbeenderen bevonden; die zijn niet met zekerheid teruggevonden. Aangegeven borstbeenderen kunnen betrekking hebben op vergroeide gastralia. Dat was ook het geval bij de eerste melding, bij Sue, van een vorkbeen of furcula, een element dat men graag wilde identificeren omdat het wijst op de verwantschap met de vogels: ook dit bleek een paar buikribben te zijn. Later zijn echter wel vijf nogal in kromming verschillende echte furculae ontdekt die een gebogen U-vormig schild vormen onder de hals; de functie is onduidelijk: dat het als rudiment geërfd zou zijn van een kleine vliegende voorouder wordt door bijna alle paleontologen afgewezen.

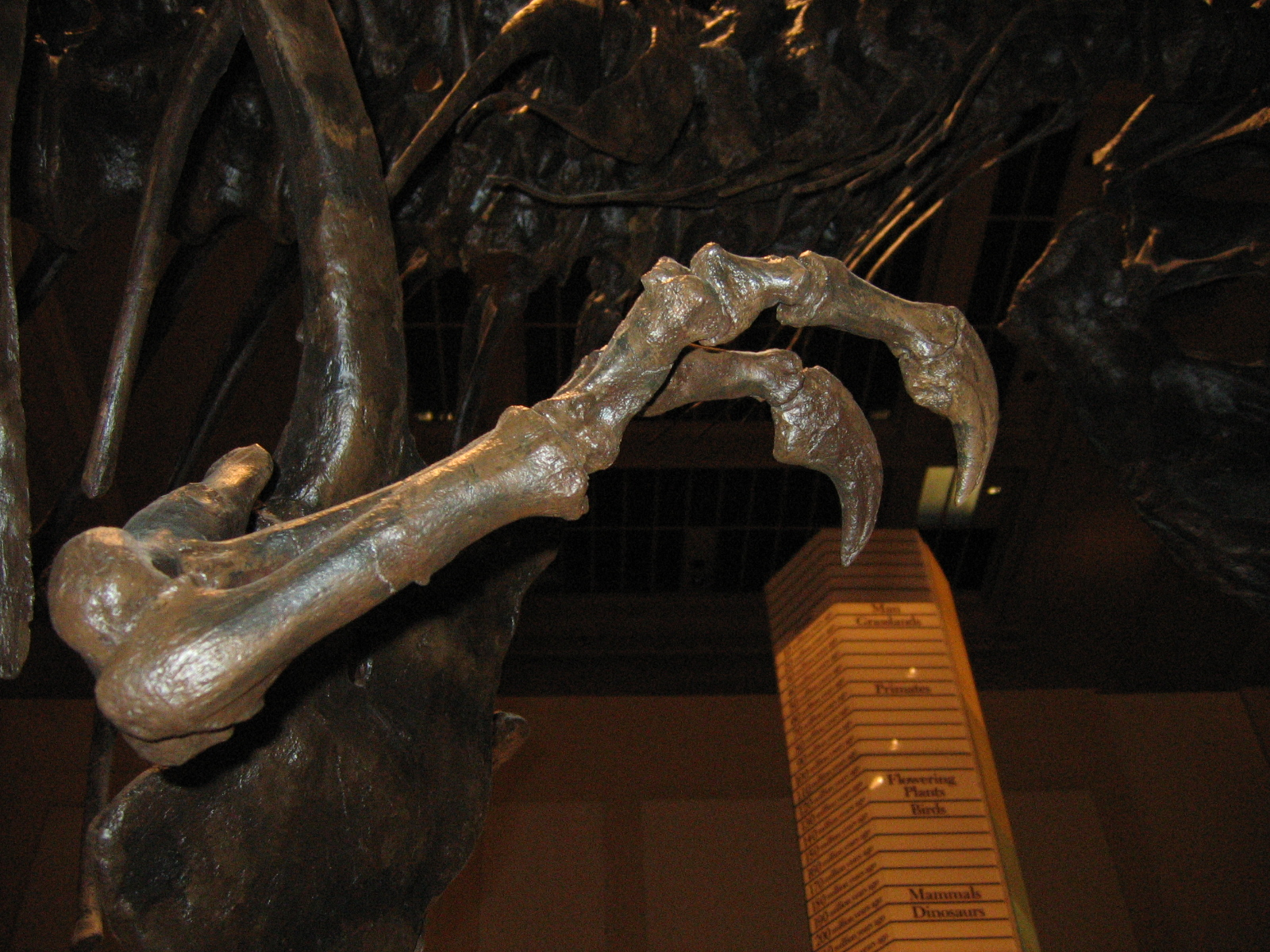
De rechterarm van Tyrannosaurus

In het schoudergewricht van het scapulocoracoïde steekt een klein opperarmbeen: zelfs bij Sue is het maar 37 centimeter lang. Nog meer gereduceerd is de onderarm: de ellepijp en het spaakbeen meten bij dit exemplaar respectievelijk 219 en 173 millimeter. Zoals oorspronkelijk bij de dinosauriërs kunnen de onderarmen niet om hun lengteas draaien. Pronatie was dus onmogelijk wat betekent dat de handpalmen steeds naar elkaar wezen en nooit naar beneden gericht waren. De hand heeft maar twee zichtbare vingers — van een derde is alleen nog een gereduceerd middenhandsbeentje over. De duimklauw is niet erg stevig en kon niet als een vervaarlijk wapen dienen zoals bij veel andere theropoden. De formule van de vingerkootjes is 2-3-0-0-0.

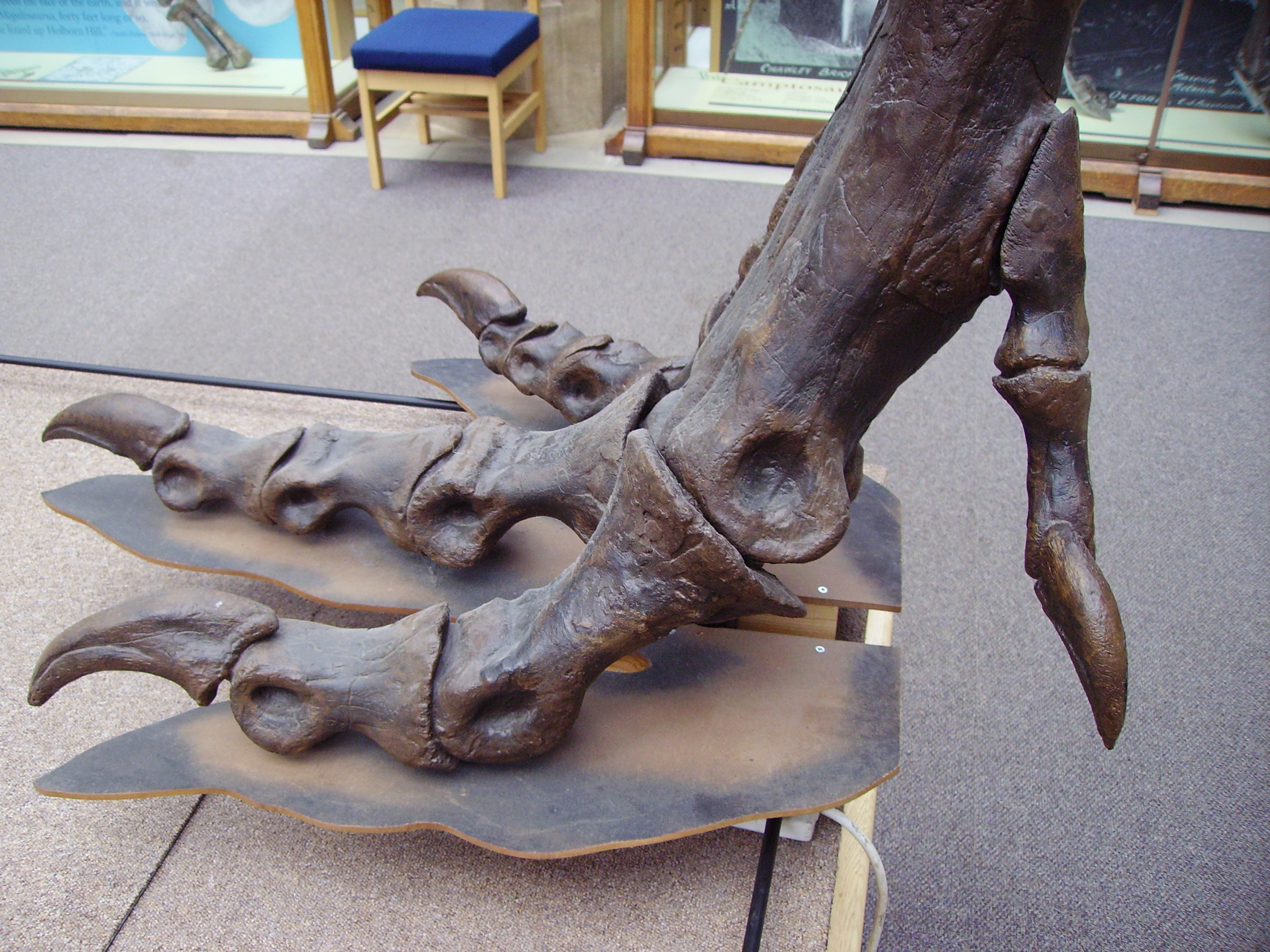
Tyrannosaurus liep steeds op de tenen, hier die van de rechtervoet

De achterpoten zijn juist relatief lang. Omdat een enkele achterpoot het hele gewicht van het dier moest kunnen dragen, zijn ze stevig gebouwd en zeer zwaar gespierd. Ze zijn bevestigd aan een eveneens robuust bekken. Het bovenste deel daarvan, het darmbeen of os ilium, vormt een lange horizontale plaat. Dit biedt een in vergelijking met andere theropoden uitzonderlijk groot aanhechtingsvlak, tot bijna twee meter lang en meer dan een halve meter breed bij de grootste exemplaren, voor de dijspieren. Hoe zwaar de aandrijvende spieren in feite waren is een betwist punt, maar de ruimte om ze een belangrijk deel van het lichaamsgewicht te laten innemen, tot wel veertig procent, is er in ieder geval, mede doordat de ossa ilium erg dicht bij elkaar staan en een nauwe heup vormden. Het darmbeen dient ook als bovenkant van een diep heupgewricht waarin de dijbeenkop zijwaarts inpast. Van deze heupkop af kromt het dijbeen naar onderen. Onderaan de heup zijn de beide schaambeenderen, de 1,2 meter lange ossa pubis, vergroeid in een ongewoon sterk verbreed naar voren gericht uiteinde of 'voet', waarop het dier in een rechtop liggende stand kon rusten en dat bij het levende dier een zeer opvallend kenmerk geweest moet zijn. De even lange zitbeenderen steken naar achteren.
Door de vorm van het heupgewricht kan het dijbeen niet zijwaarts bewogen worden, maar slechts van voor naar achter en omgekeerd, voor een lopende beweging. Omdat het zo zwaar belast wordt, is het dijbeen of femur het grootse bot in het lichaam, bij Sue 138 centimeter lang. Het wordt niet alleen vanuit het darmbeen bewogen. Zware spieren aan de basis van de staart, aan een uitsteeksel aan de achterkant van de schacht van het dijbeen verbonden, verdubbelen de effectieve spierkracht voor de voortbeweging. Het femur is ook van voor naar achter gekromd zodat het onderbeen in een hoek geraakt wordt en de knie steeds gebogen wordt gehouden. Het onderbeen bestaat uit een scheenbeen, ongeveer 1,2 meter lang, en een korter kuitbeen die niet om elkaar kunnen draaien. De voet is dus steeds naar voren gericht. Het draagt een zware kuit die de lange en brede voeten kon strekken. Tyrannosaurus was een teenganger zoals alle dinosauriërs en dus in principe gebouwd om te rennen. De middenvoetsbeenderen raken de grond dus niet. Het tweede tot en met vierde middenvoetsbeen zijn vergroeid, waarbij het derde onderaan breed is, maar bovenaan toegeknepen wordt door de buitenste. Zo wordt een sterke en brede plaat gevormd die met een lengte van ruim zestig centimeter die de achterpootlengte flink vergroot. De vijfde teen is geheel verdwenen; de eerste sterk gereduceerd tot een zijdelings naar achteren stekende spoor die de grond lang niet haalt. Tyrannosaurus liep dus op de middelste drie tenen, waarvan de vorm aangepast is aan het rennen. De formule van de teenkootjes is, inclusief klauwen, 2-3-4-5-0. De klauwen aan de tenen zijn vaak met die van een adelaar vergeleken, maar zijn in feite tamelijk plat en stomp omdat ze door het lopen afsleten. Toch konden ze doordat de achterpoot zeker een kracht moest uitoefenen van ruim tien ton als wapen flinke schade toebrengen.

### Weke delen

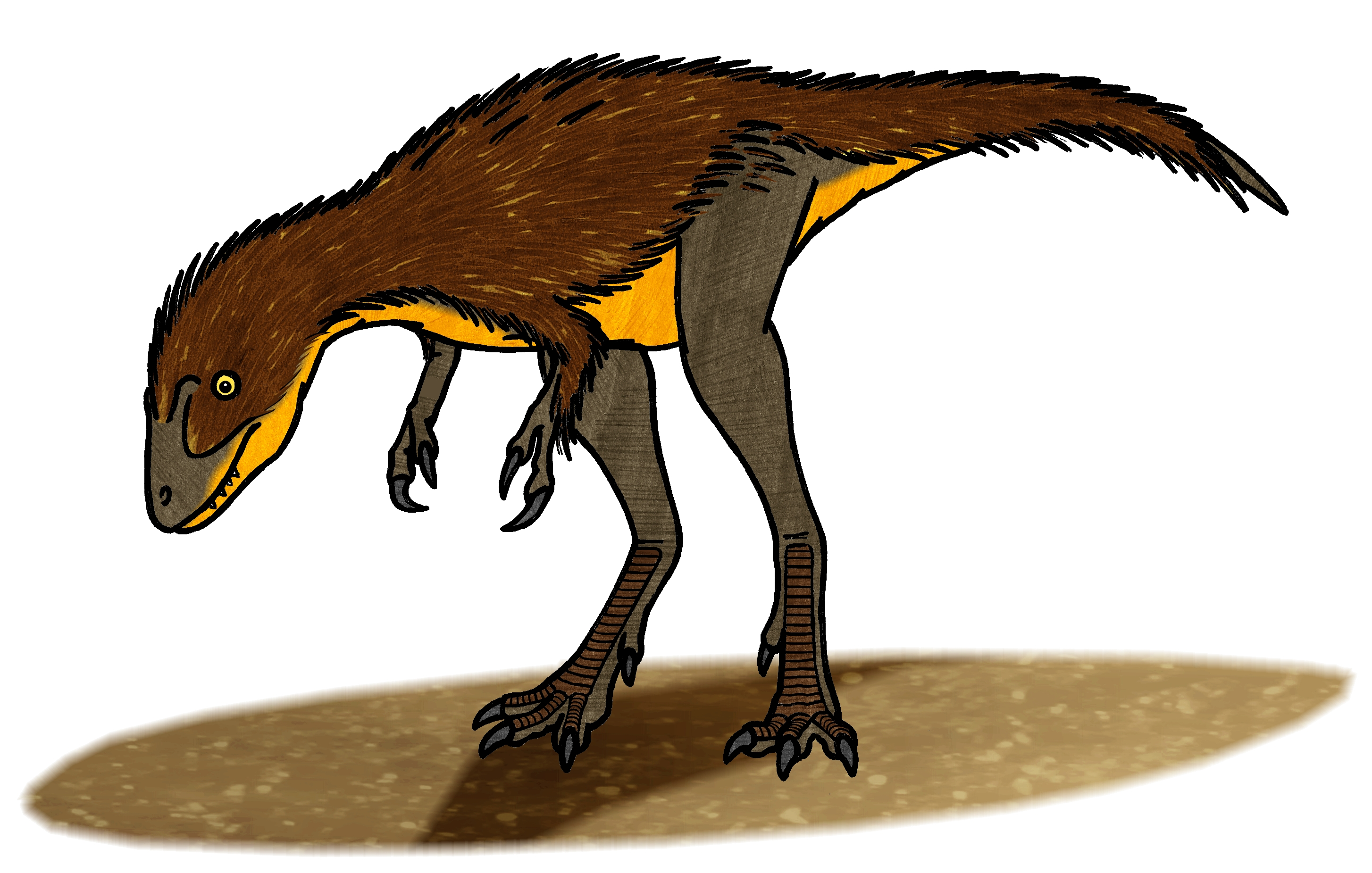
Een tyrannosauruskuiken met verenkleed

Van de weke delen van het lichaam is weinig bekend. De hoge borstkas borg vermoedelijk een groot en sterk vierkamerig hart met een gescheiden bloedsomloop. Dat de meeste wervels gepneumatiseerd zijn, duidt erop dat er, net als bij de huidige vogels, een uitgebreid systeem van luchtzakken en luchtkleppen aanwezig was dat een belangrijke rol speelde in de ademhaling. Verse lucht werd vermoedelijk eerst via een uitloper van de luchtpijp naar de achterste luchtzakken getrokken en daarna door de voorste luchtzakken via de op zich stijve longen naar voren gezogen om uiteindelijk naar buiten te worden geperst. De luchtstroom ging dus steeds in één richting wat de opneming van zuurstof sterk bevorderde door een betere gaswisseling over een in tegengestelde richting lopende bloedstroom en ook omdat er nooit verbruikte lucht in de longen achterbleef. Zo'n efficiënt systeem, dat de zuurstofopneming meer dan verdubbelt, is het nuttigst bij een hoge stofwisseling die een groot dier als Tyrannosaurus vrijwel zeker warmbloedig zou maken. Deze warmbloedigheid is bevestigd door onderzoek naar het verschil in gemiddelde lichaamstemperatuur tussen de romp en de uiteinden van de ledematen, die gemeten kan worden door de verhouding tussen de zuurstofisotopen in het bot te bepalen: de onderbenen bleken bijna even warm te zijn geweest, terwijl ze bij huidige koudbloedige reptielen belangrijk koeler zijn. Hetzelfde effect deed zich voor bij de gigantische vorm Giganotosaurus.

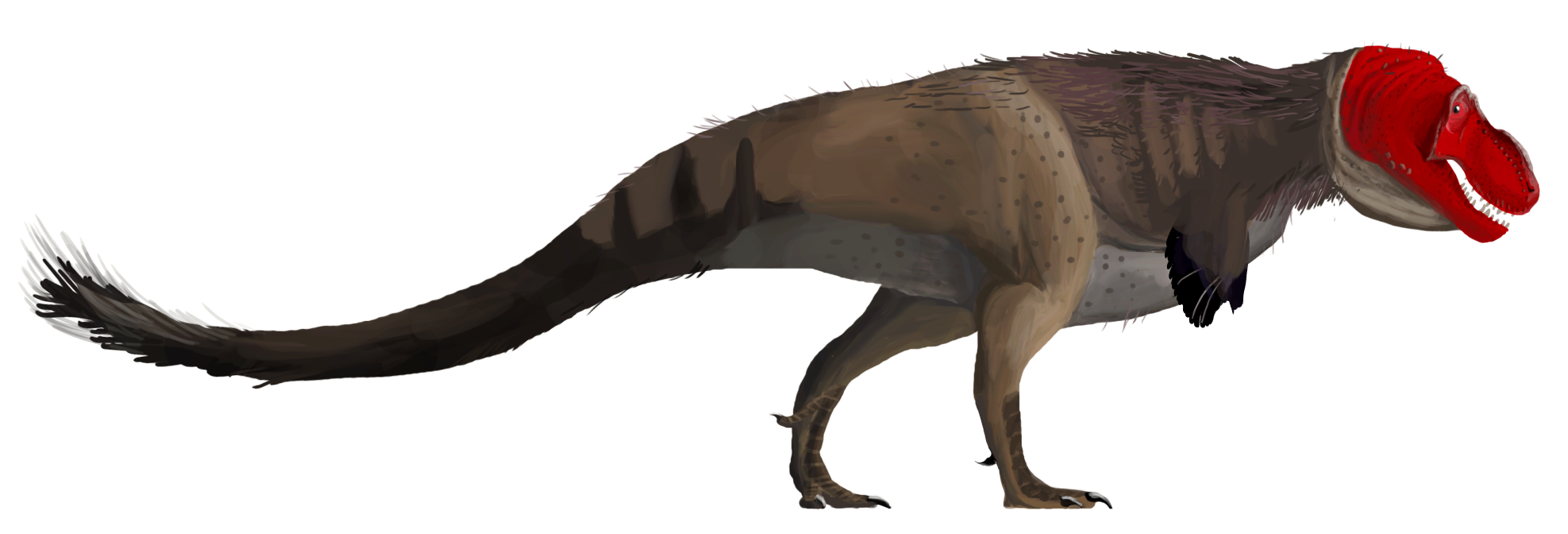
Een volwassen tyrannosaurus met veren. De rode kop is een verwijzing naar de hypothese van Jack Horner dat Tyrannosaurus een aaseter is

Tyrannosaurus had als volwassen dier een geschubde huid met kleine niet-overlappende schubben; kleine huidafdrukken zijn gevonden bij specimen HMNS 2006.1743.01 (Wyrex, eerder BHI 6230), op de nek, het darmbeen en de zijkant van de staart. De schubben zijn licht bol en glad en hebben allerlei onregelmatige vormen, ovaal en veelhoekig. Ze hebben een diameter van minder dan één millimeter en zouden dus op enige afstand niet meer als schubben herkenbaar zijn geweest. Ze liggen in grotere driehoekige of trapeziumvormige clusters waartussen de huid diepe verbonden rimpels heeft.
Het is echter mogelijk dat juveniele dieren een verenkleed hadden; de Tyrannosauroidea en de grotere groep waartoe de Tyrannosauroidea behoren, de Coelurosauria, hebben basale vormen waarvan een (primitief) verenkleed ontdekt is. Sommige daarvan, zoals Yutyrannus, zijn zelfs erg groot. Aangezien die geen directe voorouder is van de tyrannosauriden, kan het echter zijn dat de combinatie van grote omvang en verenkleed zich bij die groep niet voordeed of, gezien Wyrex, zich beperkte tot de rug. Ook is het mogelijk dat bij grote tyrannosauriden de veren zich weer tot schubben hebben ontwikkeld. Voor warmbloedige jongen zou het zeer voordelig geweest zijn energieverlies te beperken door een isolerende lichaamsbedekking. Van kleur en tekening van veren of schubben is niets bekend; meestal wordt een camouflerende bruine of grijze tint het meest waarschijnlijk geacht, waarbij de schedelhoorntjes dan misschien een fel kleuraccent droegen. Zo'n afstekende kleur kan ook door sommige veren getoond zijn.

## Fylogenie

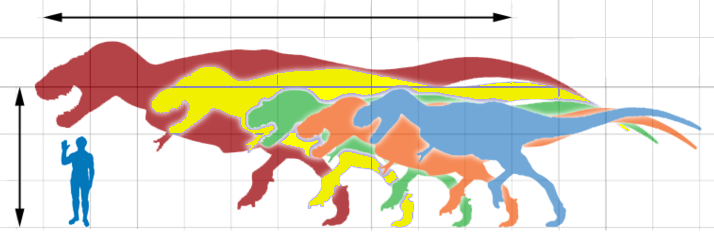
Tyrannosaurus in grootte vergeleken met andere tyrannosauriden. Van groot naar klein:
Tyrannosaurus rex
Tarbosaurus bataar
Albertosaurus sarcophagus
Daspletosaurus torosus
Gorgosaurus libratus

Hoewel het ogenblikkelijk duidelijk was dat Tyrannosaurus tot de Theropoda behoorde, bleef er eerst veel onzekerheid welke precies zijn nauwere verwanten waren. Friedrich von Huene wees hem in 1909 toe aan de Megalosauridae en in 1926 tot de Deinodontidae. Brown had voor hem al in 1922 een eigen onderfamilie Tyrannosaurinae geschapen, die na 1926 meestal als een onderverdeling van de Deinodontidae gezien werd. Pas in 1956 sprak Alfred Romer over een Tyrannosauridae, wat daarna de gebruikelijke indeling zou blijven.
Lange tijd werd een speciale verwantschap met de Allosauridae aangenomen binnen de Carnosauria, een groep die men traditioneel alle grotere roofsauriërs liet omvatten. Alfred von Zittel had daaraan al in 1911 getwijfeld toen hij een afwijkende positie innam door Tyrannosaurus bij de kleinere Coeluridae in te delen. Moderne exacte cladistische berekeningen toonden in de jaren negentig aan dat hij gelijk gehad had. De tyrannosauriden stamden niet af van de grote allosauriden, maar behoorden tot de oorspronkelijk veel kleinere Coelurosauria. Vanaf het eind van de twintigste eeuw werden ook veel ruimere verwanten van Tyrannosaurus ontdekt die samen met de Tyrannosauridae de omvattender Tyrannosauroidea vormen.
Binnen de Tyrannosauridae zijn de nauwste verwanten van Tyrannosaurus de andere Tyrannosaurinae zoals Tarbosaurus en Daspletosaurus. Een mogelijke stamboom, of cladogram, die de positie van Tyannosaurus toont is de volgende:
|  | Albertosaurus |
|  |               |
|  | Gorgosaurus   |
|  |               |

| void | Daspletosaurus                                                                 |
|      | Daspletosaurus                                                                 |
|      | \| void \| Tarbosaurus \| \| \| Tarbosaurus \| \| \| Tyrannosaurus \| \| \| \| |
|      |                                                                                |
| void | Tarbosaurus                                                                    |
|      | Tarbosaurus                                                                    |
|      | Tyrannosaurus                                                                  |
|      |                                                                                |

| void | Tarbosaurus   |
|      | Tarbosaurus   |
|      | Tyrannosaurus |
|      |               |

| void | Daspletosaurus                                                                 |
|      | Daspletosaurus                                                                 |
|      | \| void \| Tarbosaurus \| \| \| Tarbosaurus \| \| \| Tyrannosaurus \| \| \| \| |
|      |                                                                                |
| void | Tarbosaurus                                                                    |
|      | Tarbosaurus                                                                    |
|      | Tyrannosaurus                                                                  |
|      |                                                                                |

| void | Tarbosaurus   |
|      | Tarbosaurus   |
|      | Tyrannosaurus |
|      |               |

|  | Albertosaurus |
|  |               |
|  | Gorgosaurus   |
|  |               |

| void | Daspletosaurus                                                                 |
|      | Daspletosaurus                                                                 |
|      | \| void \| Tarbosaurus \| \| \| Tarbosaurus \| \| \| Tyrannosaurus \| \| \| \| |
|      |                                                                                |
| void | Tarbosaurus                                                                    |
|      | Tarbosaurus                                                                    |
|      | Tyrannosaurus                                                                  |
|      |                                                                                |

| void | Tarbosaurus   |
|      | Tarbosaurus   |
|      | Tyrannosaurus |
|      |               |

| void | Daspletosaurus                                                                 |
|      | Daspletosaurus                                                                 |
|      | \| void \| Tarbosaurus \| \| \| Tarbosaurus \| \| \| Tyrannosaurus \| \| \| \| |
|      |                                                                                |
| void | Tarbosaurus                                                                    |
|      | Tarbosaurus                                                                    |
|      | Tyrannosaurus                                                                  |
|      |                                                                                |

| void | Tarbosaurus   |
|      | Tarbosaurus   |
|      | Tyrannosaurus |
|      |               |

Hoewel een dergelijke relatie moeilijk te bewijzen valt, is wel gesteld dat Tyrannosaurus een directe afstammeling van Daspletosaurus zou zijn. Indien het bekende materiaal niet uit meerdere soorten bestaat, heeft Tyrannosaurus rex zich ook niet meer gesplitst in nieuwe soorten. Hij werd vermoedelijk uitgeroeid door de catastrofe aan het eind van het Krijt. Tyrannosaurus was daarmee een van de laatste dinosauriërs van het Mesozoïcum.

### "Voorouders"
Een aantal dinosauriërs, onder andere Raptorex, Eotyrannus, Lythronax, Guanlong en Eodromaeus, werd in de media gevierd als 'voorouder van Tyrannosaurus'. Het is echter niet wetenschappelijk aantoonbaar dat deze geslachten werkelijke voorouders waren van T. rex. Het gaat meestal om vroege afsplitsingen in de stamboom van de Tyrannosauroidea.

## Levenswijze

### Habitat
Het grootste deel van het gebied waarin Tyrannosaurus leefde had een warm subtropisch klimaat met geringe seizoensverschillen en het hele jaar door een tamelijk hoge regenval. Het landschap was vrij dicht bebost en doortrokken van kleinere rivieren. De flora was al vrij modern en bestond voornamelijk uit naaldbomen en loofbomen; eiken en grassen ontbraken echter. Doordat hij echter een leefgebied had dat zich van zuid naar noord over zeker twintig breedtegraden uitstrekte, moeten zich hierin toch zekere klimaatverschillen hebben voorgedaan. Het is aannemelijk dat het in het zuiden wat droger was, met een landschap dat leek op een savanne. Het noorden daarentegen kende tamelijk koude winters; de bomen waren met zekerheid bladverliezend, er kan zich 's-winters in de hooglanden sneeuwval hebben voorgedaan en misschien trokken de prooidieren iedere herfst naar het zuiden. Wellicht trok Tyrannosaurus mee; het is ook wel gespeculeerd dat volwassen dieren in het koude seizoen een winterkleed lieten groeien: een warm verenkleed met een passende witte schutkleur.

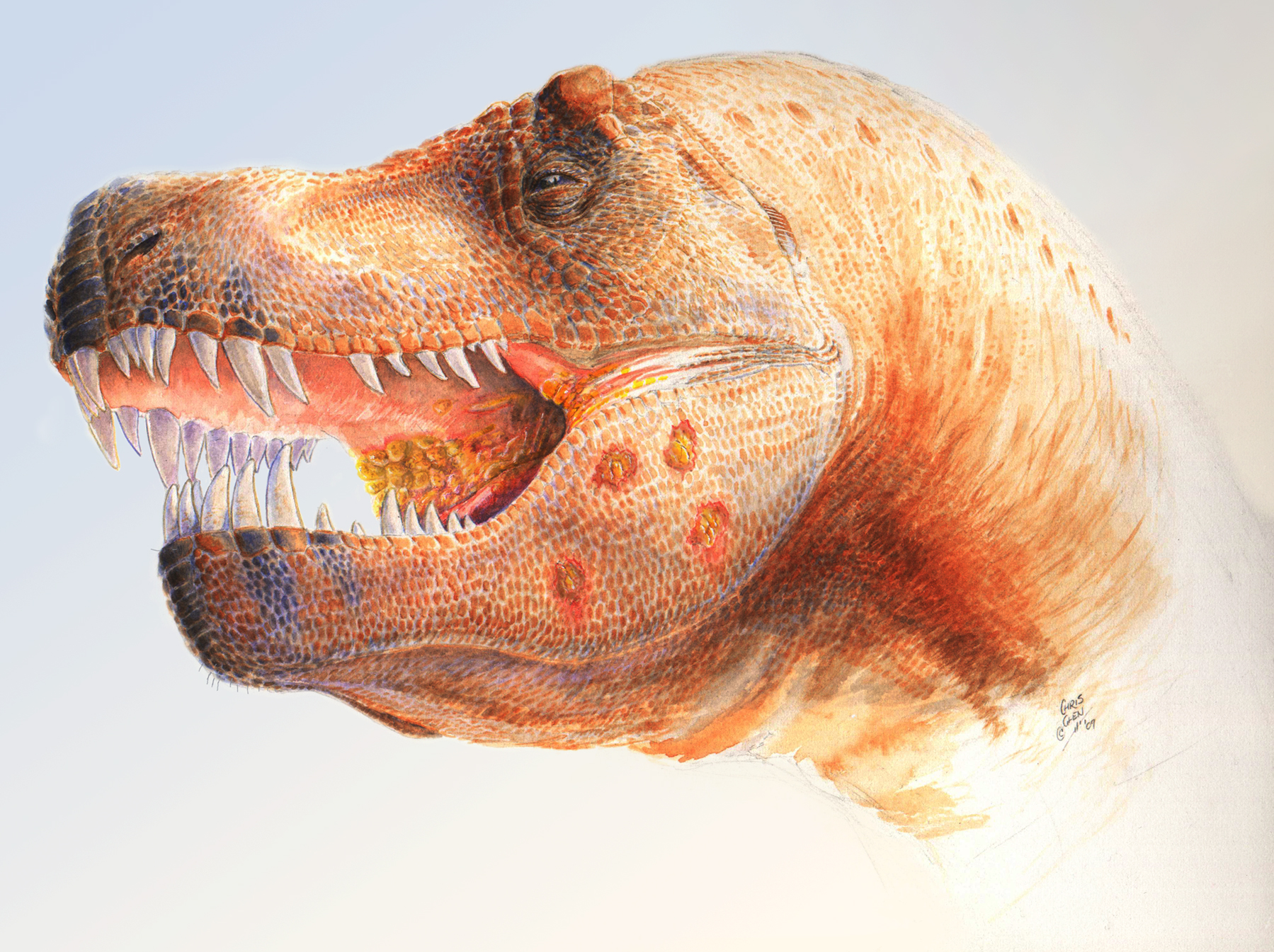
MOR 980 lijdt onder het geel

De fauna van het gebied is redelijk goed bekend voor wat de grotere soorten betreft. De geschikte prooidieren bestonden allemaal uit grote plantenetende dinosauriërs. De meeste talrijke daaronder was de ceratopide Triceratops die ongeveer de helft van het beschikbare voedsel uitmaakte. Minder talrijk, een kwart van de prooidieren, waren drie nauw verwante Hadrosauridae: Edmontosaurus regalis, Anatosaurus annectens en Anatotitan copei. Een zeldzamer deel van de fauna vormden Thescelosaurus (8%), Pachycephalosaurus en Ankylosaurus (beiden 1%). Deze zeven soorten planteneters zijn de enige die met zekerheid zijn vastgesteld. Fragmenten wijzen op nog een hadrosauride en een kleine pachycephalosauride; Torosaurus is wellicht een oude triceratops en Stygimoloch het jong van Pachycephalosaurus. In het uiterste zuiden van het leefgebied kwam de sauropode Alamosaurus voor. Er zijn ook aanwijzingen dat Tyrannosaurus soms kleinere brokken voedsel at. In 2021 bleek uit een onderzoek dat het dentarium van de onderkaak een sterk vertakt neurovasculair zenuwkanaal had, wat duidt op een goede tastzin. Een studie uit 2022 wierp echter tegen dat zulke kanalen in de snuit en voorste onderkaken weliswaar groot waren maar dat hieruit geen betrouwbare conclusies over de tast getrokken konden worden.
Belangrijke concurrentie met andere roofsauriërs had een volwassen Tyrannosaurus kennelijk niet. Het voorkomen van Albertosaurus blijkt te berusten op een foute datering. Er zijn fragmenten gevonden van Deinonychosauria: Dromaeosauridae en vooral Troodontidae, maar die waren grotendeels hoe dan ook te klein om dezelfde prooien te bejagen. Een ook voorkomend lid van de theropode Ornithomimidae was vermoedelijk zelf, als omnivoor, een potentiële prooi, ongeveer 5% van de fossielen uitmakend. De in 2015 beschreven dromaeosauride Dakotaraptor vult met een lengte van vijf meter het hiaat tussen de kleine rovers en Tyrannosaurus, en wellicht joegen beide roofsauriërs op Ornithomimidae. Dakotaraptor was echter een zeldzaam lid van de fauna en nog altijd dertigmaal lichter dan Tyrannosaurus.
Tyrannosaurus viel ook zelf ten prooi, aan allerlei ziekten. Recent onderzoek heeft gesuggereerd dat beschadigingen aan de schedel die verschillende exemplaren waaronder Sue en MOR 980 tonen, niet, zoals eerst gedacht, het gevolg zijn van onderlinge gevechten maar van botinfecties, waaronder een parasiet gelijkend op Trichomonas die moderne vogels plaagt. In 2020 stelde een studie dat afwijkingen aan het bot bij Tyrannosaurus het eenvoudigst verklaard konden worden door infecties aangezien dat ook de dominante oorzaak is bij moderne vogels en krokodillen, de nauwste nog levende verwanten.

### Jachttactiek
De bouw van Tyrannosaurus lijkt te wijzen op een andere jachttactiek dan de meeste theropoden toepasten. De gebruikelijke methode was om het slachtoffer langdurig te achtervolgen om hem met herhaalde snelle uitvallen steeds verder te verwonden. Een directe confrontatie werd vermeden. Bij de tyrannosauriden echter is de schedel gespecialiseerd in het toebrengen van een zo groot mogelijke verwonding per beet. Tyrannosaurus toont de meest extreme aanpassing op dit punt: een enkele hap kon vermoedelijk al dodelijk zijn. De vraag is wat hieruit geconcludeerd kan worden voor de jachtmethode als geheel. Volgens sommigen fungeerde Tyrannosaurus als een "landhaai" (land shark). Achter de dichte begroeiing die zijn leefgebied kenmerkte zou hij in hinderlaag gelegen hebben. Als een op niets bedachte prooi voldoende nabij kwam, zou Tyrannosaurus er in een korte sprint met opengesperde muil op af gestormd zijn om de fatale beet toe te brengen voordat het slachtoffer kon vluchten.
Verschillende feiten zijn echter niet eenvoudig met deze hypothese in overeenstemming te brengen. Het enorme lichaam van Tyrannosaurus zal moeilijk te verbergen zijn geweest. Het kon ook moeilijk op snelheid gebracht worden; Tyrannosaurus was niet gebouwd als een sprinter. Bij grotere dieren neemt de efficiëntie bij het bewegen toe samen met de versnellingsduur per pas, zodat de maximumsnelheid in beginsel bij toenemende grootte gelijk blijft, zij het dan dat die snelheid steeds langzamer gehaald kan worden. De lange poten en gedrongen bouw zijn aanpassingen om ondanks de toegenomen absolute grootte wendbaarheid en een hoge maximumsnelheid te behouden. Zulke eigenschappen worden voorspeld door een alternatieve hypothese dat ook Tyrannosaurus joeg door middel van een snelle achtervolgingsjacht. De vergrote bijtkracht zou dan een gevolg zijn van een wapenwedloop met de belangrijkste potentiële prooi: Triceratops, die niet alleen redelijk snel was, maar ook zeer groot en met zijn hoorns en nekschild in staat zich flink te verweren. Het vermogen beenschubben en botten door te bijten zou dan het bijkomend voordeel hebben gehad dat daarmee ook de gepantserde Ankylosaurus op het menu kwam — en ook deze prooi kon zich met zijn beenknots goed verdedigen wat weer om wendbaarheid vroeg.
Er bestaat geen overeenstemming tussen de wetenschappers welke hypothese de juiste is. De voortdurende discussie is nauw verweven geraakt met de vraag hoe hoog eigenlijk de maximumsnelheid was die Tyrannosaurus  kon bereiken.

#### Snelheid

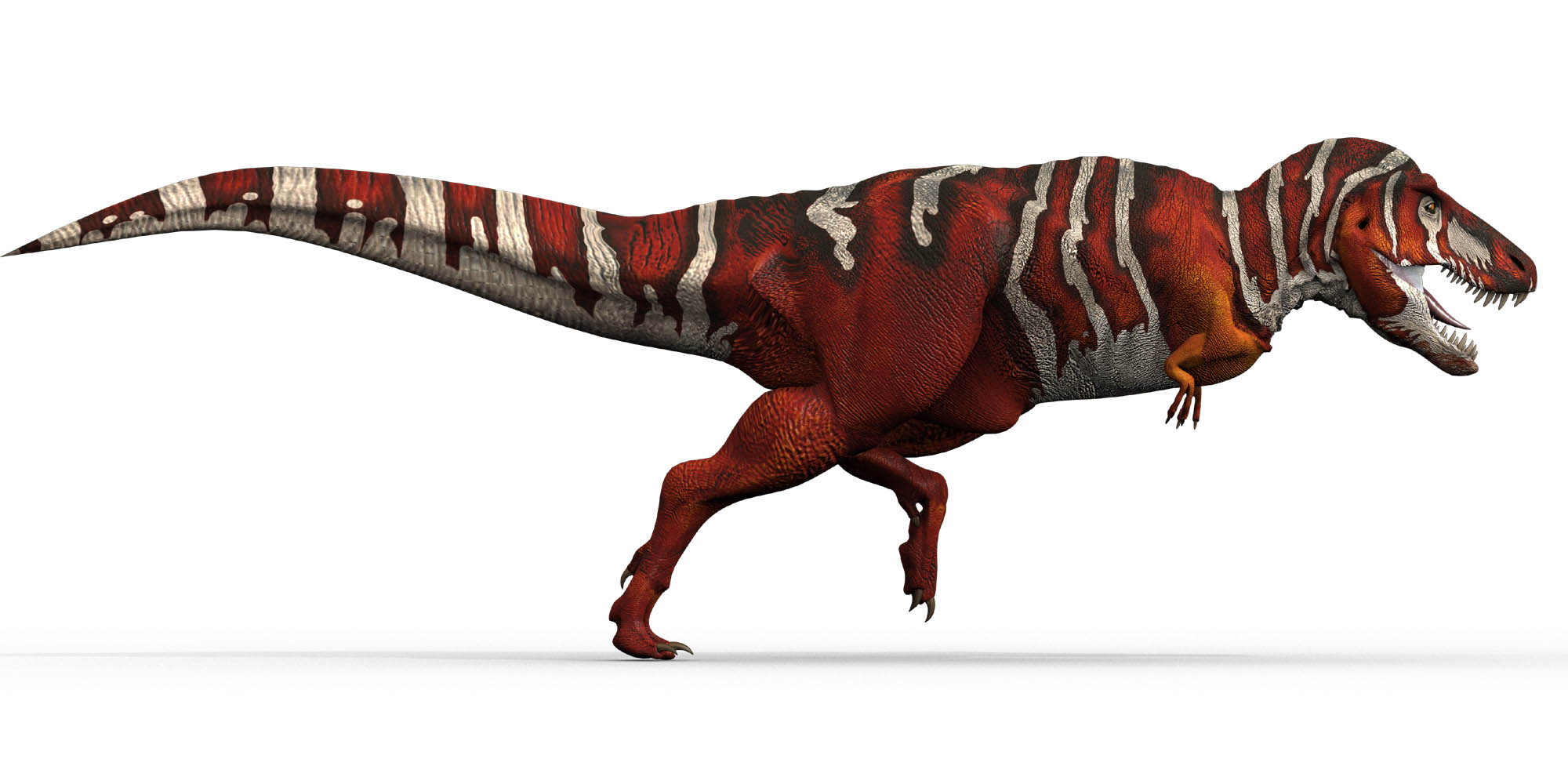
Tyrannosaurus had de bouw van een rennend dier; de vraag is of hij niet te zwaar was om te rennen

Tot diep in de twintigste eeuw dacht men nog dat alle dinosauriërs langzame, koudbloedige dieren waren. Voor een groot dier als Tyrannosaurus zou dat tot een uiterst moeizame wijze van voortbewegen geleid hebben: omdat zelfs een normale stappende beweging de snelheid al had opgedreven tot een niveau dat een koudbloedige niet meer dan een paar minuten kan volhouden, zou hij met minieme pasjes door het landschap hebben moeten schuifelen in een gangetje van nog geen twee kilometer per uur. Na zijn al even slome slachtoffers bereikt te hebben, had hij ze in een langdurig uitputtingsgevecht de baas te moeten worden. Alleen kortdurende uitvallen uit een hinderlaag gebruikmakend van anaerobe verbranding zouden in dat geval nog een praktische jachtmethode gevormd hebben.
In 1968 kwam de paleontoloog Robert Bakker echter met de toen revolutionaire hypothese van de warmbloedigheid van de dinosauriërs. Aan de hand van Tyrannosaurus kon hij zijn denkbeelden inzichtelijk maken voor een groter publiek en hij stelde de soort voor als een felle rover die wel 70 km/h kon halen in een achtervolgingsjacht.

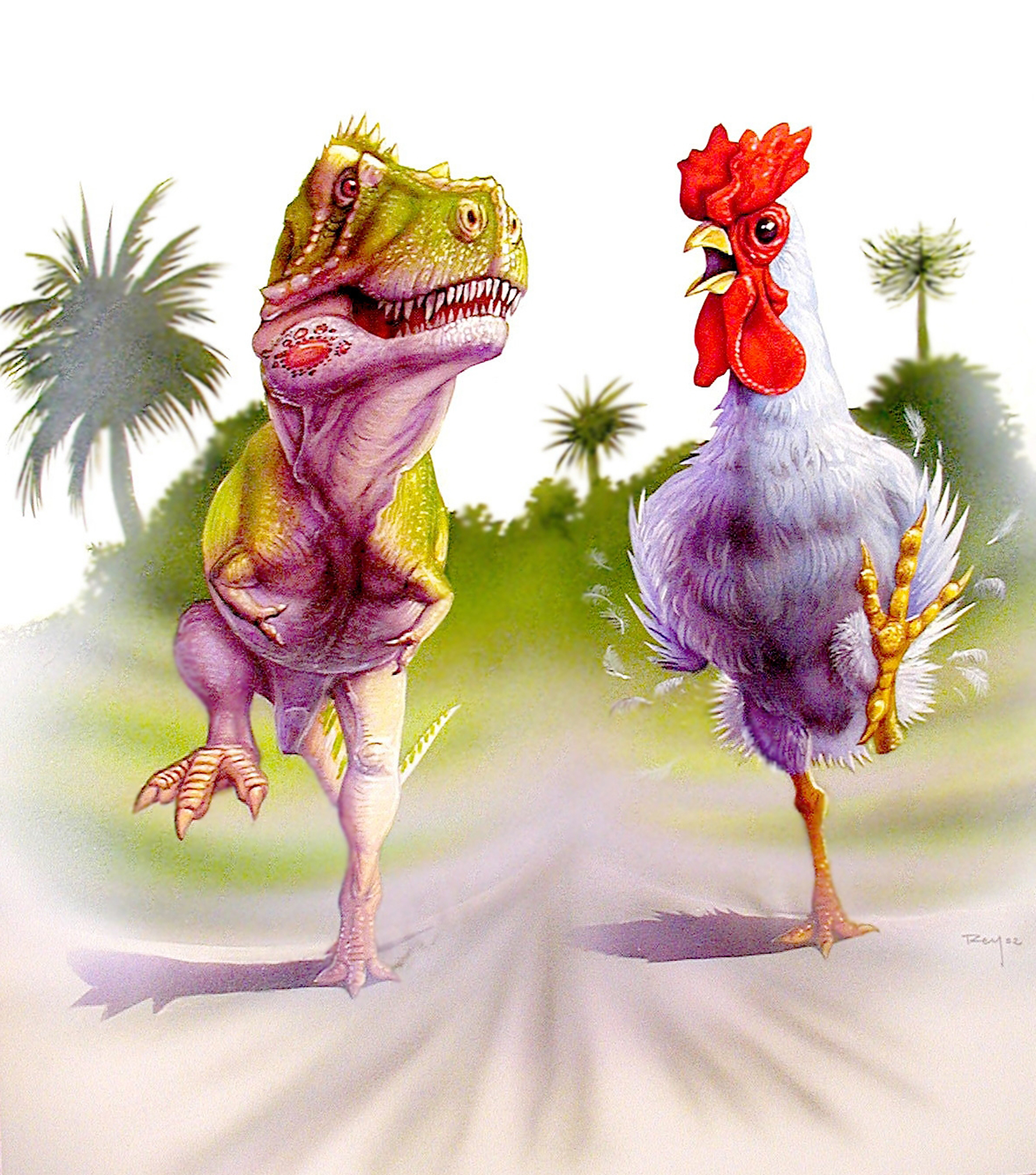
Als Tyrannosaurus de proporties had gehad van een kip, zou hij geen 70 km/h hebben kunnen halen

Deze nieuwe ideeën riepen echter weer reacties op. Gezien het hoge absolute gewicht en het feit dat de massa met de derde macht toeneemt, maar de spierkracht slechts met de tweede macht, leek het velen uitgesloten dat Tyrannosaurus zo snel kon zijn, warmbloedig of niet. Robert Mc Neill Alexander beweerde in 1987 dat de botten van Tyrannosaurus te zwak waren voor een snelheid boven de elf kilometer per uur. Achteraf bleek dat hij de doorsnede van het dijbeen te laag gemeten had door af te gaan op een ineengedrukt fossiel. In 1995 stelde James Orville Farlow dat Tyrannosaurus het zich simpelweg niet kon veroorloven te rennen: als hij dan zou struikelen, zou hij dodelijk gewond raken. Dit zou er op wijzen dat hij toch vanuit een hinderlaag sprintend joeg, zoals een tijger. Hier is tegenin gebracht dat veel diersoorten normaal gedrag vertonen dat potentieel tot de dood kan leiden; de opbrengst ervan weegt tegen het risico op. Farlow heeft niet aangetoond dat dit voor Tyrannosaurus bij het rennen niet het geval zou kunnen zijn.

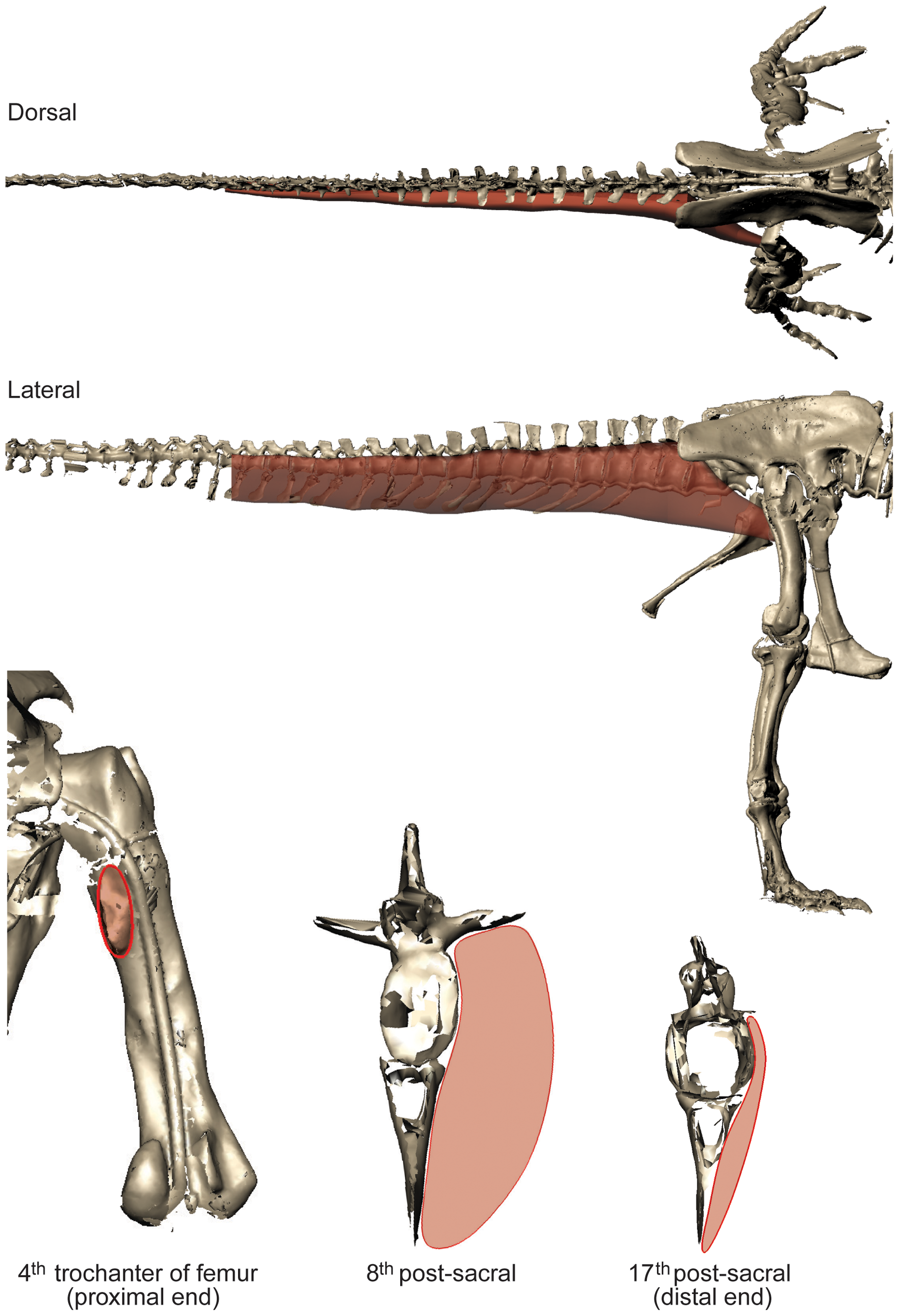
Een doorsnede van de spiermassa van de belangrijkste retractorspier aan de staartbasis

In het begin van de eenentwintigste eeuw maakte de sterk toegenomen computercapaciteit het mogelijk de biomechanica van Tyrannosaurus meer gedetailleerd te modelleren. Volgens een studie uit 2002 van John R. Hutchinson, extrapolerend vanuit een kip, was de relatieve spiermassa hoe dan ook onvoldoende voor een snelheid boven de 40 km/h en lag de maximumsnelheid waarschijnlijk niet hoger dan 23 km/h. In dat geval zou Tyrannosaurus alleen hebben kunnen stappen, niet rennen: zich zo krachtig afzetten dat het lichaam zich een moment vrij door de lucht beweegt. Zijn kernargument was dat bij toenemende grootte ook de absolute verticale beweging van het lichaam toeneemt en bij een gewicht als dat van Tyrannosaurus het rennen onmogelijk maakt: het neerkomende been, dat het hele gewicht moet dragen, zou daaronder bezwijken. Gregory S. Paul bracht daar tegenin dat wellicht een andere manier van rennen de verticale beweging vlakker gemaakt zou kunnen hebben en betwistte de correctheid van de extrapolatiemethode door erop te wijzen dat volgens Hutchinsons model een struisvogel en een neushoorn een derde langzamer zouden zijn dan in werkelijkheid.
In augustus 2007 hebben Phillip Lars Manning en William Irving Sellers van de Universiteit van Manchester met een evolutionair computermodel, voor een aantal dinosauriërs waaronder Tyrannosaurus, virtuele individuen wedstrijden tegen elkaar laten rennen. Hierbij werden per soort verschillende mogelijke loopmodellen ingevoerd en licht veranderd. De beste modellen werden dan weer uitgeselecteerd voor de volgende ronde in deze evolutionaire loopwedstrijd. Uiteindelijk werd een model ontwikkeld dat gevalideerd werd door een overeenkomst tussen het model en de bekende mechanismen en snelheden van onder andere een mens en een struisvogel. Met deze methode bereikte Tyrannosaurus een topsnelheid van ongeveer 28 km/h bij een aandrijvende spiermassa van 15%, het minimum dat in dit model nodig was, wilde Tyrannosaurus überhaupt kunnen lopen; dit steeg naar 40 km/h bij een, nog steeds reële, massa van 22,5%, voor welke waarde Hutchinson berekend had dat Tyrannosaurus nog geen 25 km/h zou halen en dus niet in staat zou zijn geweest te rennen. Een studie uit 2017 concludeerde dat bij 28 km/h de veiligheidsmarges van de belasting van het bot van de middenvoet overschreden werden. Door beperkingen van de rekencapaciteit konden echter mogelijke dempende effecten van de weke delen niet verdisconteerd worden. Ook kon er geen rekening gehouden worden met de speciale arctometatarsale bouw van de middenvoet.
Er is ook gesteld dat het hele vraagstuk van de snelheid van Tyrannosaurus irrelevant is voor de jachttactiek omdat dezelfde overwegingen die zouden leiden tot een hogere of lagere inschatting voor de rover ook voor zijn potentiële prooi van ceratopiden en hadrosauriden zouden gelden, zodat de verhouding tussen hun respectievelijke snelheden niet zou veranderen.
In 2021 concludeerde een Nederlandse studie dat als het dier zijn energieverbruik tijdens het wandelen minimaliseerde door de elastische energie te optimaliseren in een zwaaiende staart, de resulterende stapfrequentie wees op een wandelsnelheid van ongeveer vijf kilometer per uur, wat minder dan eerder aangenomen.

#### Roofdier of aaseter?

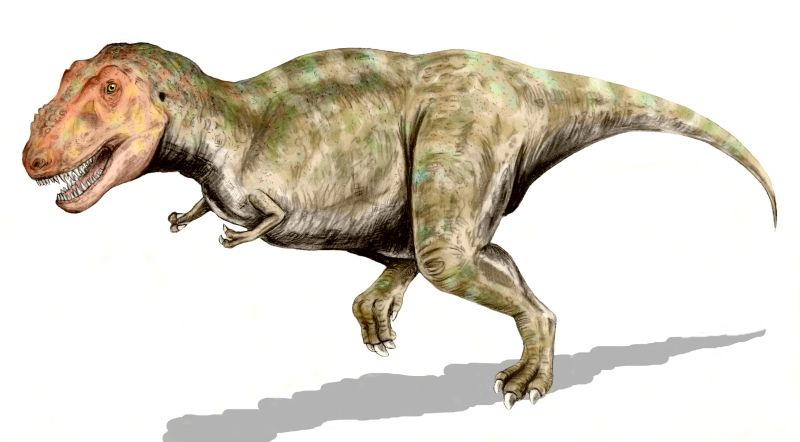
Volgens Horner was Tyrannosaurus een aaseter met kraaloogjes, stumperige armpjes, een rode kop en een stinkende adem

Het eerdere beeld van Tyrannosaurus als een langzaam, koudbloedig dier paste slecht bij een levenswijze als roofdier. Door de geringe energiebehoefte zou een koudbloedige vleeseter genoegen kunnen nemen met de rol van aaseter, wachtend totdat de prooidieren spontaan dood neervielen. Dat zou dan het onvermogen compenseren om voldoende energie vrij te maken om die dood actief te bevorderen. Al eind negentiende eeuw werd zo een rol gesuggereerd voor Allosaurus en in de loop van de twintigste eeuw zou de niche van aaseter door veel wetenschappers als een serieuze mogelijkheid voor Tyrannosaurus worden beschouwd.
Door de opkomst van Bakkers leer van de warmbloedigheid van de dinosauriërs raakte het aasetermodel op de achtergrond. In 1994 wekte Jack Horner het weer tot leven. Horner was zelf aanhanger van de gedachte dat Tyrannosaurus een hoge stofwisseling bezat. Hij meende in het dier allerlei speciale aanpassingen te kunnen vaststellen die goed bij de rol van aaseter pasten en die samen een sterk bewijs zouden vormen: het vermogen om botten te breken en zo het beenmerg te eten, zoals bij de huidige hyena's, de grote reuklob in de hersenen, nuttig om een rottend karkas op te sporen, als bij de roodkopgier, en zijn ogen die naar voren keken, zodat hij over diepteperceptie beschikte. Daarentegen zou Tyrannosaurus bepaalde kenmerken missen om als roofdier te leven. De relatief korte dijbenen van Tyrannosaurus zouden erop wijzen dat hij daarvoor te langzaam was en de korte voorpoten zouden het hem onmogelijk gemaakt hebben een prooidier te vangen. Zijn ten opzichte van de enorme schedel kleine ogen zouden het lastig hebben gemaakt een prooi op te sporen. In de loop der jaren werkte Horner zijn beeld van Tyrannosaurus verder uit. Het beest zou een afzichtelijk uiterlijk met stinkende adem en enge rode kop gecultiveerd hebben om echte roofdieren van hun buit te verjagen. Horner stelde ook dat de alleroudste tyrannosaurusexemplaren die hij rond 2000 ontdekt had, relatief langere benen hadden die bewezen dat er een evolutionaire trend bestond tot kortbenigheid en de daarmee samenhangende lagere snelheid.

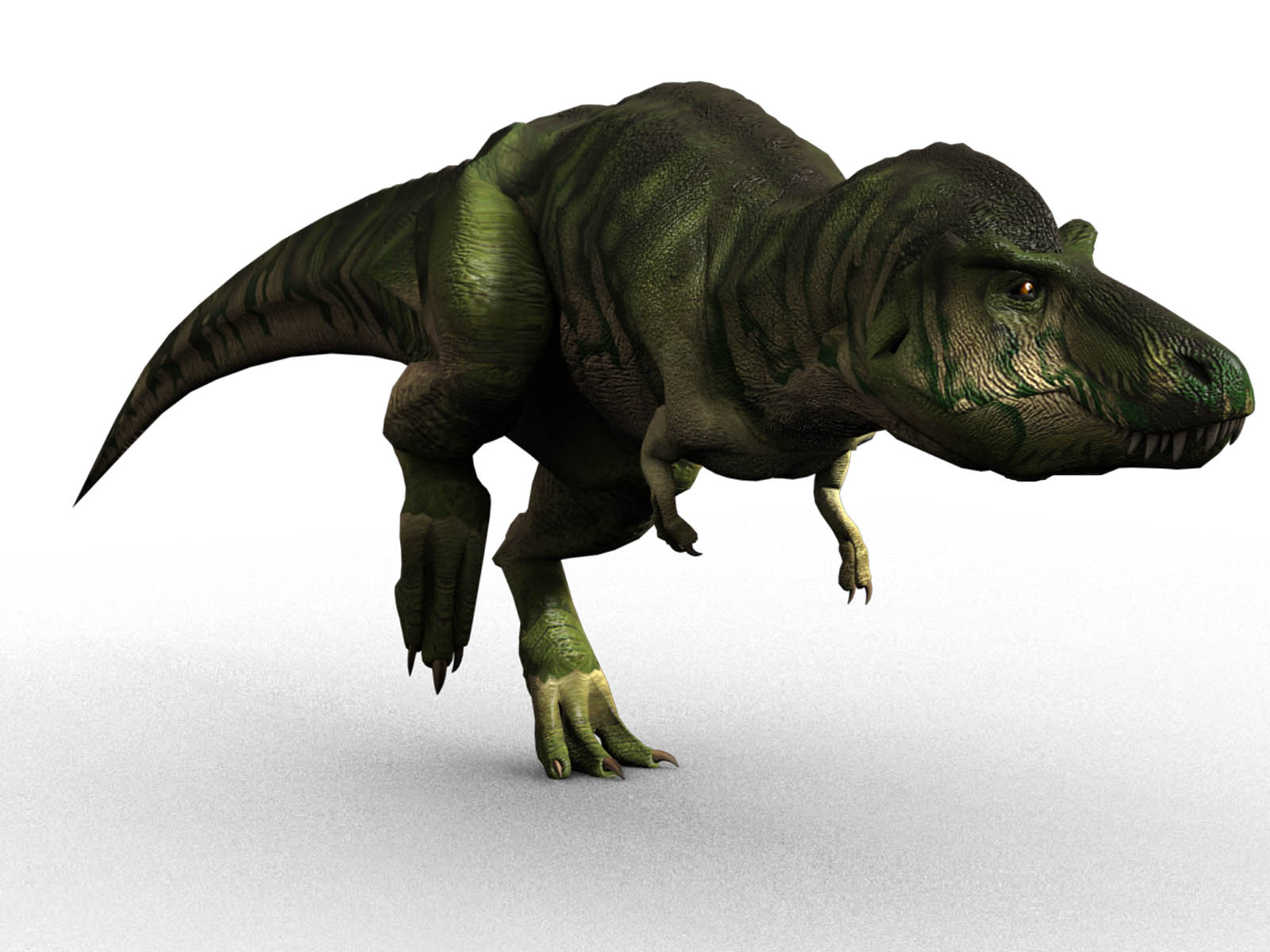
Volgens de meeste paleontologen was Tyrannosaurus een actieve jager

Horner is geen echte specialist op het gebied van de studie van tyrannosauriden. Zijn hypothese kreeg grote media-aandacht. Veel artikelen in populair-wetenschappelijke bladen werden eraan gewijd en zelfs tv-documentaires. De ontvangst onder professionele paleontologen was echter koel. Horners interpretatie van de functionele anatomie van Tyrannosaurus werd algemeen verworpen. Geen enkele van de eigenschappen die Horner aandroeg werd beschouwd als een overtuigende aanwijzing dat het om een aaseter zou gaan. De tanden waren niet geschikt om botten te kauwen. Een goed reukvermogen zou ook nuttig geweest zijn voor de jacht. Binoculair zicht is alleen te gebruiken door een vliegende aaseter; naar voren staande ogen waarmee diepte kan worden gezien komen juist vooral voor bij landroofdieren. De later vermoede ademlucht en hoofdkleur zijn volledig speculatief. De vermeende beperkingen wisten ook niet te overtuigen. De ogen zijn slechts klein ten opzichte van de schedel; voor het gezichtsvermogen is echter alleen de absolute grootte beslissend en oogbollen met een doorsnee van zo'n tien centimeter moeten een scherpe blik gegarandeerd hebben. De dijbenen van Tyrannosaurus hoeven niet zo heel kort te zijn ten opzichte van de onderbenen — een aanpassing die kleine dieren gebruiken om hun snelheid te verhogen — doordat de absolute staplengte al zo groot is. Tyrannosaurus had geen krachtige armen nodig, omdat de muil ruimschoots voldoende was om prooien uit te schakelen.
Daarbij past een rol als aaseter niet met wat we weten van de habitat van Tyrannosaurus. Hij is het belangrijkste grote roofdier uit de formatie waarin hij werd gevonden — vroegere literatuur vermeldt het voorkomen van Albertosaurus, maar dat berust op foute identificaties en de in 2015 beschreven Dakotaraptor was kennelijk erg zeldzaam. Hij kan dus niet geprofiteerd hebben van de prooien van andere predatoren want die waren er nauwelijks. Hoogstens kan het zo zijn dat volwassen exemplaren jongere dieren wegjoegen van hun vangst en de verschillende generaties dus als ecospecies functioneerden met ieder een eigen niche; jonge dieren konden ook geen botten kraken. Daarbij kan een gespecialiseerde warmbloedige aaseter van deze grootte volgens veel onderzoekers niet voldoende voedsel vergaard hebben door te wachten totdat planteneters uit zichzelf dood neervielen, hoewel dat ook tegengesproken is. Huidige aasgieren hebben het voordeel dat ze zwevend een enorm terrein kunnen verkennen; andere "aaseters", zoals hyena's en jakhalzen, halen in feite het meeste voedsel uit de jacht. De conclusie van de meeste paleontologen luidt daarom dat Tyrannosaurus zoals bijna alle grote roofdieren wel aas at als de gelegenheid zich voordeed, maar geen gedwongen aaseter was. Hij was primair een roofdier, de apexpredator van zijn leefgebied. In 2011 sloot Horner zich hier ten dele bij aan; hij gaf toe dat Tyrannosaurus een roofdier was, maar het feit dat deze een groot deel van de gevonden skeletten uitmaakte, 28% van de dinosauriërfossielen van de Hell Creekformatie, verklaarde Horner door aan te nemen dat een relatief groot deel van zijn voedsel uit aas bestond.
Direct bewijs voor actief jachtgedrag is gevonden bij verschillende fossielen van prooidieren die geheelde verwondingen door beten tonen. Zo heeft een skelet van Edmontosaurus een afgebeten, maar geheeld doornuitsteeksel op een staartwervel, een ander fossiel van die soort een afgebroken tyrannosaurustand in later geheeld bot, en is er een schedel van een triceratops gevonden met een beschadigd nekschild en afgebeten, maar genezen wenkbrauwhoorn.

### Sociaal gedrag en intelligentie

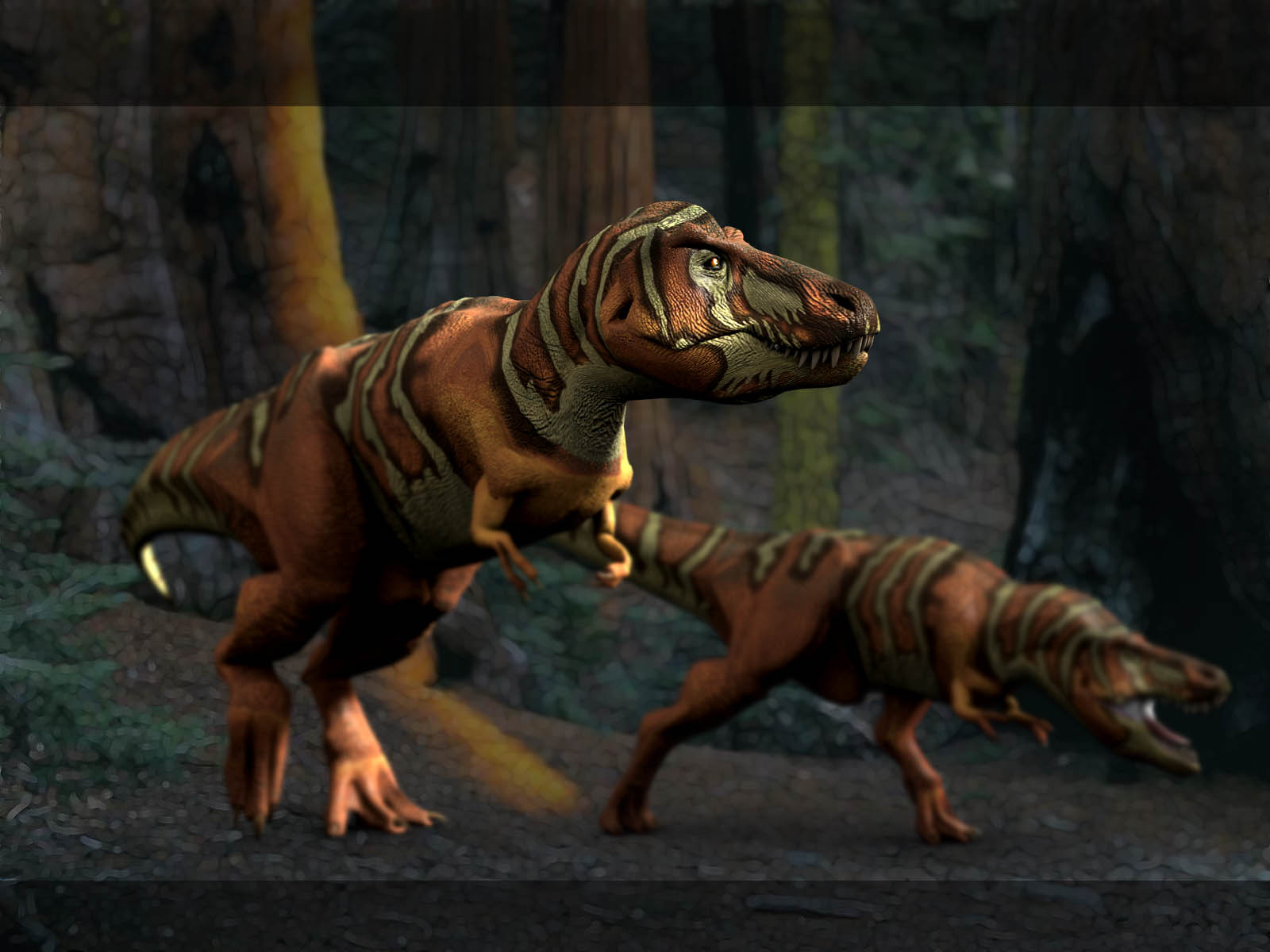
Het is omstreden of Tyrannosaurus in de jacht kon samenwerken

Over het sociaal gedrag van Tyrannosaurus bestaan alleen indirecte aanwijzingen. Vroeger werd meestal aangenomen dat de soort solitair leefde. In de jaren zeventig werd de gedachte populair dat Tyrannosaurus niet alleen joeg maar in groepen. Voor het bestaan van zulke jachtgroepen bestaat echter geen overtuigend bewijs. Er zijn wel concentraties van tyrannosaurusfossielen aangetroffen, maar die zouden in principe veroorzaakt kunnen zijn door een toevallig bijeenspoelen van gelijksoortige resten tijdens een overstroming of de aantrekkingskracht die een laatste modderpoel tijdens een droogteperiode uitoefende. Hiertegen pleit weer dat de hele populatie wellicht erg klein was — door Carpenter geschat op slechts 25 000 volwassen individuen — en iedere toevallige opeenhoping gezien de lage gemiddelde populatiedichtheid dus erg onwaarschijnlijk, zeker omdat de schatting nog aan de hoge kant is als we uit zouden gaan van een solitaire levenswijze. Groepen zouden het jachtsucces sterk verhoogd hebben. In 2021 schatte een studie dat op een leefgebied van 2,3 miljoen vierkante kilometer een populatie leefde van zo'n twintigduizend volwassen individuen, indien de stofwisseling matig hoog was. Gedurende 2,4 miljoen jaar zouden er ongeveer 127 000 generaties geleefd hebben met in totaal 2,5 miljard volwassen individuen. In de Hell Creek, waar de fossiliseringsomstandigheden het gunstigst waren, zou dan zeker een op zestienduizend individuen als een vrij compleet skelet bewaard zijn.

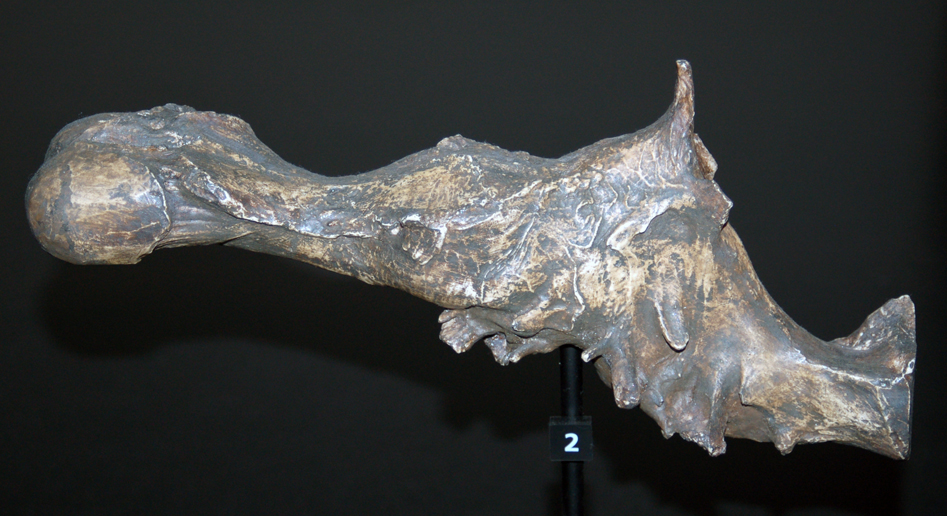
Een afgietsel van het brein van Tyrannosaurus met links de reuklobben

Een aanwijzing voor althans conflictueus sociaal contact is wel gezien in de vele verwondingen die de skeletten tonen en die toegebracht leken te zijn tijdens gevechten met soortgenoten. Zo meende men dat de schedel van Sue bijtwonden vertoonde en zelfs dat uit de botten op te maken viel dat dit exemplaar ooit zijn achterpoot gebroken had wat als een aanwijzing gezien werd dat het tijdens het genezingsproces verzorgd zou zijn door een partner of een lid van zijn groep. Later onderzoek wees echter uit dat de schedelbeschadigingen beter verklaard konden worden als het gevolg van infecties en dat de breuk van de achterpoot slechts schijn was. In 2010 vonden Amerikaanse wetenschappers aanwijzingen voor kannibalisme in de vondst van tyrannosaurusbotten met bijtsporen. Ze suggereerden de mogelijkheid dat na gevechten tussen soortgenoten met fatale afloop, de verliezer door de winnaar werd verorberd. In 2018 werd een vierde middenvoetsbeen van een jong dier gemeld met schraapsporen van de tanden van een groot exemplaar.
Het is gesuggereerd dat Tyrannosaurus een te lage intelligentie gehad zou hebben voor complex sociaal gedrag. De hersenen van de grootste exemplaren hadden een inhoud van ongeveer 350 cm³, evenveel als bij een gorilla. Door het veel grotere lichaamsgewicht dan dat van de mensaap was de relatieve hersengrootte echter veel kleiner. Toch lag het ook relatief niet zo laag. Grote mesozoïsche theropoden hadden ongeveer anderhalfmaal de inhoud die men bij een koudbloedig roofdier, zoals een krokodil, van dezelfde grootte zou verwachten. Tyrannosaurus had weer anderhalfmaal de relatieve inhoud van een normale grote theropode. Misschien duidt dit erop dat het ook een tamelijk intelligente soort was. Het kan ook zijn dat de toegenomen hersencapaciteit gebruikt werd voor een verbeterd reukvermogen gezien het feit dat de reuklobben extra vergroot zijn. Onduidelijk is wat de hogere stofwisseling en betere ademhaling voor effecten hadden op het denkvermogen. In 2023 concludeerde een studie dat als Tyrannosaurus warmbloedig was met een goede zuurstofvoorziening en dezelfde verhouding tussen neuronendichtheid tot hersengrootte zou hebben gehad als moderne basale vogels, hij 3,5 miljard neuronen zou hebben bezeten in het telencephalon, met een grotere dichtheid dan een baviaan. Dat zou het dier grotere cognitieve vermogens verschaft hebben dan meestal aangenomen. In 2024 bekritiseerde een andere studie deze conclusies echter. Het belang van het absolute aantal neuronen werd ontkend, dat daarbij vermoedelijk een orde van grootte lager zou hebben gelegen.
Eén vorm van sociaal gedrag kwam in ieder geval voor: het mannetje en het wijfje waren beide betrokken bij de voortplanting.

### Voortplanting en groei

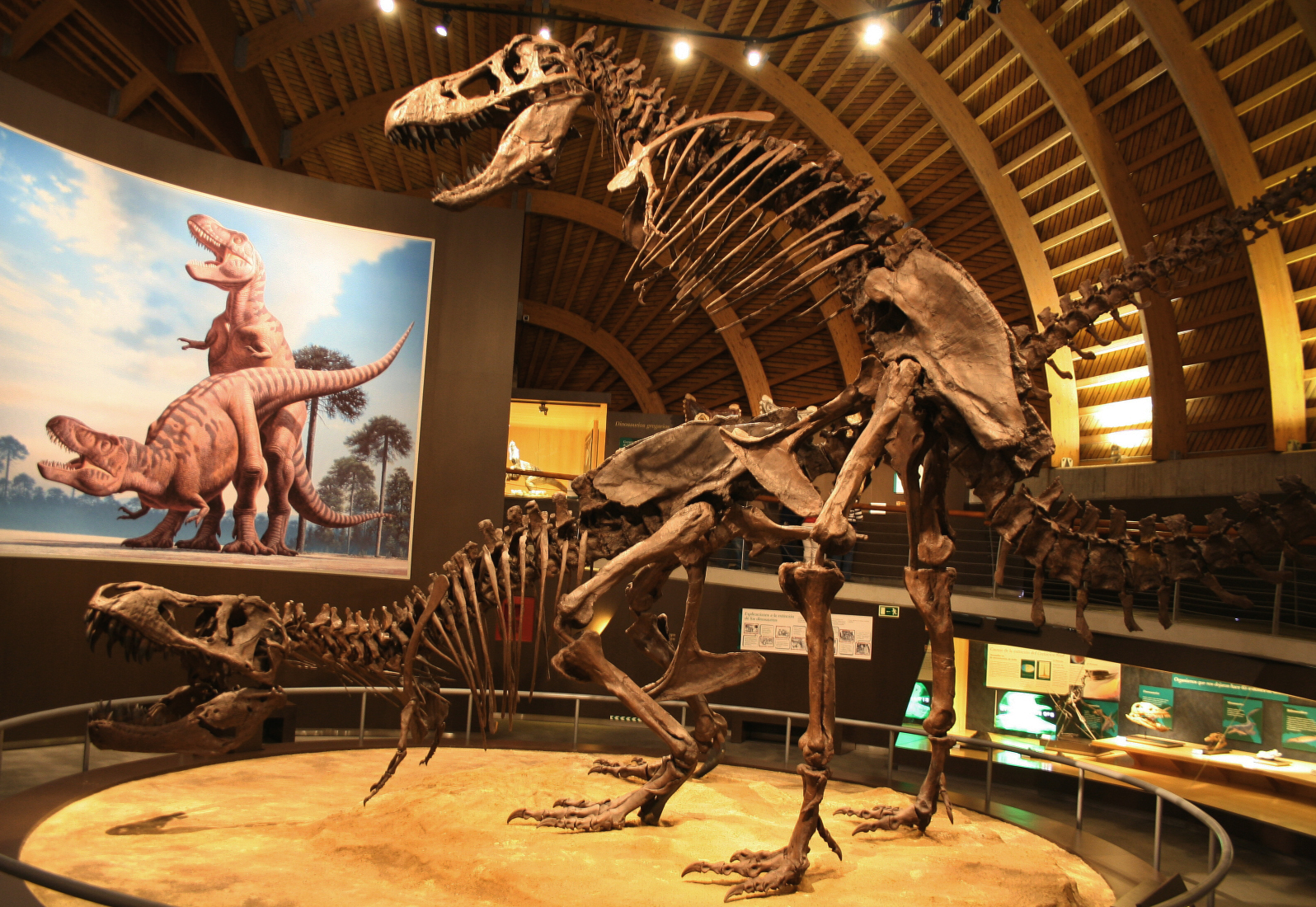
Twee tyrannosauri in een parende houding

Over veel aspecten van de voortplanting van Tyrannosaurus bestaat nog grote onduidelijkheid. Hoewel sommige exemplaren wel als vrouwtje zijn aangeduid, zijn niet alle aanwijzingen daarvoor even betrouwbaar: bijvoorbeeld het soms ontbreken van een eerste chevron onder de voorste staartwervel wat eerder als een aanpassing was gezien om makkelijker eieren te leggen, bleek bij krokodillen geen verband te hebben met het geslacht. Tyrannosaurus had kennelijk geen opvallende seksuele dimorfie. Sommige exemplaren zijn wat minder robuust dan gemiddeld, maar het is onduidelijk of dit een morfe betreft, toevallige individuele variatie of een geslachtsonderscheid waarbij ze de mannetjes zouden vertegenwoordigen. Ook de eieren zelf zijn niet met zekerheid teruggevonden, evenmin als broedkolonies of nesten. Het is onbekend of er broedzorg was, in de vorm van het verdedigen van het nest of het voeren van de kuikens. Eén enkel vrouwtje moet in staat geweest zijn in één keer vele tientallen eieren te leggen zodat een r-strategie plausibel is: het produceren van zo veel mogelijk nageslacht dat na het uitkomen grotendeels aan zijn lot werd overgelaten. Desalniettemin is het mogelijk dat die zorg er wel degelijk was en dat er familiegroepen gevormd werden waarin verschillende generaties gezamenlijk joegen. Het zou zelfs kunnen dat de eieren, net als bij de huidige vogels, met korte tussenpozen gevormd en gelegd werden. Exemplaren met aantoonbaar medullair been waaruit tijdens de ovulatie kalk onttrokken werd voor de eierschaal zijn vermoedelijk met zekerheid wijfjes geweest; het betreft hier overigens robuuste exemplaren.

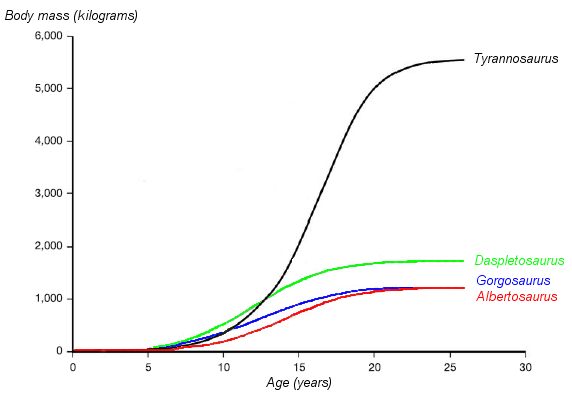
Groeicurve van T. rex, in het zwart, vergeleken met die van andere theropoden

Uit onderzoek door middel van groeiringen in het bot is de conclusie getrokken dat de groei eerst vrij traag verliep. Pas halfwas dieren maakten tussen het veertiende en achttiende levensjaar een snelle groeispurt door waarin de gigantische volwassen omvang bereikt werd. Het gewicht steeg dan van 1,8 tot 4,2 ton, een toeneming van zeshonderd kilo per jaar. Op dat moment waren ze vermoedelijk al geslachtsrijp. Bij het bereiken van de volwassenheid vlakte de groei sterk af, een teken dat er zich een erfelijk bepaalde groeivertraging voordeed, net als bij huidige vogels en zoogdieren. Het is echter mogelijk dat de groei nooit helemaal tot stilstand kwam, wat in gunstige omstandigheden uitzonderlijke reuzen opleverde. Tyrannosauri blijken echter niet oud te zijn geworden: de helft van de bekende exemplaren stierf nog voor het 24e levensjaar, wellicht een gevolg van hun gevaarlijke levenswijze. Mogelijk grote sterfte onder de jongen is daarin nog niet eens meegenomen omdat er weinig juveniele exemplaren bekend zijn. Bij andere grote theropoden was de groeispurt veel minder extreem.

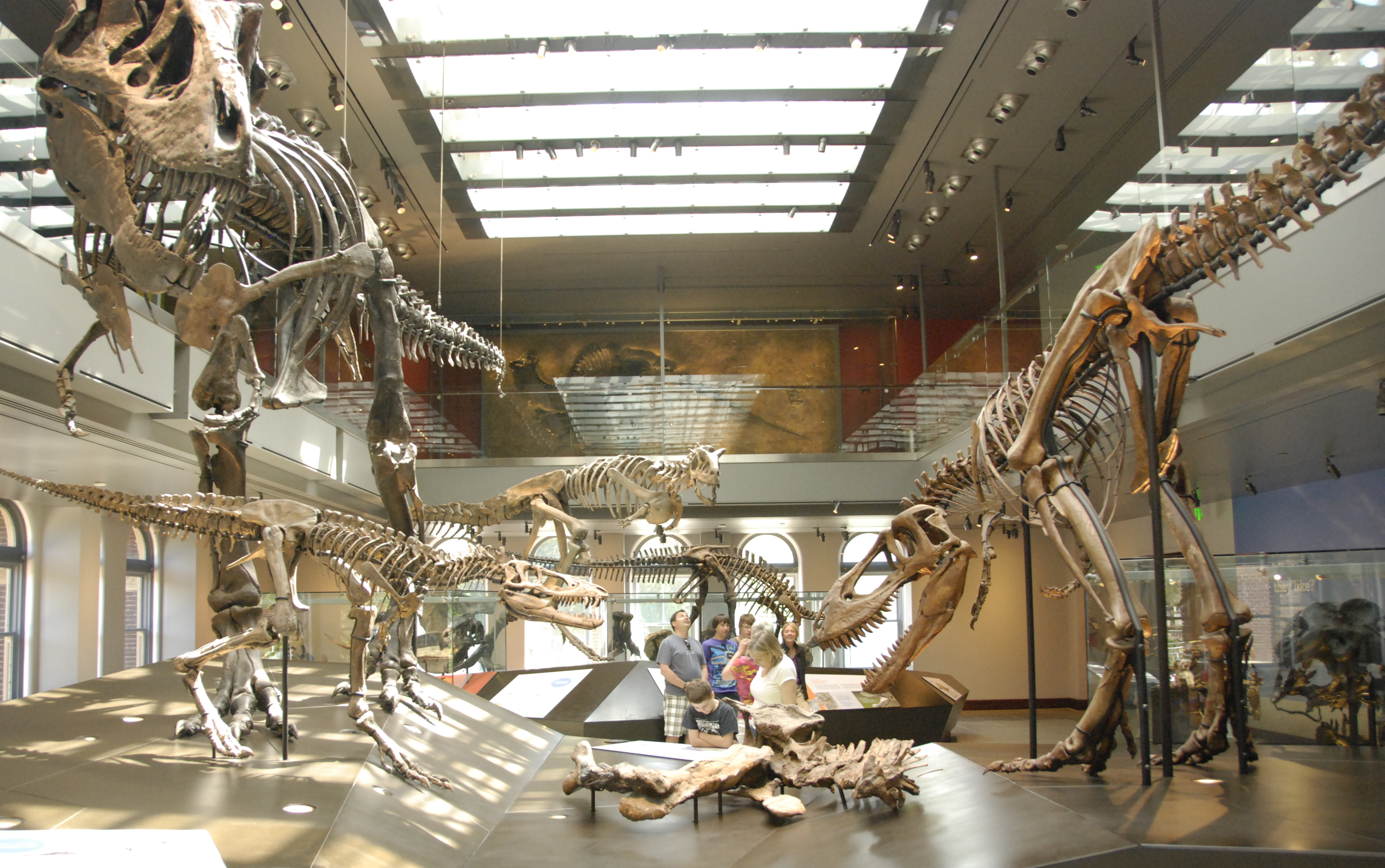
Modellen van de verschillende groeifasen

Volgens Thomas Carr had Tyrannosaurus vijf duidelijke groeifasen waarbij de veranderingen zich voornamelijk in de schedel voordeden. In de eerste fase van het jonge dier, getoond door specimen LACM 238471, was de schedel erg lang met een gladde bovenkant. De onderkaken waren ondiep. De kam op het achterhoofd was laag. De naad tussen de wandbeenderen was aan de onderkant nog zichtbaar. De groeve aan de onderkant van de grote schedelopening vervloeide geleidelijk met het bovenkaaksbeen of maxilla. Het dwarse neustussenschot was erg breed. De voorste maxillaire tand had geen karteling. In de tweede fase, het grotere jong, die we kennen van CMNH 7541, ontstaat de middenkam op de snuit. De naad tussen de wandbeenderen en de voorhoofdsbeenderen begint dwars te lopen. De onderkaken beginnen hoger te worden. In de derde fase, het nog onvolgroeide dier, getoond door bijvoorbeeld specimen LACM 23845, veranderde de schedel het sterkst. De schedelbeenderen vergroeiden en verdikten ter versteviging; tegelijkertijd werden ze uitgehold door uitlopers van de luchtzakken. Op de buitenkant werden verruwingen en verdiepte aanhechtingsvlakken voor de schedelspieren zichtbaar. De middenkam en achterhoofdskam werden hoger en dikker. De achterzijde begint de typische verbreding te tonen. In de vierde fase, het jongvolwassen dier, bijvoorbeeld AMNH 5027, overgroeide de maxilla de onderrand van de grote schedelopening, de voorste tak van het traanbeen nam enorm in omvang toe en in de onderkaak draaide het grote aanhechtingsvlak van het surangulare horizontaal. Het oude volwassen dier vormt de vijfde fase, getoond door LACM 23844, waarin de verandering gering was en dat gekenmerkt werd door een voortschrijdende pneumatisering van de snuit, waarbij het bot doortrokken raakte van luchtholten. In 2020 ordende Carr alle toen bekende exemplaren in een groeireeks.
In 2020 bevestigde een studie naar de botopbouw van halfwas exemplaren de hypothese dat de groei snel was waarbij uiteindelijk een gewicht boven de negen ton bereikt werd.
In 2021 stelde een studie dat de bijtkracht al vroeg hoog lag: voor specimen BMR P2002.4.1, een maxillaire tand van vermoedelijk een dertienjarig exemplaar werd die berekend op 5641,19 N.

## Tyrannosaurus rexals cultureel fenomeen

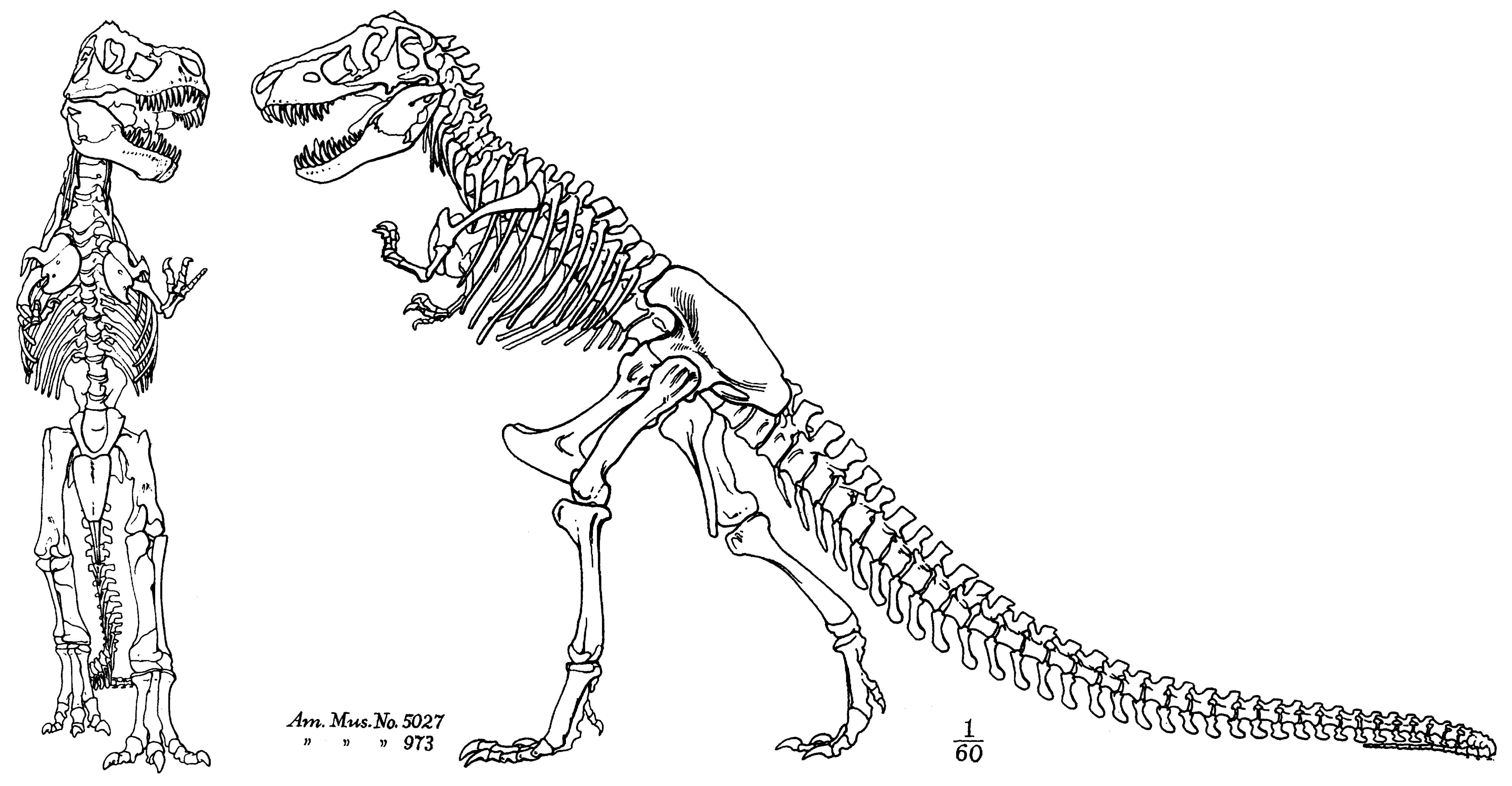
Het hoofd van deze tyrannosaurus was de inspiratie voor het logo van Jurassic Park, van de boeken (1990, 1995) en de meeste films (behalve Jurassic Park III).

Al sinds het begin van de twintigste eeuw is Tyrannosaurus rex de bekendste dinosauriër. Deze positie heeft het dier te danken aan het feit dat het in populair-wetenschappelijke kinderboeken in de Verenigde Staten standaard getoond werd als de 'grootste vleeseter aller tijden', wat het een prominente positie verschafte in de belevingswereld van het kind, als exemplarische incarnatie van het monster. De naamsbekendheid werd ook commercieel uitgebaat zoals bij de Campagna T-Rex, een Canadese sportwagen, en T. Rex, een Britse rockband. De bekendheid van het dier is zelf ook weer onderwerp geworden van wetenschappelijk onderzoek. Vanwege zijn populariteit is Tyrannosaurus in veel films en documentaires verschenen:
- Vier verfilmingen, in 1925, 1960, 1992 en 1998 van het boek The Lost World van Arthur Conan Doyle – in welk boek zelf Tyrannosaurus overigens niet voorkomt – plus een serie uit 1999.
- King Kong (1933) van Merian C. Cooper.
- Jurassic Park (1993) van Steven Spielberg.
- The Lost World: Jurassic Park (1997) van Steven Spielberg.
- De documentaireserie Walking with Dinosaurs (1999) van Tim Haines en Jasper James.
- Jurassic Park III (2001) van Joe Johnston.
- When Dinosaurs Roamed (2001), een documentaire op Discovery Channel.
- Valley of the T-rex (2002), ook een documentaire van Discovery Channel handelend over Jack Horners beweringen.
- Dinosaur Planet (2003), een documentaireserie met in de derde aflevering Little Das' Hunt een kort optreden van Tyrannosaurus.
- Night at the Museum (2006) waarin het AMNH-skelet figureert onder de naam "Rexy".
- Land of the Lost (2009), een komische film door Brad Silberling naar de gelijknamige televisieserie uit 1974.
- De documentaireserie Clash of the Dinosaurs (2009) van Tim Goodchild
- Jurassic World (2015) van Colin Trevorrow.
- Minions (2015) van Pierre Coffin
- Jurassic World: Fallen Kingdom (2018) van J.A. Bayona.

## Verder lezen
- Carpenter, Kenneth; and Larson, Peter E. (editors). Tyrannosaurus rex, the Tyrant King. Bloomington: Indiana University Press 456 pp.